# Estallido social
Estallido social es el nombre con que se reconoce en Chile a una serie de manifestaciones masivas y graves disturbios originados en Santiago y propagados a todas las regiones del país —con mayor impacto en las capitales regionales— cuya fase de mayor intensidad se extendió entre octubre de 2019 y marzo de 2020.
La causa inmediata que se ha definido como detonante de estos sucesos fue el alza en la tarifa del sistema de transporte público de Santiago, que entró en vigencia el 6 de octubre de 2019. Tras ello, miles de estudiantes secundarios se organizaron para realizar actos de evasión masiva en el Metro de Santiago. Con el paso de los días, el número de evasores aumentó, registrándose incidentes dentro de las estaciones del ferrocarril subterráneo. La situación se agravó el día viernes 18 de octubre de 2019, cuando fueron cesadas las operaciones de la red subterránea por el enfrentamiento de la multitud con Carabineros, lo que llevó al entonces ministro del Interior y Seguridad Pública, Andrés Chadwick, a interponer querellas por delitos contemplados en la Ley de Seguridad del Estado contra quienes hubieren cometido daños, saqueos e incendios.
Como consecuencia de ello, la noche del viernes 18 de octubre comenzaron a aparecer varios focos de protestas, saqueos y disturbios violentos a lo largo del país, por lo cual, en la madrugada del día sábado 19 de octubre, el presidente Sebastián Piñera decretó estado de emergencia en las comunas del Gran Santiago y toque de queda a partir de la noche del sábado 19. La situación se extendió pocas horas después a otras cinco regiones del país y ya el día 23, el estado de emergencia había sido declarado en quince de las dieciséis capitales regionales.
De acuerdo a varios analistas, las protestas se caracterizaron por la ausencia de líderes y la incorporación, en distintos niveles, de un amplio espectro social, desde la clase baja a la media alta. Aunque la causa inmediata puede atribuirse al alza tarifaria del transporte público, las concentraciones populares pronto expusieron sus causas mediatas: el alto costo de la vida (hasta 2019 Santiago era la segunda ciudad más onerosa de Latinoamérica), bajas pensiones, precios elevados de fármacos y tratamientos de salud, y un rechazo generalizado a toda la clase política y al descrédito institucional acumulado durante los últimos años, incluyendo a la propia Constitución del país.
Tanto por el nivel de daño a la infraestructura pública, el número de manifestantes, como por las medidas adoptadas por el gobierno, las protestas fueron catalogadas como el «peor malestar civil» ocurrido en Chile desde el fin de la dictadura de Augusto Pinochet. Al mes de octubre de 2019 y según el propio gobierno, se confirmaron 32 fallecidos, principalmente asociados a incendios (15 casos), enfrentamientos entre ciudadanos (7 casos), o con uniformados (5 casos); además hubo más de 3400 civiles hospitalizados producto de los enfrentamientos, y 2000 carabineros lesionados en distintos grados. Amnistía Internacional informó, al 30 de noviembre de 2020, 12547 heridos que pasaron por urgencia hospitalaria, 1980 heridos por armas de fuego y 347 heridos con lesiones oculares. El Instituto Nacional de Derechos Humanos identificó más de 3400 civiles hospitalizados durante el movimiento, mientras que cifró en 8812 los detenidos que lograron visitar; además, denunciaron casos de torturas y otras vejaciones por parte de las Fuerzas Armadas y de Orden. Las investigaciones realizadas por organizaciones como Amnistía Internacional, la Comisión Interamericana de Derechos Humanos, Human Rights Watch y la Oficina del Alto Comisionado de las Naciones Unidas para los Derechos Humanos determinaron la ocurrencia de graves violaciones a los derechos humanos cometidas por funcionarios del Estado chileno; el gobierno, en tanto, reconoció la existencia de algunos casos puntuales de exceso policial, pero descartó la ocurrencia sistemática de estos, y el Poder Judicial, en la misma línea del Ejecutivo, ha sostenido que «no hay un ataque generalizado y no responde a una conducta sistematizada del Estado por estos agentes».
Las pérdidas económicas que se generaron tras estas protestas fueron estimadas en 3300 millones de dólares, considerando daños a la propiedad pública y privada, incluido el Metro de Santiago. mientras 100 000 a 300 000 puestos de trabajo se habrían perdido. El peso chileno sufrió una fuerte devaluación, pasando de CL$ 710 previo a la crisis a un máximo histórico de CL$ 838,33 por dólar a mediados de noviembre de 2019. También se estimó que las protestas restarían un punto porcentual de crecimiento económico para el país entre 2019 y 2020.
En respuesta a las manifestaciones, el gobierno de Sebastián Piñera anunció una serie de medidas, denominada «Nueva Agenda Social», que incluye medidas relacionadas con las pensiones, la salud, los salarios y la administración pública. De igual forma, se promovió una agenda de seguridad que incluye proyectos antivandalismo y de reconstrucción. El 15 de noviembre, un acuerdo transversal entre el Gobierno y el Congreso, y firmado por la mayoría de los partidos políticos con representación parlamentaria, acordó la convocatoria a un plebiscito nacional en abril de 2020, posteriormente reprogramado para octubre, para definir si se redactaría una nueva Constitución Política y qué mecanismo sería utilizado.
La pandemia de COVID-19 provocó una fuerte reducción en la escala de las protestas, con medidas sanitarias de distanciamiento social y cuarentenas impuestas por el gobierno. No obstante, desde julio de 2021 miembros de la denominada primera línea se han agrupado cada viernes en las inmediaciones de la Plaza Baquedano. Esto se enmarca en protestas por la liberación de los llamados «presos de la revuelta». Esta continuación fue definida por el gobierno de Piñera como «actos criminales que no responden a manifestaciones o a una demanda social».

## Antecedentes

### Causas estructurales
El académico chileno Carlos Hunneus considera un cúmulo de causas que habrían acumulado un «malestar» en la ciudadanía, que habría aflorado tras las primeras protestas del 18 de octubre de 2019:
Había en la ciudadanía un malestar latente hacia el sistema económico (“el modelo”), ocasionado por los graves abusos de empresas privadas (La Polar, farmacias, pollos, “Confortgate”) y de servicios públicos (Aguas Andinas), las desigualdades en el acceso a la salud y educación, el fracaso de las AFP, la mala distribución de los ingresos, que se sumó a la baja confianza en los partidos, la política y en los empresarios por los casos de  financiamiento ilegal de campañas parlamentarias. En pocas palabras, una crisis de legitimidad del sistema económico, que heredaba el pecado original de haber sido impuesto por la dictadura, sin consultar a los afectados, y que teñía un sistema político cuyo legado era una democracia semisoberana, concebida para prolongar “el modelo”.

#### Estado subsidiario y otros aspectos constitucionales

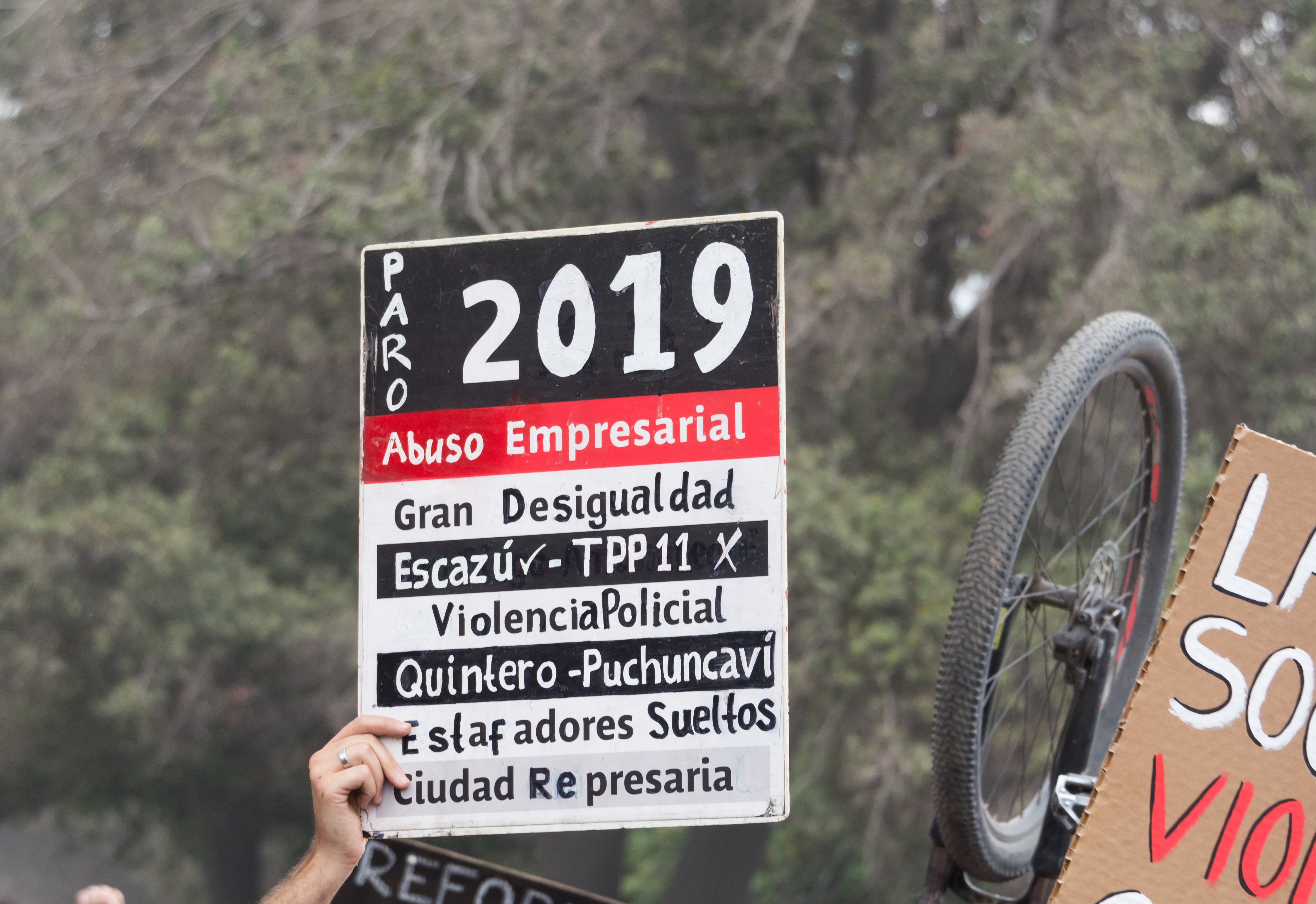
Pancarta que simula un letrero de recorrido de buses de Red, mencionando hechos que suelen ser indicados como causa de las protestas.

Algunos han identificado el rol subsidiario del Estado chileno como una de las causas de estas protestas. Según la interpretación mayoritaria, con la promulgación de la Constitución de 1980 se consagra el rol subsidiario del Estado en Chile. Según este rol y sumado a la inspiración de ideas neoliberales, el Estado solo puede intervenir en la vida social y económica cuando la iniciativa privada no puede o no tiene interés en hacerlo. Dado lo anterior, solo los proveerá si el mercado no lo hace, lo que generaría accesos desiguales entre la ciudadanía en función de su situación socioeconómica.
Esta subsidiariedad se habría erigido en obstáculo para la implementación de políticas públicas más agresivas por parte de los gobiernos posteriores a la dictadura militar.[cita requerida]
Estas lecturas restrictivas de la Constitución habrían vinculado el porvenir de la sociedad chilena a un modelo específico inmutable, frenando su evolución conforme a la apreciación del interés general de los representantes de la nación a través del tiempo.

#### Desigualdad socioeconómica
De acuerdo con cifras del Banco Mundial, Chile es el 13° país más desigual de Latinoamérica medido por índice de Gini y el segundo más desigual tras México entre los miembros de la OCDE.
Dicha desigualdad en el ingreso conllevaría desigualdad social. Esto se manifiesta en diferencias educacionales importantes entre los diferentes estratos socioeconómicos. Asimismo, existe una importante segregación residencial, generando así «nuevas barreras para la inclusión social y para la superación de la vulnerabilidad» de las familias de escasos recursos.

#### Alto costo de la vida
El costo de vida en Chile es alto. La razón entre PIB corregido por paridad de poder adquisitivo y PIB nominal es de 1,709, lo que vuelve al país el 61° más caro del mundo; el 2° más caro de Sudamérica tras Uruguay; y el 13° más caro de Latinoamérica y Caribe.  De acuerdo al Banco Central del país, en 2018 se alcanzó un máximo histórico de deuda equivalente a 73 % del ingreso disponible. Un estudio de 2019 reveló que en Chile hay casi 4,6 millones de personas morosas, equivalente a un 34 % de la población mayor de 18 años.

### Contexto regional
| Argentina y Paraguay, en recesión; México y Brasil, estancados; Bolivia y Perú, con una crisis política muy grande; Colombia, con un resurgimiento de las FARC y las guerrillas. En medio de esta América Latina convulsionada veamos a Chile. Es un verdadero oasis, con una democracia estable. El país está creciendo, estamos creando 170 mil empleos al año, los salarios están mejorando. —Sebastián Piñera, presidente de Chile, 9 de octubre de 2019. |

| (El pueblo) es muy sabio porque se equivoca poco, sabe muy bien qué es lo importante y qué es lo accidental. No siempre los políticos tienen esa misma sabiduría, pero tenemos que aprender y escuchar a nuestros pueblos. —Sebastián Piñera, presidente de Chile, 10 de octubre de 2019. |

Entre fines de 2018 y 2019, se registró un importante número de protestas a nivel internacional, destacando el Movimiento de los chalecos amarillos en Francia, las protestas antigubernamentales en Argelia, la Revolución sudanesa, las protestas en Puerto Rico y los enfrentamientos en Hong Kong, entre otras. Hacia octubre de ese año, se levantaron nuevas manifestaciones en el Líbano y en Irak. Aunque los motivos de cada protesta variaron según cada contexto local, la mayoría de ellas se caracterizó por movimientos inorgánicos que unificaron de forma transversal a gran parte de la población contra gobiernos considerados como lejanos de las necesidades populares. Algunos analistas han destacado la gran participación de jóvenes descontentos que han aprovechado el uso de redes sociales y otras formas de comunicación para coordinarse.
En América Latina, diversos factores generaron un aumento en las protestas en diferentes países. A las crisis sociales y políticas que llevaban varios años en Venezuela y en Nicaragua, se sumaron los problemas económicos de otros países de la región, especialmente tras el fin de un período constante de crecimiento derivado de los altos precios de materias primas y el aumento en la desigualdad social, un problema transversal de muchos países de la región.
A mediados de 2019, la crisis económica en Argentina se profundizó y, luego de la derrota electoral del presidente Mauricio Macri en las primarias de agosto de 2019, se produjo una corrida cambiaria y bursátil que acrecentó las dificultades financieras en el país. En Ecuador, en tanto, la situación económica del país llevó al gobierno de Lenín Moreno a realizar una serie de ajustes, incluyendo el fin de subsidios a los combustibles, detonando un conjunto de manifestaciones que resultaron en 11 fallecidos, la declaración del estado de excepción y el cambio temporal de la sede de gobierno de Quito a Guayaquil. En tanto, en Perú y Bolivia se sumaron serias crisis políticas que llevaron a la disolución del Congreso peruano el 1 de octubre de 2019 y protestas en contra de los resultados de la elecciones presidenciales en Bolivia, el 20 de octubre.
Si bien Chile mantenía una baja tasa de crecimiento económico comparado con otros años, parecía no enfrentar serios problemas a diferencia de sus vecinos. En ese contexto, el presidente Sebastián Piñera se jactó de la buena situación de Chile en una entrevista en el programa Mucho gusto de Mega, el 9 de octubre de 2019, señalando que Chile era un «oasis» en el medio de una América Latina convulsionada. Al día siguiente, en el marco del III Gabinete Binacional en Paracas, Piñera felicitó al presidente peruano Martín Vizcarra por su postura en la crisis política ocurrida algunas semanas antes, y valoró la reacción de las manifestaciones populares, afirmando que los políticos deben «aprender y escuchar a nuestros pueblos».

### Precio del transporte público
| Precio de los pasajes del sistema de Red Metropolitana de Movilidad           |                                           |                |                |
| Tipo de pasaje                                                                | Tipo de pasaje                            | Tarifa (6-oct) | Tarifa (6-oct) |
| Tipo de pasaje                                                                | Tipo de pasaje                            | CLP            | USD            |
| Buses                                                                         | Adulto                                    | 710            | 1,00           |
| Buses                                                                         | Escolar (superior y media)                | 230            | 0,32           |
| Metro y trenes                                                                | Adulto (punta)                            | 830            | 1,17           |
| Metro y trenes                                                                | Adulto (valle)                            | 750            | 1,06           |
| Metro y trenes                                                                | Adulto (baja)                             | 640            | 0,90           |
| Metro y trenes                                                                | Adulto mayor y escolar (superior y media) | 230            | 0,32           |
| Los estudiantes de enseñanza básica acceden a pasaje liberado en toda la red. |                                           |                |                |

En la ciudad de Santiago de Chile, el precio del transporte público dentro de todo el Gran Santiago es definido por el Panel de Expertos del Transporte Público, quienes tienen como función determinar los ajustes mensuales a las tarifas del sistema de transporte público de pasajeros para la Provincia de Santiago y las comunas de San Bernardo y Puente Alto, de acuerdo a la aplicación automática de la fórmula de cálculo. Este panel asesora y debe notificar al Ministerio de Transportes y Telecomunicaciones sobre la modificación de tarifas.
El 1 de octubre de 2019, el panel de expertos determinó el ajuste trimestral de tarifas del sistema de transporte público de la Provincia de Santiago y de las comunas de San Bernardo y Puente Alto, señalando que es necesaria el alza de la tarifa de transporte en $ 10 pesos para el uso de los buses de la Red Metropolitana de Movilidad, en $ 30 pesos para el uso del Metro de Santiago y Metrotren en horarios punta y valle. El horario bajo, a su turno, disminuyó $ 30 pesos y se extendió media hora su duración (hasta la 7:00), dando paso al horario valle a las 9:00 en lugar de las 6:30 luego del horario punta. El alza, equivalente a menos del 4 % de la tarifa, se justificó por el aumento al índice tarifario indicado en la ley, que se halla sometido a las variaciones del valor del combustible, el valor del dólar, el valor del euro, el costo de la mano de obra, el IPC entre otras variables, por lo que han subido los costos de las concesionarias y del metro.

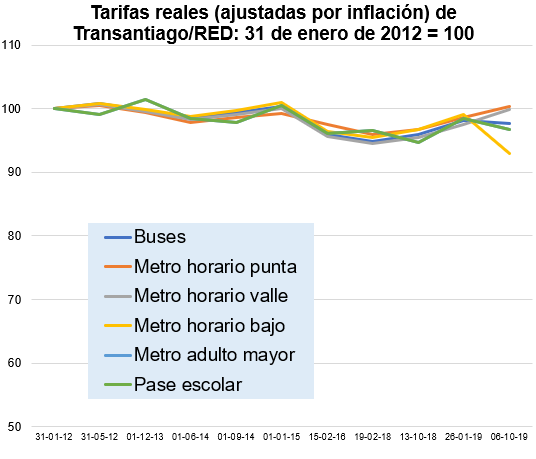
Precio real, ajustado por inflación, del transporte público de Santiago entre el 31 de enero de 2012 y el 6 de octubre de 2019, incluyendo el alza cuya revocación fue anunciada el 19 de octubre.

Algunos especialistas, como la exministra Paola Tapia, han indicado que existen otros factores que explican el alza. Dentro de estos factores estaría la compra sin licitación de una nueva flota de buses eléctricos para la Red de Metropolitana de Movilidad y la suspensión de la nueva licitación de los servicios de buses, ambas decisiones realizadas por la gestión de la ministra Gloria Hutt.
Aunque el incremento fue menor, las críticas radican en el costo de la tarifa en sí misma, una de las más altas entre los servicios de ferrocarril metropolitano en América Latina (sólo superado por São Paulo). En términos relativos, la tarifa del sistema de transporte santiaguino es uno de los más altos de la región: el costo mensual promedio por una persona equivale a un 13,8 % del sueldo mínimo, muy por sobre otras ciudades como Buenos Aires, Ciudad de México o Lima, donde no supera el 10 %.
El alza se programó para que se ejecutase desde el día domingo 6 de octubre a las 00:00 horas. La molestia de los usuarios del transporte público se dejó ver desde el momento en que se anunciaron las alzas.
El ministro de Economía, Fomento y Turismo, Juan Andrés Fontaine, señaló el 7 de octubre de 2019 que «quien madrugue puede ser ayudado a través de una tarifa más baja», haciendo referencia al uso del metro en horario bajo, cuyo precio disminuyó, lo que fue fuertemente criticado por redes sociales. Días más tarde, el presidente del Panel de Expertos, Juan Enrique Coeymans, se manifestó en contra de las protestas, indicando que «cuando suben los tomates, el pan, todas las cosas, no hacen ninguna protesta», y valoró que se redujera la tarifa en la hora baja. El 24 de octubre, Fontaine se disculpó por sus dichos.

## Cronología de las protestas

### Primeras evasiones en Santiago (7 a 17 de octubre)

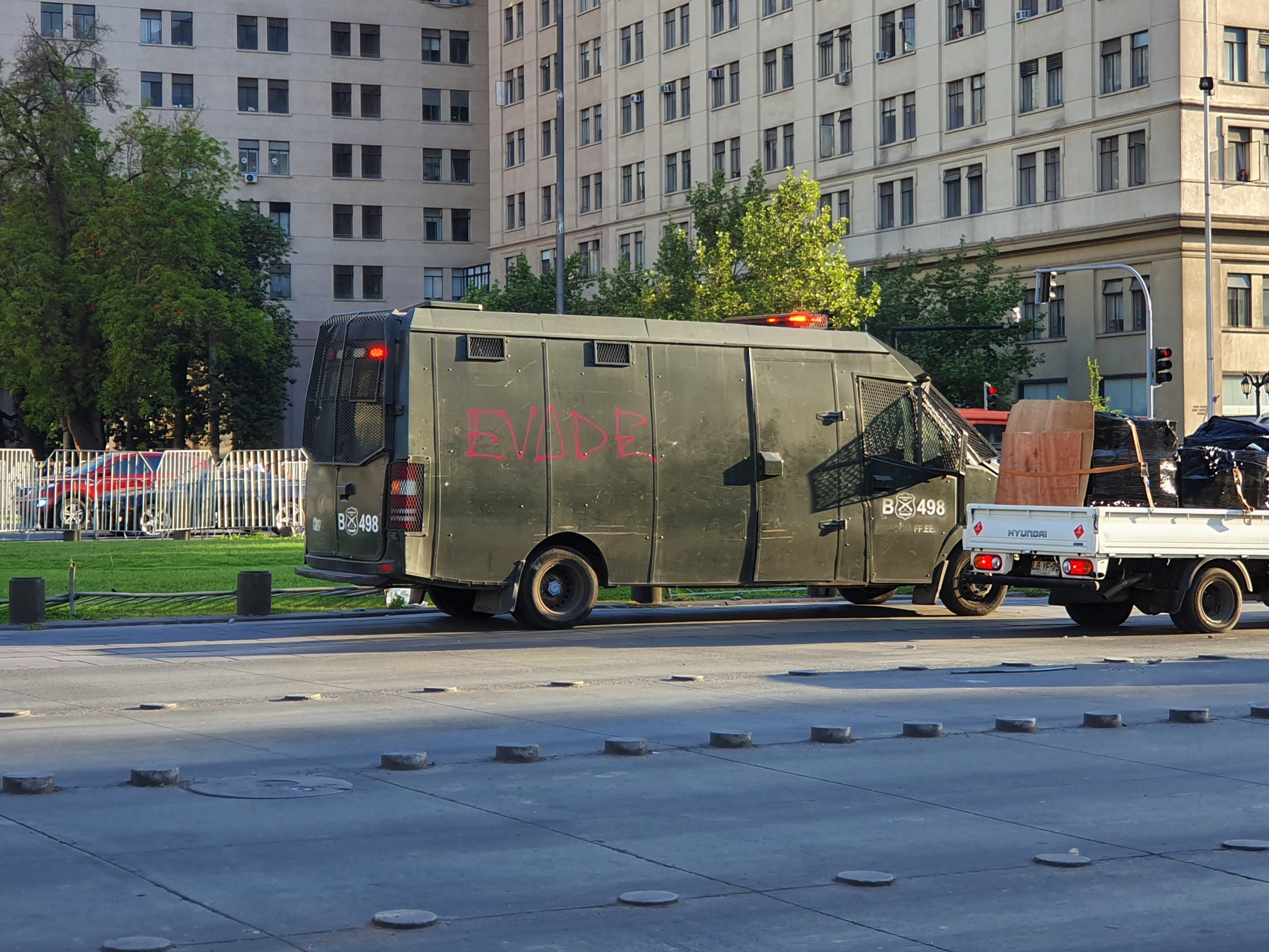
Vehículo de Carabineros con un rayado de «Evade», frente a la Plaza de la Ciudadanía.

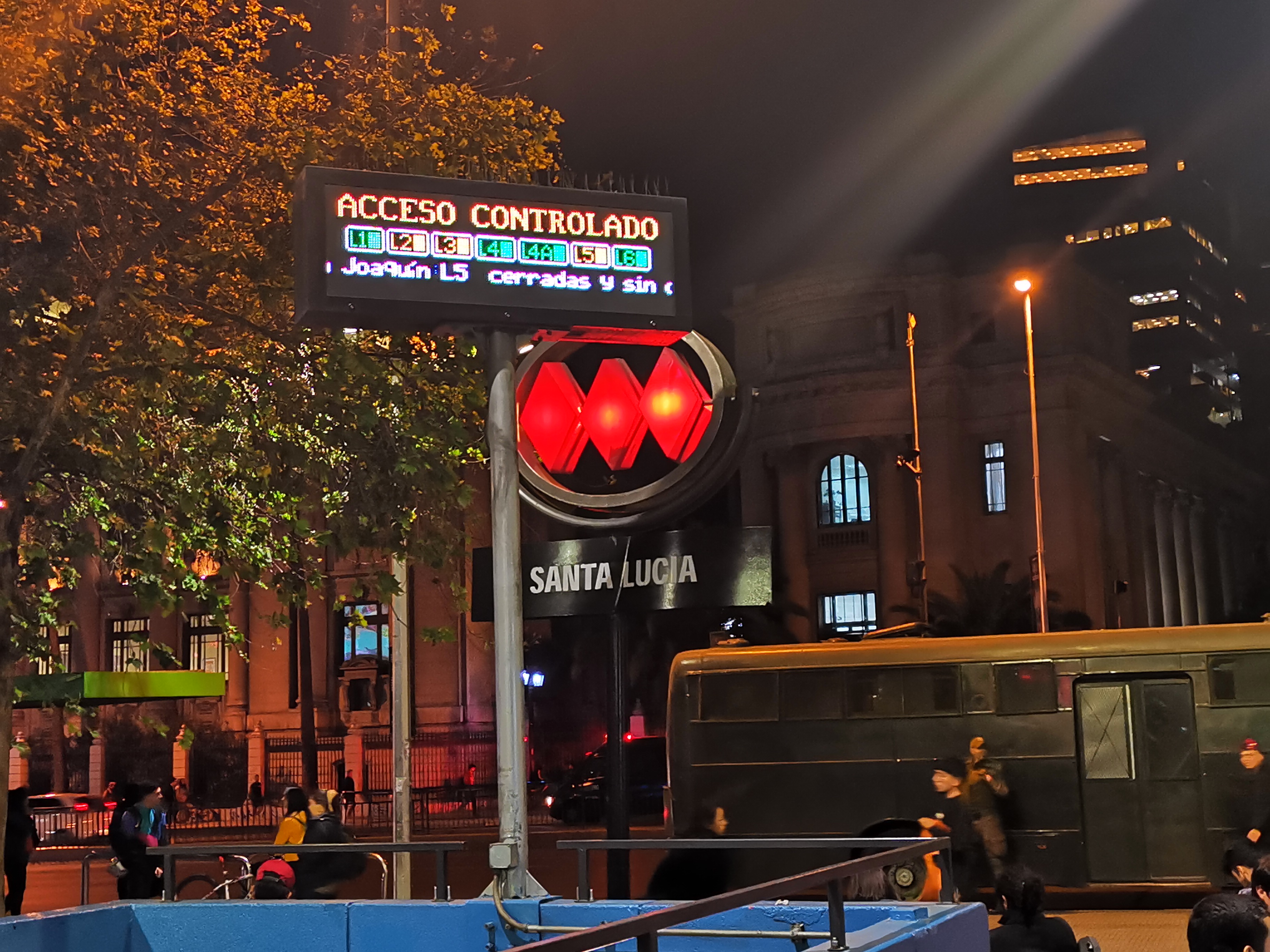
Señal del Metro de Santiago indicando incidentes en tres de sus siete líneas, el 17 de octubre.

Las primeras protestas contra el alza en el precio del transporte se remonta a las evasiones masivas realizadas por una centena de estudiantes de liceos emblemáticos del centro de Santiago, en particular del Liceo n.º 1 Javiera Carrera, Instituto Nacional y el Internado Nacional Barros Arana. La primera de estas evasiones fue realizada en la estación Universidad de Chile el lunes 7 de octubre, las que se repitieron diariamente en otras estaciones cercanas. Metro reaccionó estableciendo accesos controlados en las estaciones, en coordinación con la 60.ª comisaría de Carabineros de Chile, ubicada dentro de la estación Baquedano, y presentando una denuncia a la Fiscalía Centro Norte.
En la segunda semana de manifestaciones, los hechos de evasión por parte de escolares se registraron en varias estaciones de la red de metro. El registro de las acciones se propagaron por redes sociales y Metro aumentó el número de estaciones con accesos controlados. Para el martes 15 de octubre, las líneas 1, 3 y 5 enfrentaron interrupciones en su servicio producto del alto número de manifestantes.
Es en este contexto cuando la Agencia Nacional de Inteligencia, advierte el 8 de octubre —10 días antes del 18 de octubre— a través de un informe entregado al día siguiente al Ministerio de Transportes y al Presidente de Metro que sugería "elevar la seguridad" ya que ocurrirían acciones entre el 8 y el 11 del mismo mes que podría derivar en "acciones más allá de la evasión" y que tendrían respaldo de carácter político.
Con el paso de los días, las manifestaciones continuaron ampliándose e incorporando otros grupos, no sólo estudiantes. En la mañana del día miércoles 16 de octubre, serios incidentes se registraron dentro y fuera de la estación Santa Ana entre manifestantes y fuerzas especiales de carabineros. La situación se agravó en la tarde. Una de las imágenes más emblemáticas fue la reacción de un centenar de pasajeros que derribaron la puerta de acceso a la estación Plaza de Armas, que estaba cerrada para evitar las evasiones.
Pese a que las protestas ganaban más aceptación, estas fueron minimizadas y criminalizadas por las autoridades de gobierno y otros expertos. El expresidente del Metro, Clemente Pérez, aseguraba que las protestas «no tenían sentido» y eran «más bien tonta[s]».

Hay que ponerlo en perspectiva. Van dos o tres días y van 3500 personas. O sea, cabros, esto no prendió. No son más choros, no se han ganado el apoyo de la población. [...] La gente está en otra, el chileno es bastante más civilizado y yo lo único que he visto es un gran rechazo a este tipo de actitudes porque la gente se ha visto muy perjudicada.
Clemente Pérez, expresidente de Metro

El jueves 17, nuevos intentos de evasión generaron enfrentamientos más violentos en las estaciones de Metro. Al cierre de algunas estaciones se sumó la rotura de una matriz de agua en avenida Providencia, agudizando los problemas de locomoción en la hora de mayor tránsito de personas. En la estación San Joaquín se registró la destrucción de los validadores de la tarjeta bip!, mientras estaciones como San Miguel, Chile España y Estación Central estuvieron cerradas y sin detención de trenes. Según Metro, los daños registrados a la fecha tendrían un costo equivalente a 500 millones de pesos, cerca de 700 000 dólares.

### Estallido del viernes 18 de octubre

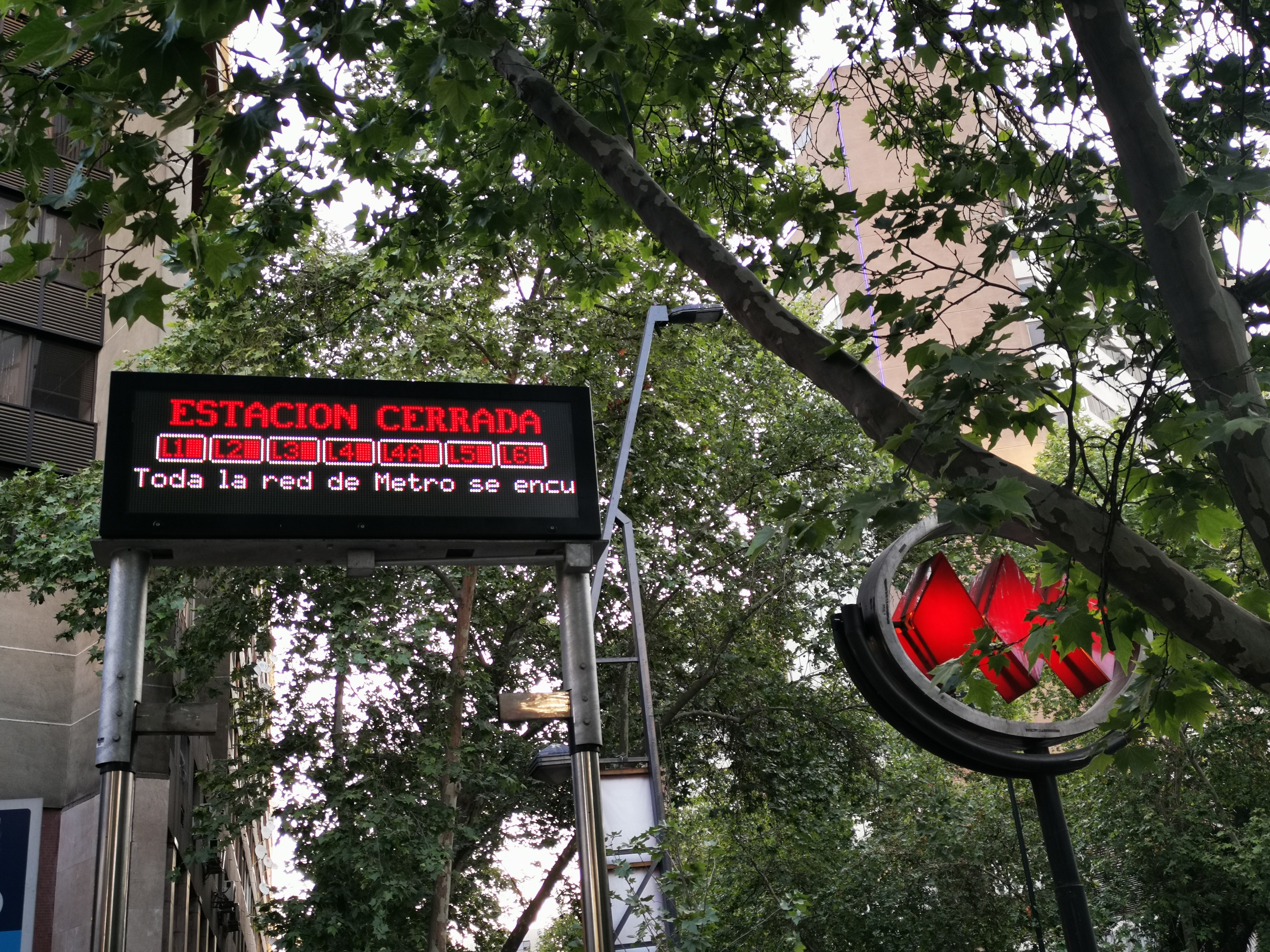
Letrero de la estación Los Leones mostrando el cierre total del Metro de Santiago la tarde del 18 de octubre.

A medida que las acciones de evasión masiva fueron amplificándose durante la semana del 14 de octubre, se organizaron por redes sociales diferentes manifestaciones en un alto número de estaciones para el día viernes 18. Durante las primeras horas del día, la reacción del gobierno fue similar a la de los días anteriores, cerrando algunas estaciones y utilizando fuerzas especiales de Carabineros para reprimir a los manifestantes. Alrededor del 90 % de la dotación de Carabineros en Santiago fue destinada a la protección de las estaciones de Metro. Fuerzas especiales de Valparaíso y Rancagua fueron trasladadas a Santiago para reforzar las unidades.
Sin embargo, a las pocas horas, la situación se expandió por toda la red de Metro, afectando su servicio. Cerca de las 15:00, Metro anunció el cierre de todas las estaciones de las líneas 1 y 2, en línea con el llamado del sindicato de trabajadores de la suspensión de la red debido a ataques a conductores y guardias y la falta de seguridad, tanto para operarios como usuarios. A las pocas horas, la totalidad de la red fue cerrada, dejando a cientos de miles de trabajadores obligados a buscar nuevas formas de transporte. Hordas de personas caminaron por las principales avenidas, muchas de las cuales estaban colapsadas por el uso masivo de automóviles y buses, a lo que se sumaron enfrentamientos de manifestantes con carros lanza-agua y lanza-gases de Carabineros en distintos puntos de la Alameda. En lugares como la Estación Central de Ferrocarriles, carabineros utilizaron perdigones contra los protestantes, hiriendo de gravedad a una estudiante. En la Plaza de Maipú, en tanto, los manifestantes quemaron una caseta de la policía y un bus fue quemado frente a Plaza Baquedano.
A las 19:15, se realizó la primera conferencia de prensa del ministro del Interior y Seguridad Pública Andrés Chadwick junto al presidente de Metro Louis de Grange y la ministra de Transportes y Telecomunicaciones, Gloria Hutt. Chadwick anunció la aplicación de la Ley de Seguridad del Estado contra los que denominó «violentistas». Las autoridades de transporte, en tanto, confirmaron que el Metro se mantendría cerrado al menos durante el fin de semana, producto de los daños en las estaciones y rechazaron la posibilidad de reducir la tarifa.

Hoy vivimos momentos de definiciones. Quisiera hacer un llamado a todos nuestros compatriotas a unirnos contra la violencia y actuar y aislar a los violentistas.
Andrés Chadwick, ministro del Interior y Seguridad Pública

Con la caída de la noche, los enfrentamientos se agudizaron, se generaron barricadas en una gran cantidad de intersecciones principales. Al mismo tiempo, se registró un cacerolazo masivo en gran parte de la ciudad como forma de apoyo pacífico a las manifestaciones.
En la cercanía de uno de los principales puntos de conflicto entre manifestantes y carabineros, se inició un incendio en la escalera de emergencia en el edificio corporativo de diecinueve pisos, perteneciente a Enel Distribución Chile; sin embargo, la Fiscalía Centro Norte está investigando si el incendio tiene relación o no con las protestas. El siniestro dejó daños avaluados preliminarmente en 2 millones de pesos (unos USD 2600), pero los 75 trabajadores que estaban en el edificio pudieron ser evacuados oportunamente. Según la querella presentada por Enel, el fuego se habría iniciado luego de que desconocidos ingresaran al recinto «con materiales encendidos que sacaron de las barricadas», lanzándolos a la bodega de faenas.
A las 22:30, se registraron los primeros ataques incendiarios a algunas estaciones del Metro de Santiago, algunas que incluso mantenían operarios dentro de ellas. Dentro de las estaciones incendiadas se encontraron Trinidad, Elisa Correa, Macul, Barrancas, San Pablo, Laguna Sur y Cumming. Otros edificios también sufrieron daños, como la Facultad de Odontología de la Universidad Mayor.
Durante las últimas horas del día, en redes sociales se difundió una fotografía en que se veía al presidente Sebastián Piñera celebrando el cumpleaños 14 de su nieto Juan de Dios —hijo de Magdalena Piñera y Pablo Rossel— en el restaurante Romaria de Vitacura, uno de los barrios más exclusivos de la ciudad. Las autoridades de gobierno confirmaron la situación, argumentando que era una detención menor mientras el presidente volvía a La Moneda para gestionar la crisis. Sin embargo, la imagen se convirtió en un momento icónico que reflejaría la desconexión del presidente y su gobierno con la realidad de las personas que estaban sufriendo el alto costo de la vida y el caos originado por las manifestaciones. El periódico italiano Corriere della Sera reflejó la situación con el título «Chile se quema y él come pizza».

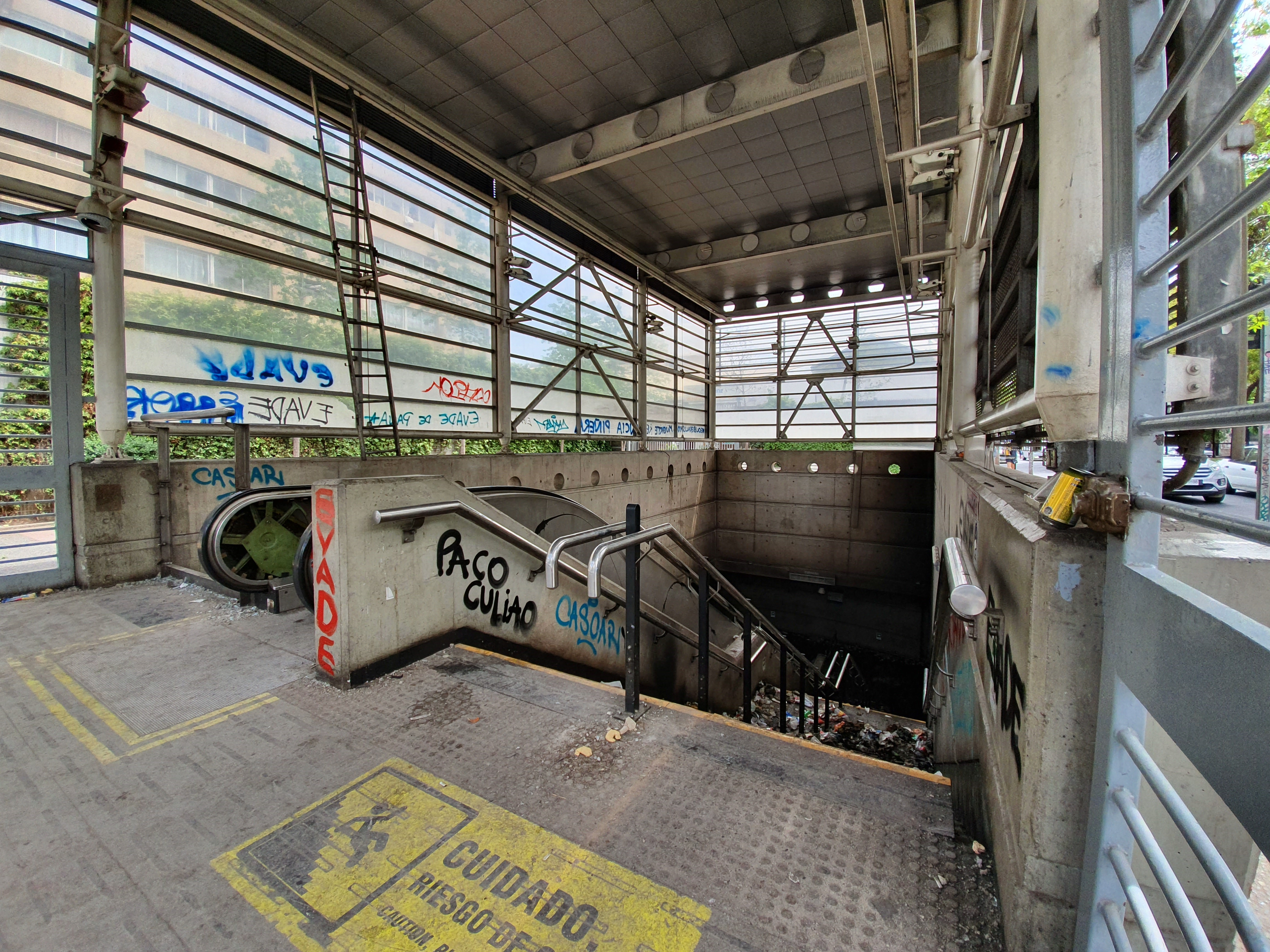
La estación Cumming tras ser incendiada la noche del 18 de octubre
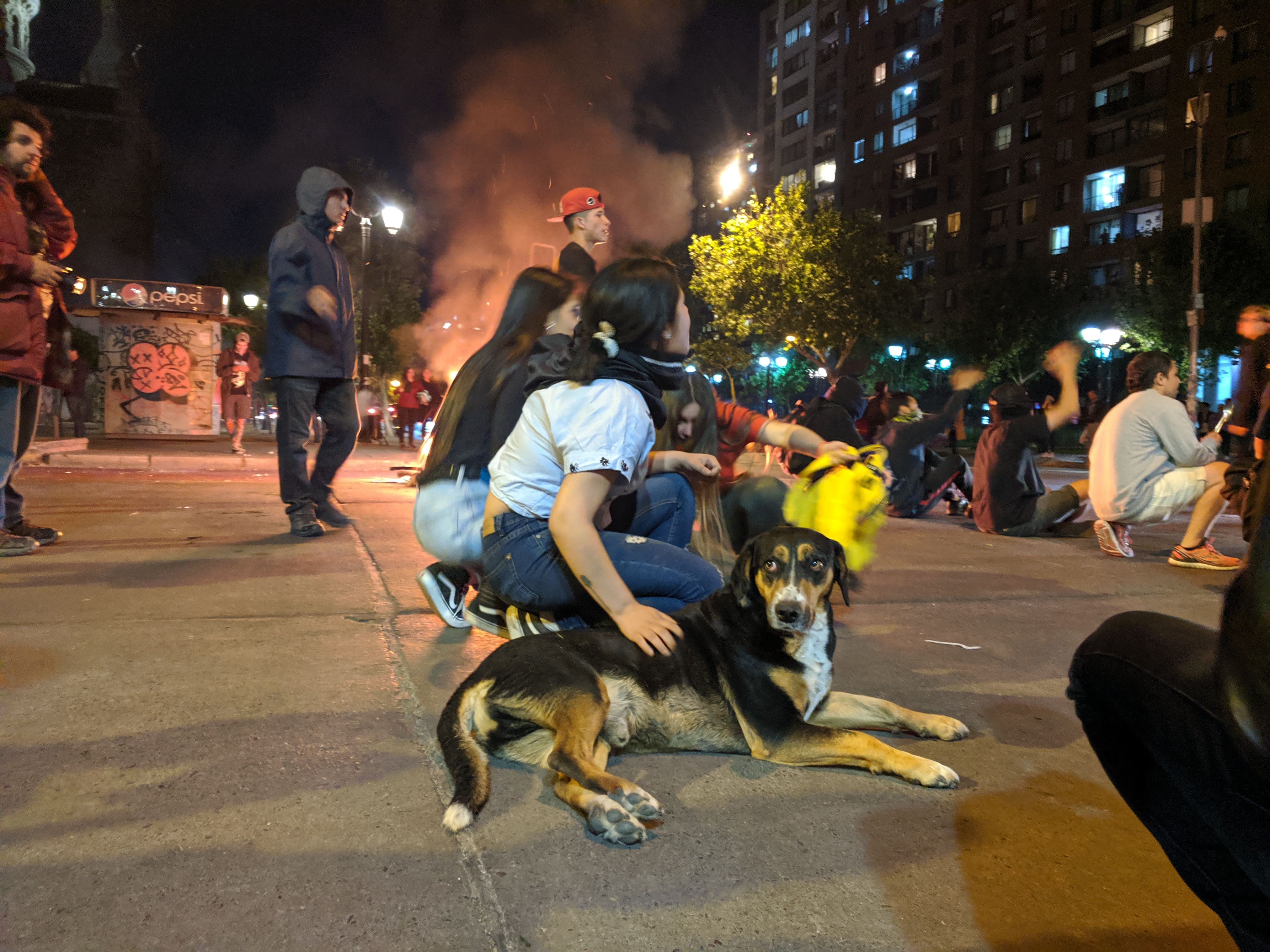
Barricadas en avenida San Diego.
- Cacerolazos y barricadas en Santiago de Chile.
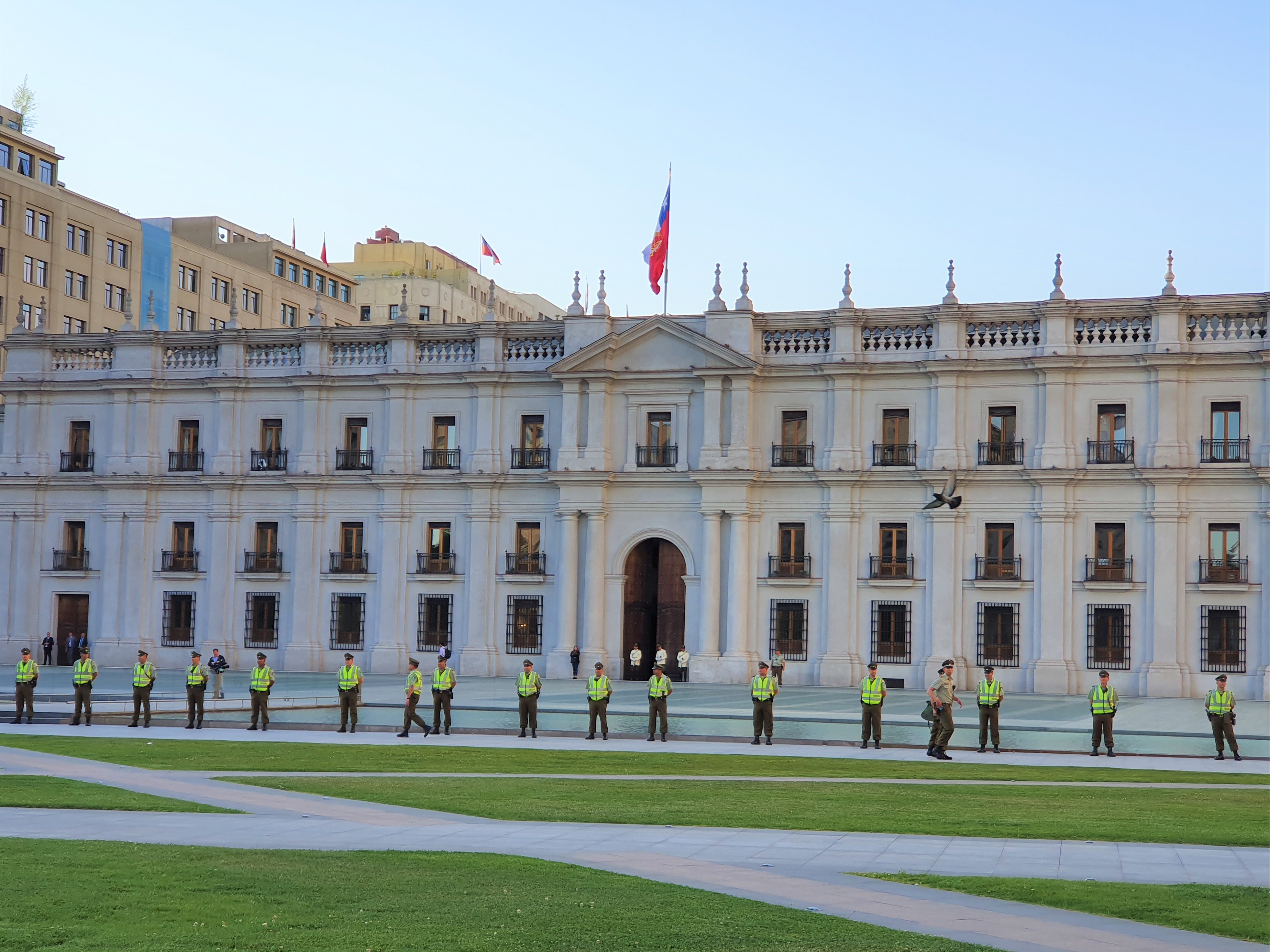
El Palacio de La Moneda rodeado de carabineros durante las protestas.

### Declaración del estado de emergencia y toque de queda
- Wikisource contiene obras originales de Decreto que declara estado de excepción constitucional.

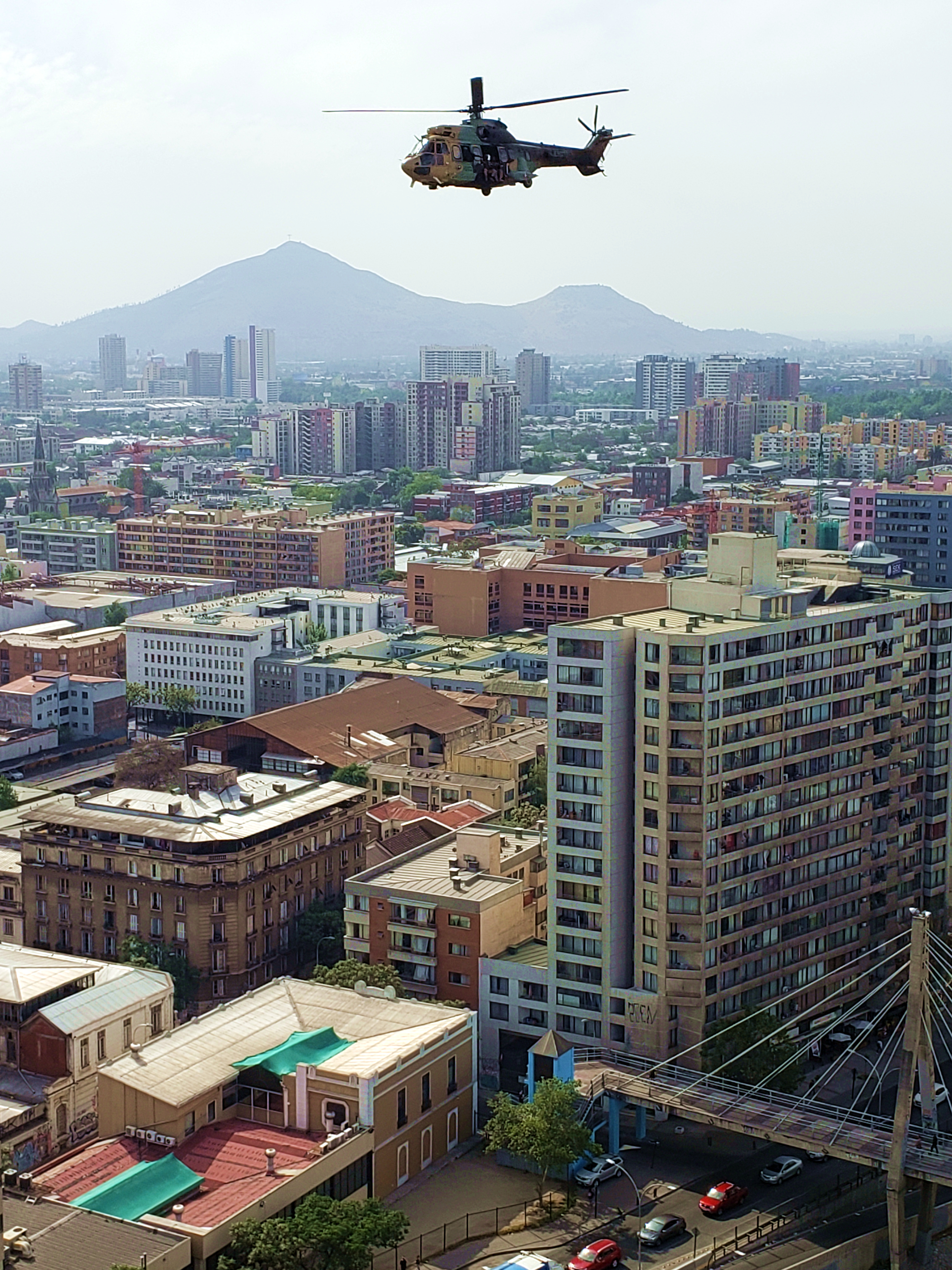
Helicóptero del Ejército de Chile sobrevolando Santiago durante el estado de emergencia.

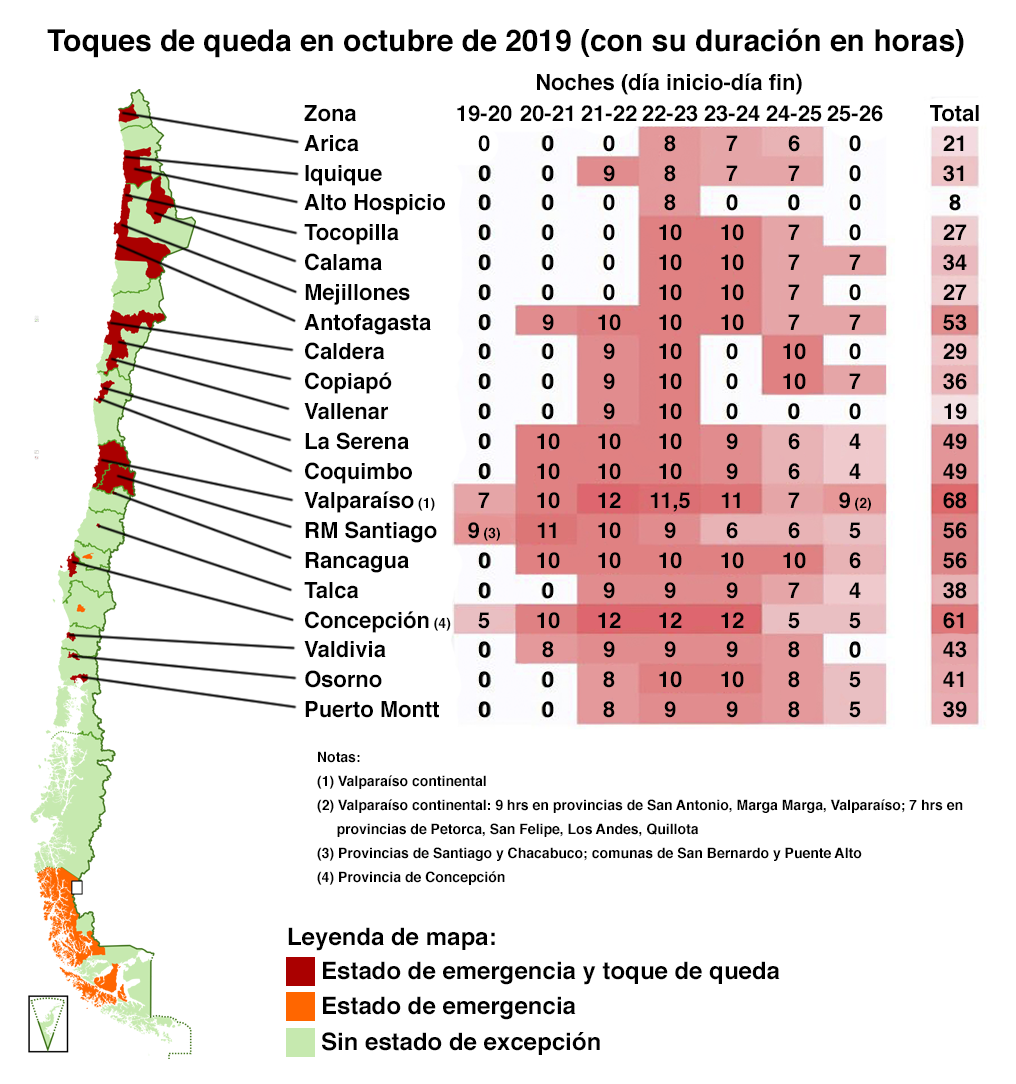
Zonas bajo estados de excepción constitucional y toques de queda durante octubre de 2019.

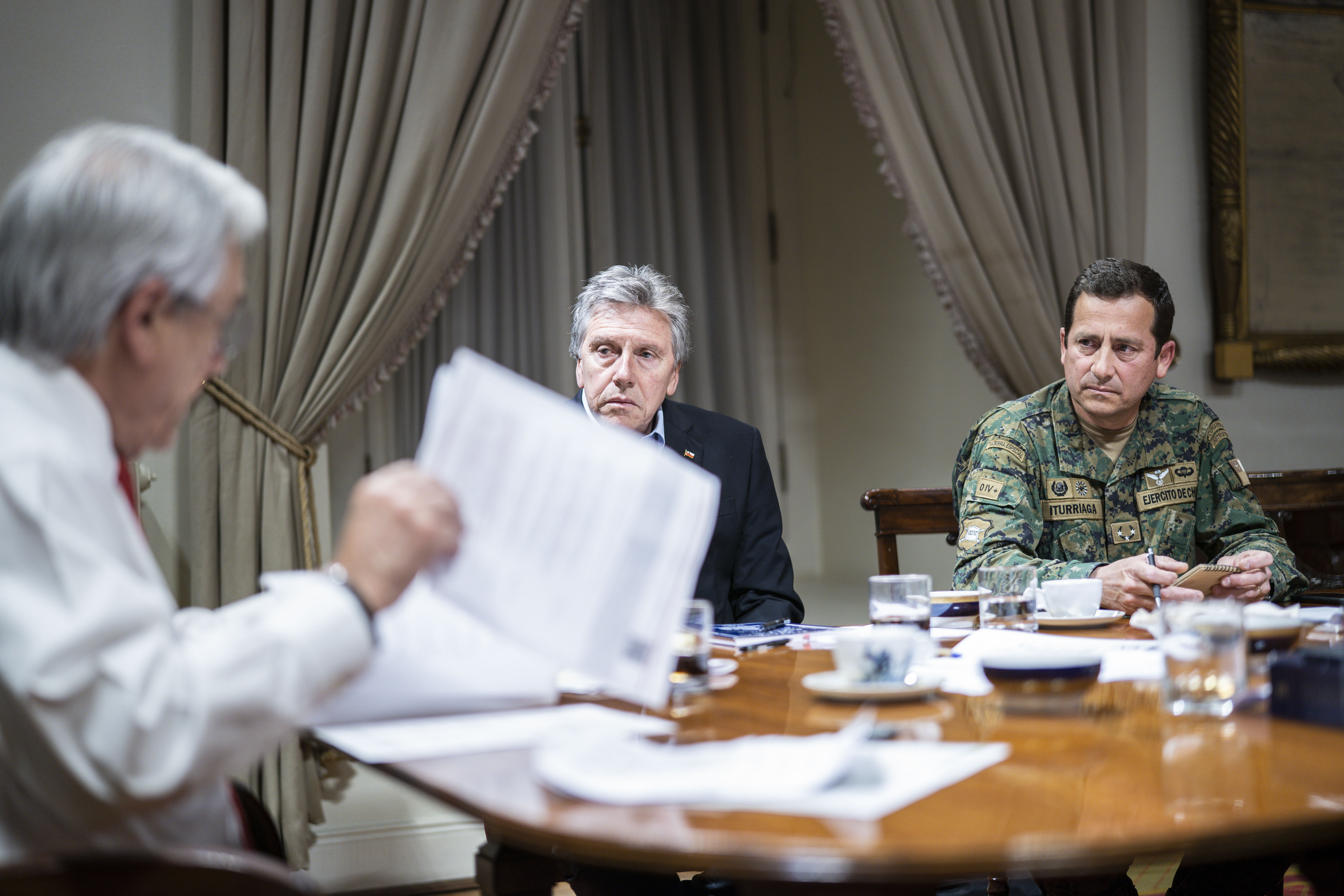
El Presidente Piñera junto al ministro Alberto Espina y el jefe de la Defensa Nacional para la Región Metropolitana Javier Iturriaga del Campo.

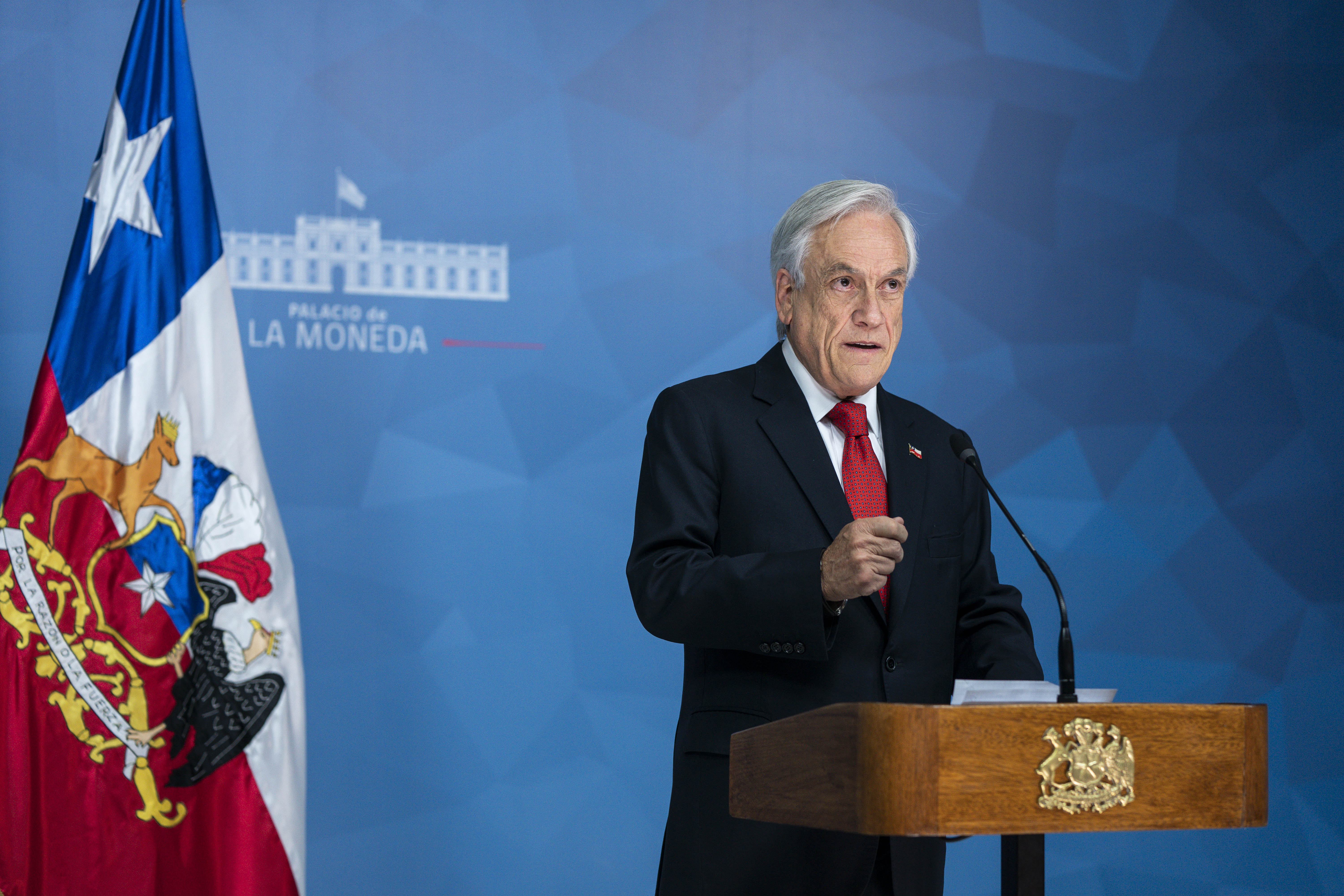
El Presidente Piñera decretando el Estado de Emergencia durante la crisis política de octubre de 2019.

A las 00:13 de la madrugada del sábado 19, el presidente Piñera se dirigió al país informando las primeras medidas ante la crisis. Debido a la destrucción de la propiedad pública y privada, declaró el estado de emergencia para las provincias de Santiago y Chacabuco, además de las comunas de San Bernardo y Puente Alto. El jefe de Defensa Nacional, general de división, Javier Iturriaga del Campo fue designado por el presidente a cargo de las zonas bajo el estado de emergencia. En ese rol, tiene como obligaciones asumir la dirección y supervigilancia de su jurisdicción con las atribuciones y deberes que la ley señale, asumir el mando de las Fuerzas Armadas y de Orden y Seguridad Pública que se encuentren en la zona, controlar la entrada y salida de la zona y el tránsito en ella, establecer condiciones para la celebración de reuniones en lugares de uso público, y poseer autoridad constitucional para limitar los derechos de libre tránsito y libre reunión.
A las 19:40, el general Iturriaga anunció el establecimiento del toque de queda en la zona de emergencia de la Región Metropolitana, entre las 22:00 del sábado 19 y las 7:00 del domingo 20. Pocos minutos después, el gobierno de Sebastián Piñera extendió el estado de emergencia a dos zonas adicionales: la totalidad de la Región de Valparaíso (con excepción de los territorios insulares de Juan Fernández y Rapa Nui) y la Provincia de Concepción. El toque de queda se anunció rápidamente para las mismas zonas, aunque iniciando a la medianoche del domingo 20. Así, las tres principales conurbaciones del país, habitadas por más de 9 millones de personas, estaban bajo estados de excepción constitucional.

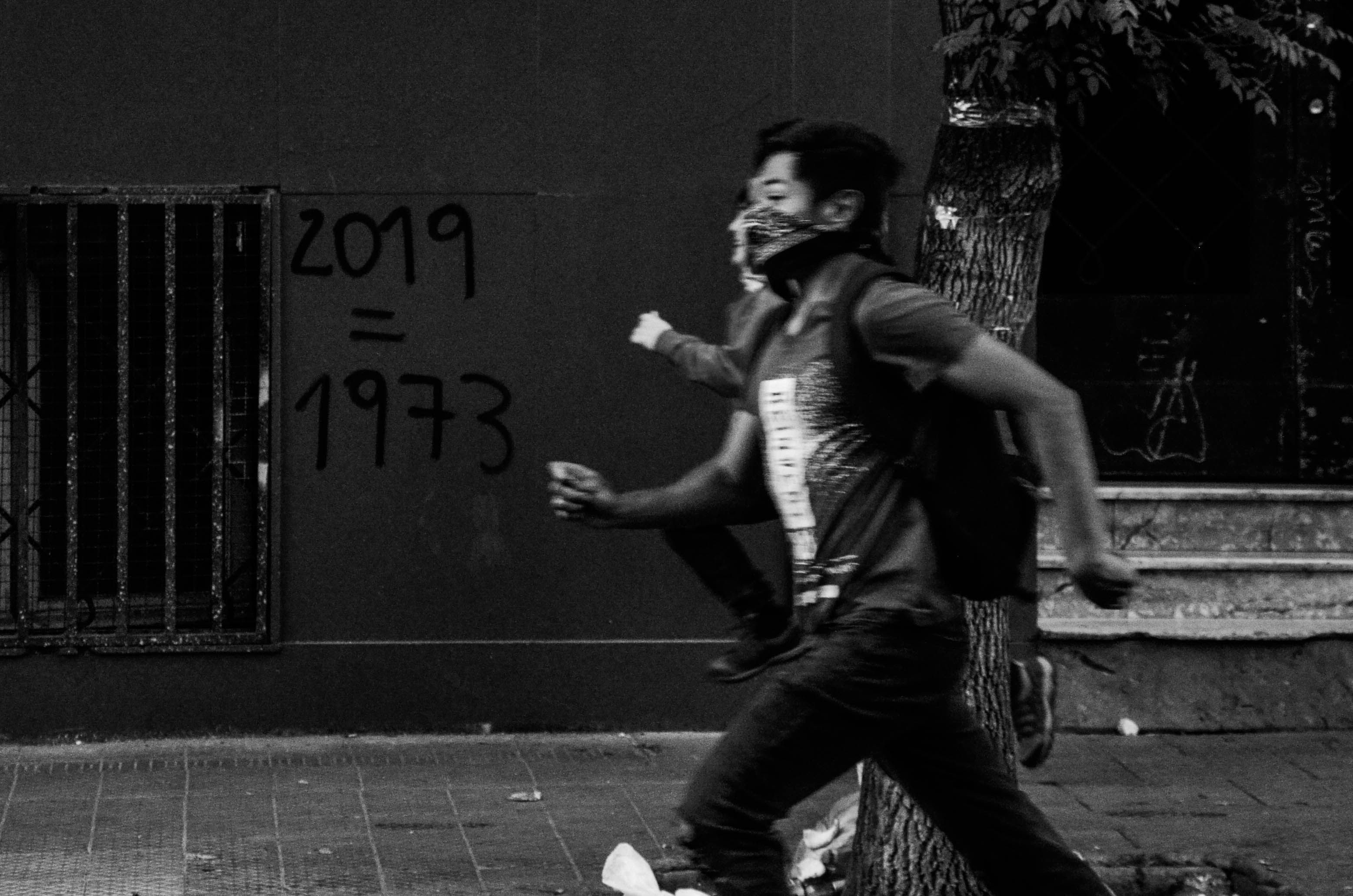
Desde la dictadura militar que no se decretaba un Estado de Excepción por motivos de desorden civil.

La declaración del toque de queda fue un evento altamente significativo, ya que fue la primera vez que se declaró desde el retorno a la democracia por razones de desorden civil. Este estado de excepción fue ampliamente utilizado durante la dictadura militar de 1973-1990. Aunque había flexibilizado su aplicación hacia mediados de la década de los 1980, se restableció tras el atentado contra Augusto Pinochet en septiembre de 1986; finalmente, el 2 de enero de 1987 se anunció el fin del toque de queda. Ya durante la transición democrática, el toque de queda sólo fue utilizado en el contexto de desastres naturales, como el terremoto de 2010.

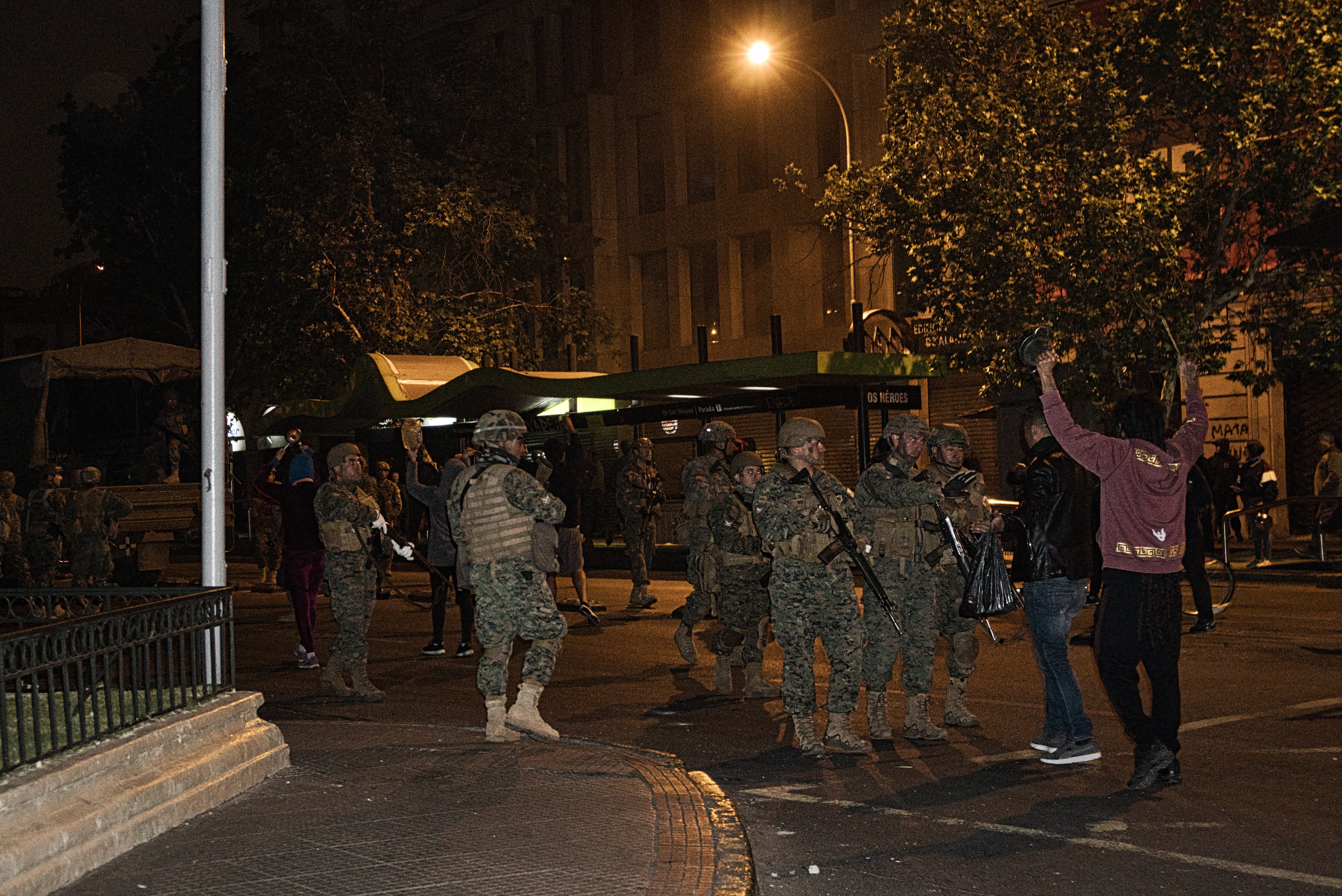
Personas siendo detenidas por militares durante el toque de queda en Santiago.

La situación de descontrol aumentó en todo el país y en la madrugada del día domingo 20, se extendió la zona de emergencia a la conurbación La Serena-Coquimbo en la Región de Coquimbo y para la mañana de ese mismo día se decidió incluir a la comuna de Rancagua en la Región de O'Higgins y horas más tarde, el estado de emergencia fue declarado en la totalidad de la Región Metropolitana y las comunas de Antofagasta y Valdivia. El toque de queda fue declarado en todas las zonas de emergencia desde las 19:00 en Santiago y en otros horarios en otras ciudades; en todos los casos, el toque de queda se extendió hasta las 6:00 del lunes 21.
En la noche del domingo 20 y la madrugada de lunes 21, el estado de emergencia se extendió a la mayoría de las capitales regionales, incluyendo Talca, Temuco, Chillán y Punta Arenas. Durante la tarde del lunes 21, se sumaron comunas de las regiones de Tarapacá, Atacama y Los Lagos a las zonas bajo toque de queda, además de la comuna de Talca. El martes 22 de octubre, el gobierno decretó estado de emergencia para las ciudades de Arica y Puerto Natales, en ambos extremos del país, mientras extendió el toque de queda en la Región de Antofagasta a las ciudades de Tocopilla, Mejillones y Calama.
Las medidas de emergencia comenzaron a reducirse a partir del 23 de octubre cuando los toques de queda se fijaron en horarios nocturnos en las principales ciudades, para desaparecer en Santiago y otras urbes definitivamente desde el día 26 de octubre. El 27 de octubre, el gobierno de Sebastián Piñera anunció el fin de todos los estados de emergencia a partir de las 0:00 del lunes 28.
| Región              | Provincia               | Comunas                      | Población           | Estado de emergencia | Toque de queda |
| ------------------- | ----------------------- | ---------------------------- | ------------------- | --- | --- |
| Metropolitana       | Santiago                | Todas                        | 5 250 565           | 19 al 27 de octubre | 19/10 22:00 – 20/10 7:00 20/10 19:00 – 21/10 6:00 21/10 20:00 – 22/10 6:00 22/10 20:00 – 23/10 5:00 23/10 22:00 – 24/10 4:00 24/10 22:00 – 25/10 4:00 25/10 23:00 – 26/10 4:00 |
| Metropolitana       | Chacabuco               | Todas                        | 267 553             | 19 al 27 de octubre | 19/10 22:00 – 20/10 7:00 20/10 19:00 – 21/10 6:00 21/10 20:00 – 22/10 6:00 22/10 20:00 – 23/10 5:00 23/10 22:00 – 24/10 4:00 24/10 22:00 – 25/10 4:00 25/10 23:00 – 26/10 4:00 |
| Metropolitana       | Cordillera              | Puente Alto                  | 573 935             | 19 al 27 de octubre | 19/10 22:00 – 20/10 7:00 20/10 19:00 – 21/10 6:00 21/10 20:00 – 22/10 6:00 22/10 20:00 – 23/10 5:00 23/10 22:00 – 24/10 4:00 24/10 22:00 – 25/10 4:00 25/10 23:00 – 26/10 4:00 |
| Metropolitana       | Maipo                   | San Bernardo                 | 301 313             | 19 al 27 de octubre | 19/10 22:00 – 20/10 7:00 20/10 19:00 – 21/10 6:00 21/10 20:00 – 22/10 6:00 22/10 20:00 – 23/10 5:00 23/10 22:00 – 24/10 4:00 24/10 22:00 – 25/10 4:00 25/10 23:00 – 26/10 4:00 |
| Metropolitana       | Cordillera              | Otras comunas                | 38 881              | 20 al 27 de octubre | 20/10 19:00 – 21/10 6:00 21/10 20:00 – 22/10 6:00 22/10 20:00 – 23/10 5:00 23/10 22:00 – 24/10 4:00 24/10 22:00 – 25/10 4:00 25/10 23:00 – 26/10 4:00                          |
| Metropolitana       | Maipo                   | Otras comunas                | 194 765             | 20 al 27 de octubre | 20/10 19:00 – 21/10 6:00 21/10 20:00 – 22/10 6:00 22/10 20:00 – 23/10 5:00 23/10 22:00 – 24/10 4:00 24/10 22:00 – 25/10 4:00 25/10 23:00 – 26/10 4:00                          |
| Metropolitana       | Talagante               | Todas                        | 299 830             | 20 al 27 de octubre | 20/10 19:00 – 21/10 6:00 21/10 20:00 – 22/10 6:00 22/10 20:00 – 23/10 5:00 23/10 22:00 – 24/10 4:00 24/10 22:00 – 25/10 4:00 25/10 23:00 – 26/10 4:00                          |
| Metropolitana       | Melipilla               | Todas                        | 185 966             | 20 al 27 de octubre | 20/10 19:00 – 21/10 6:00 21/10 20:00 – 22/10 6:00 22/10 20:00 – 23/10 5:00 23/10 22:00 – 24/10 4:00 24/10 22:00 – 25/10 4:00 25/10 23:00 – 26/10 4:00                          |
| Valparaíso          | Valparaíso              | Todas excepto Juan Fernández | 750 391             | 19 al 27 de octubre | 20/10 0:00 – 20/10 7:00 20/10 20:00 – 21/10 6:00 21/10 18:00 – 22/10 6:00 22/10 18:00 – 23/10 5:30 23/10 18:00 – 24/10 5:00 24/10 22:00 – 25/10 5:00 25/10 20:00 – 26/10 5:00  |
| Valparaíso          | Marga Marga             | Todas                        | 341 893             | 19 al 27 de octubre | 20/10 0:00 – 20/10 7:00 20/10 20:00 – 21/10 6:00 21/10 18:00 – 22/10 6:00 22/10 18:00 – 23/10 5:30 23/10 18:00 – 24/10 5:00 24/10 22:00 – 25/10 5:00 25/10 20:00 – 26/10 5:00  |
| Valparaíso          | San Antonio             | Todas                        | 168 046             | 19 al 27 de octubre | 20/10 0:00 – 20/10 7:00 20/10 20:00 – 21/10 6:00 21/10 18:00 – 22/10 6:00 22/10 18:00 – 23/10 5:30 23/10 18:00 – 24/10 5:00 24/10 22:00 – 25/10 5:00 25/10 20:00 – 26/10 5:00  |
| Valparaíso          | Los Andes               | Todas                        | 110 602             | 19 al 27 de octubre | 20/10 0:00 – 20/10 7:00 20/10 20:00 – 21/10 6:00 21/10 18:00 – 22/10 6:00 22/10 18:00 – 23/10 5:30 23/10 18:00 – 24/10 5:00 24/10 22:00 – 25/10 5:00 25/10 22:00 – 26/10 5:00  |
| Valparaíso          | Petorca                 | Todas                        | 78 299              | 19 al 27 de octubre | 20/10 0:00 – 20/10 7:00 20/10 20:00 – 21/10 6:00 21/10 18:00 – 22/10 6:00 22/10 18:00 – 23/10 5:30 23/10 18:00 – 24/10 5:00 24/10 22:00 – 25/10 5:00 25/10 22:00 – 26/10 5:00  |
| Valparaíso          | Quillota                | Todas                        | 203 277             | 19 al 27 de octubre | 20/10 0:00 – 20/10 7:00 20/10 20:00 – 21/10 6:00 21/10 18:00 – 22/10 6:00 22/10 18:00 – 23/10 5:30 23/10 18:00 – 24/10 5:00 24/10 22:00 – 25/10 5:00 25/10 22:00 – 26/10 5:00  |
| Valparaíso          | San Felipe de Aconcagua | Todas                        | 154 718             | 19 al 27 de octubre | 20/10 0:00 – 20/10 7:00 20/10 20:00 – 21/10 6:00 21/10 18:00 – 22/10 6:00 22/10 18:00 – 23/10 5:30 23/10 18:00 – 24/10 5:00 24/10 22:00 – 25/10 5:00 25/10 22:00 – 26/10 5:00  |
| Biobío              | Concepción              | Todas                        | 995 658             | 19 al 27 de octubre | 19/10 2:00 – 20/10 7:00 20/10 20:00 – 21/10 6:00 21/10 18:00 – 22/10 6:00 22/10 18:00 – 23/10 6:00 23/10 18:00 – 24/10 6:00 24/10 23:00 – 25/10 4:00 25/10 23:00 – 26/10 4:00  |
| Coquimbo            | Elqui                   | Coquimbo y La Serena         | 448 784             | 20 al 27 de octubre | 20/10 20:00 – 21/10 6:00 21/10 20:00 – 22/10 6:00 22/10 20:00 – 23/10 6:00 23/10 20:00 – 24/10 5:00 24/10 22:00 – 25/10 4:00 26/10 0:00 – 26/10 5:00                           |
| O'Higgins           | Cachapoal               | Rancagua                     | 231 370             | 20 al 27 de octubre | 20/10 20:00 – 21/10 6:00 21/10 20:00 – 22/10 6:00 22/10 20:00 – 23/10 6:00 23/10 20:00 – 24/10 6:00 24/10 20:00 – 25/10 6:00 25/10 23:00 – 26/10 5:00                          |
| Antofagasta         | Antofagasta             | Antofagasta                  | 348 517             | 20 al 27 de octubre | 20/10 21:00 – 21/10 6:00 21/10 20:00 – 22/10 6:00 22/10 20:00 – 23/10 6:00 23/10 21:00 – 24/10 5:00 24/10 22:00 – 25/10 5:00 25/10 22:00 – 26/10 5:00                          |
| Antofagasta         | Antofagasta             | Mejillones                   | 13 467              | 22 al 27 de octubre | 22/10 20:00 – 23/10 6:00 23/10 21:00 – 24/10 5:00 24/10 22:00 – 25/10 5:00 |
| Antofagasta         | Tocopilla               | Tocopilla                    | 25 186              | 22 al 27 de octubre | 22/10 20:00 – 23/10 6:00 23/10 21:00 – 24/10 5:00 24/10 22:00 – 25/10 5:00 |
| Antofagasta         | Loa                     | Calama                       | 165 731             | 22 al 27 de octubre | 22/10 20:00 – 23/10 6:00 23/10 21:00 – 24/10 5:00 24/10 22:00 – 25/10 5:00 25/10 22:00 – 26/10 5:00                                                                            |
| Los Ríos            | Valdivia                | Valdivia                     | 150 048             | 20 al 27 de octubre | 20/10 22:00 – 21/10 6:00 21/10 21:00 – 22/10 6:00 22/10 21:00 – 23/10 6:00 23/10 21:00 – 24/10 6:00 24/10 22:00 – 25/10 6:00                                                   |
| Maule               | Talca                   | Talca                        | 206 069             | 21 al 27 de octubre | 21/10 22:00 – 22/10 6:00 22/10 21:00 – 23/10 6:00 23/10 21:00 – 24/10 6:00 24/10 21:00 – 25/10 4:00 26/10 0:00 – 26/10 4:00                                                    |
| Ñuble               | Diguillín               | Chillán y Chillán Viejo      | 215 646             | 21 al 27 de octubre | Sin toque de queda |
| La Araucanía        | Cautín                  | Temuco y Padre Las Casas     | 358 541             | 21 al 27 de octubre | Sin toque de queda |
| Magallanes y A. Ch. | Magallanes              | Punta Arenas                 | 131 592             | 21 al 27 de octubre | Sin toque de queda |
| Magallanes y A. Ch. | Última Esperanza        | Puerto Natales               | 16 978              | 22 al 27 de octubre | Sin toque de queda |
| Tarapacá            | Iquique                 | Todas                        | 299 843             | 21 al 27 de octubre | 21/10 22:00 – 22/10 7:00 22/10 22:00 – 23/10 6:00 23/10 22:00 – 24/10 5:00 24/10 22:00 – 25/10 5:00                                                                            |
| Tarapacá            | El Tamarugal            | Pozo Almonte                 | 15 711              | 21 al 27 de octubre | 21/10 22:00 – 22/10 7:00 22/10 22:00 – 23/10 6:00 23/10 22:00 – 24/10 5:00 24/10 22:00 – 25/10 5:00                                                                            |
| Atacama             | Copiapó                 | Copiapó                      | 150 804             | 21 al 27 de octubre | 21/10 21:00 – 22/10 6:00 22/10 20:00 – 23/10 6:00 23/10 20:00 – 24/10 6:00 24/10 20:00 – 25/10 6:00 25/10 22:00 – 26/10 5:00                                                   |
| Atacama             | Copiapó                 | Caldera                      | 17 662              | 21 al 27 de octubre | 21/10 21:00 – 22/10 6:00 22/10 20:00 – 23/10 6:00 23/10 20:00 – 24/10 6:00 24/10 20:00 – 25/10 6:00                                                                            |
| Atacama             | Huasco                  | Vallenar                     | 51 917              | 21 al 27 de octubre | 21/10 21:00 – 22/10 6:00 22/10 20:00 – 23/10 6:00 |
| Los Lagos           | Osorno                  | Osorno                       | 147 460             | 21 al 27 de octubre | 21/10 22:00 – 22/10 6:00 22/10 20:00 – 23/10 6:00 23/10 20:00 – 24/10 6:00 24/10 21:00 – 25/10 5:00 25/10 23:00 – 26/10 4:00                                                   |
| Llanquihue          | Puerto Montt            | 169 736                      | 21 al 27 de octubre | 21/10 22:00 – 22/10 6:00 22/10 21:00 – 23/10 6:00 23/10 21:00 – 24/10 6:00 24/10 21:00 – 25/10 5:00 25/10 23:00 – 26/10 4:00 | |
| Arica y Parinacota  | Arica                   | Arica                        | 221 364             | 22 al 27 de octubre | 22/10 22:00 – 23/10 6:00 23/10 22:00 – 24/10 5:00 24/10 22:00 – 25/10 4:00 |
| Total nacional      | Total nacional          | Total nacional               | 13 302 118          | 75,4 % del país | 75,4 % del país |

### Enfrentamientos, incendios y saqueos

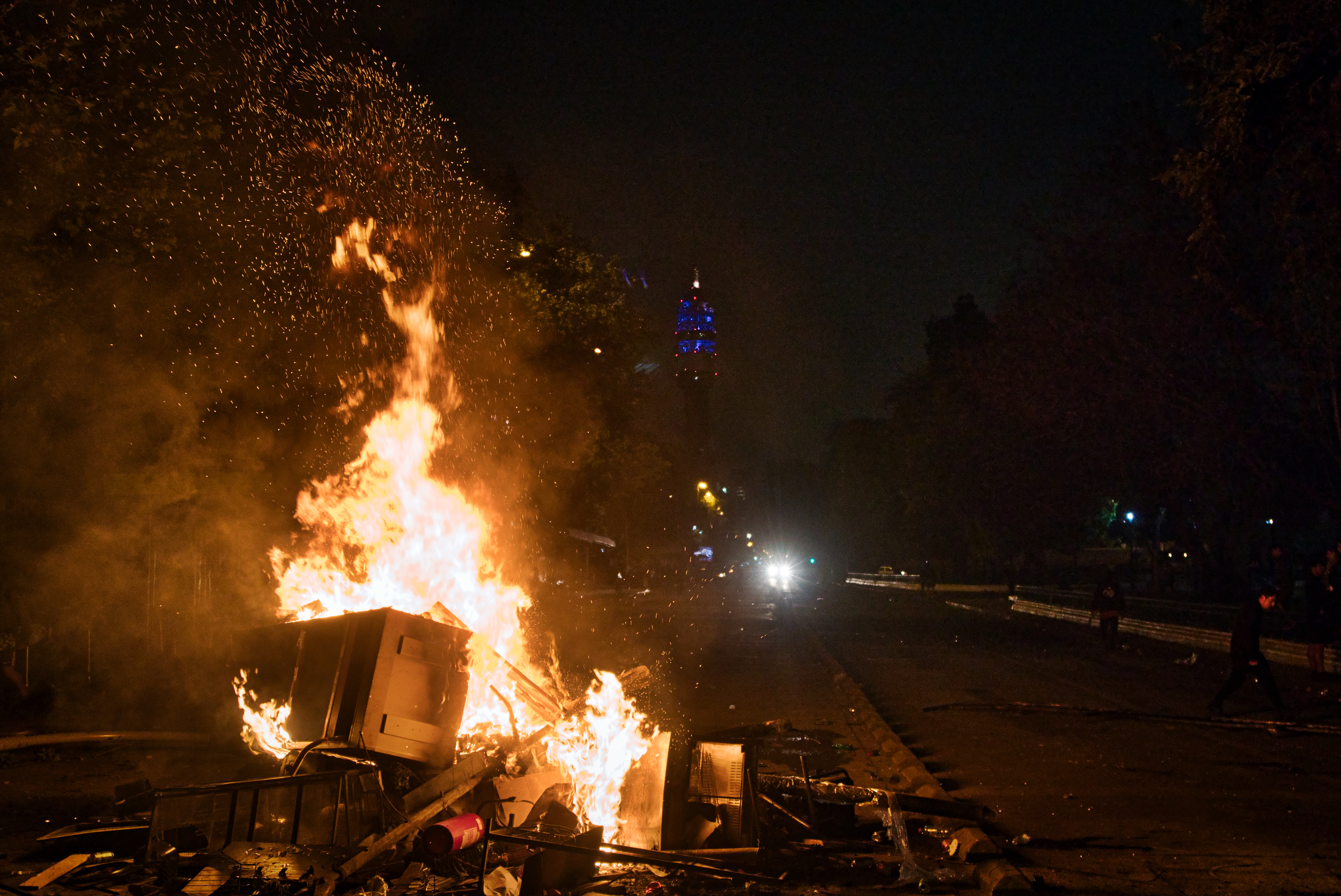
Barricada en la Alameda durante las protestas en Santiago. Al fondo, la Torre Entel.

La declaración del estado de emergencia a partir del sábado 19 no logró traer calma a la ciudad y sólo exacerbó los enfrentamientos. Durante las primeras horas del día sábado, algunas unidades del Ejército de Chile comenzaron a desplegarse por Santiago, reforzando las unidades de carabineros y enfrentándose con manifestantes en algunos puntos icónicos como Plaza Baquedano, la Plaza de Maipú y la Plaza de Puente Alto, realizando disparos al aire. Al mediodía, nuevamente se registraron cacerolazos en gran parte de Santiago y se sumaron otras ciudades del país.
Las manifestaciones, antes circunscritas al Gran Santiago, se expandieron a las principales urbes del país. En Concepción, se registraron barricadas en el centro de la ciudad, y edificios como los Tribunales de Justicia y la PDI fueron apedreados. Protestas ocurrieron en ciudades como Valparaíso, San Antonio, Rancagua, Chillán, Puerto Montt, Ancud, Antofagasta, La Serena, Iquique e incluso en Rapa Nui (Isla de Pascua). Ante la situación generalizada, las principales cadenas de supermercados y centros comerciales cerraron sus operaciones tempranamente durante la tarde del sábado a lo largo de todo el país.

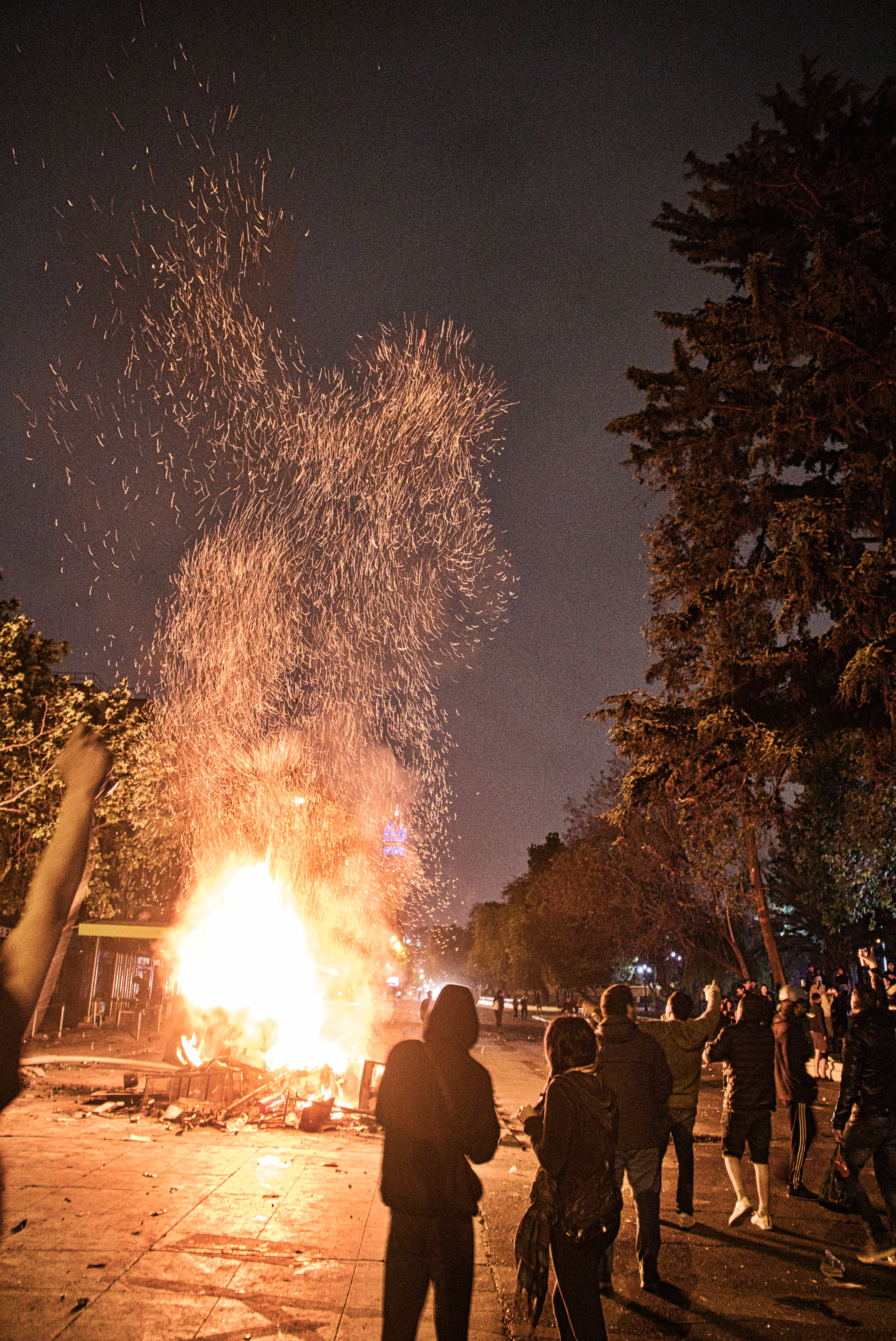
Barricada en Santiago la noche del 19 de octubre.

Cerca de las 14:00, los enfrentamientos con manifestantes se intensificaron en el área en torno a Plaza Baquedano en Santiago, donde llegaron cinco tanquetas del Ejército. Seis microbuses que se encontraban en avenida Diagonal Paraguay con Vicuña Mackenna fueron quemados. Varias estaciones del metro, ya bastante dañadas el día anterior, sufrieron una suerte similar. Pese a que se habían dispuesto unidades militares para proteger las estaciones del Metro, las estaciones Elisa Correa, Laguna Sur, Macul y San Pablo (L1) fueron quemadas en su totalidad, incluyendo vagones del ferrocarril que se encontraban refugiadas en su interior. La estación Del Sol también fue atacada, pero los daños ocurrieron sólo en ciertos sectores de su terminal intermodal y no en el cuerpo principal de la estación. Debido a las protestas, el Metro Valparaíso debió suspender sus operaciones a las 17:55, mientras Tur Bus, una de las compañías de transporte terrestre más grandes, suspendió todos sus servicios desde y hacia Santiago. El Aeropuerto Internacional Arturo Merino Benítez, la principal terminal aérea del país, sufrió un número importante de demoras y cancelaciones de su servicio, por lo que cientos de pasajeros pasaron varias horas encerrados en la terminal.
En las horas siguientes, comenzaron a surgir varios incendios y saqueos en recintos como supermercados, farmacias, bodegas y otros recintos privados en Santiago y otras ciudades del país. Dentro de los edificios dañados se encuentra la municipalidad de San Bernardo, la gobernación de Chacabuco y la Cámara de Comercio de Santiago. Ante el agravamiento de la situación, fue anunciado el toque de queda en Concepción, Santiago y Valparaíso. Pese a ello, la situación no cambió en las horas siguientes y los ataques aumentaron; la compañía Walmart declaró que más de 60 recintos habían sido saqueados, SMU reportó 150 supermercados de todas sus cadenas afectados.

### Primeras respuestas políticas
Tras varias horas de disturbios y manifestaciones, en que las autoridades se refirieron únicamente a la situación de seguridad interior, la primera señal política respecto al fondo de las protestas vino del presidente Sebastián Piñera. Un poco antes de las 19:00 del sábado 19, Piñera anunció una propuesta para suspender el alza de precio del transporte público y convocó al diálogo a los representantes de los otros poderes del Estado para buscar soluciones a largo plazo.

He escuchado con humildad y con mucha atención la voz de mis compatriotas y no tendré miedo a seguir escuchando esa voz, porque así se construyen las democracias, y porque así logramos mayor unidad entre nuestros chilenos. [...]
Durante la próxima semana, convocaré a una mesa de diálogo amplia y transversal para escuchar la voz y las propuestas de distintos sectores, pero muy especialmente la voz de nuestros ciudadanos y conocer cuáles son sus ideas y sus propuestas para satisfacer mejor demandas tan sentidas por nuestros compatriotas, como el alto costo de la vida, una mayor seguridad para nuestras familias, una baja en el precio de los medicamentos y una baja en el precio y garantía de nuestros sistemas de salud.
Sebastián Piñera, Presidente de Chile

En la mañana del domingo 20, el presidente se reunió con el presidente del Senado, Jaime Quintana, de la Cámara de Diputados, Iván Flores, y de la Corte Suprema, Haroldo Brito. En la declaración posterior, los representantes de los tres poderes del Estado manifestaron que la clase política debía realizar una autocrítica de las acciones que llevaron a la crisis social más compleja desde la vuelta a la democracia. El senador Quintana llamó a retomar el proceso constituyente llevado a cabo por el segundo gobierno de Michelle Bachelet y avanzar hacia una nueva Constitución Política.

Aquí hay una crisis que no detona solo a partir del alza en la tarifa del Metro [...] Aquí hay un conjunto de hechos que se fueron acumulando en el tiempo y todo el mundo político debe asumir la responsabilidad respecto de cómo hemos llegado a esta situación. Aquí no se trata solo del transporte público. [...]
De un tiempo a esta parte, el mundo político en general, no supo observar cómo las tarifas eléctricas, del agua, los servicios básicos, las pensiones, la imposibilidad de hacer retiros, la imposibilidad y renuencia de algunos sectores políticos a avanzar en un cambio profundo, particularmente, en una transformación al sistema de AFPs, nos ha llevado a la situación en la que hoy día estamos.
Jaime Quintana, presidente del Senado de Chile.

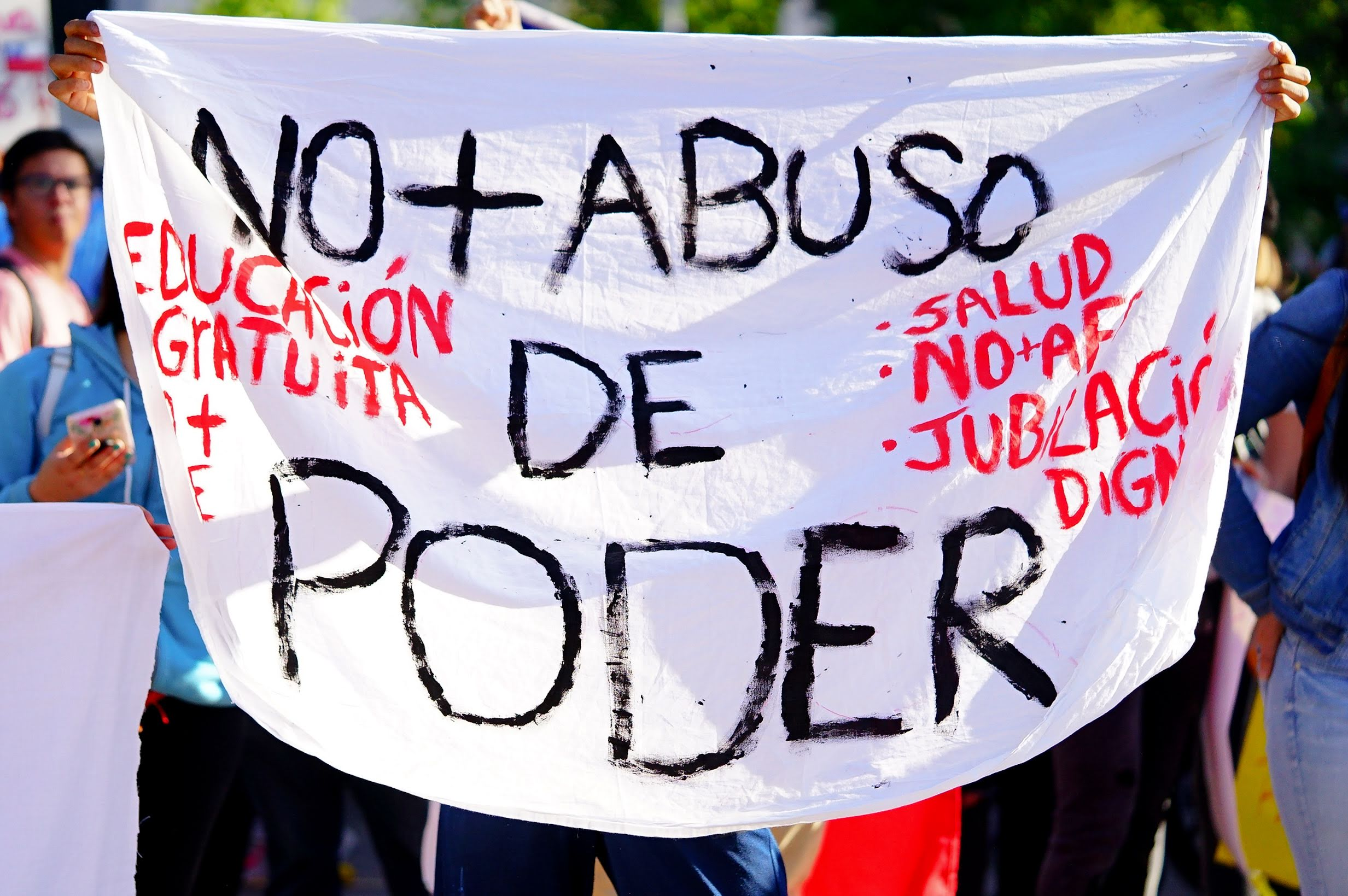
Un manifestante con un cartel de «No más abuso de poder».

La Cámara de Diputados fue citada a una sesión extraordinaria el domingo 20. El proyecto de ley fue aprobado con 103 votos a favor, uno en contra y una abstención. El Partido Comunista se negó a participar de la sesión mientras existiera presencia de militares en la calle; aunque el Frente Amplio tuvo una postura similar que lo llevó a retirarse en parte de la sesión, finalmente votaron a favor de la propuesta. La iniciativa pasó al Senado, siendo aprobada el lunes 21 por 36 votos a favor y ninguno en contra. Muchas de las intervenciones de las y los senadores se refirieron a la necesidad de un nuevo «pacto social» y realizaron un mea culpa respecto a la incapacidad de canalizar las demandas sociales. La iniciativa fue promulgada el mismo día a través de la edición electrónica del Diario Oficial. Así, a partir del martes 22, el valor de las tarifas retornaría al valor vigente desde enero de 2019, variando entre 700 y 800 pesos según el tramo horario.
Pese a los llamados a la unidad que pronunciaron los diferentes actores políticos, la vocera de gobierno Cecilia Pérez criticó al Partido Comunista y al Frente Amplio de justificar y avalar las revueltas y exigió que se pronunciaran en contra de los saqueos y otros actos de violencia. Por otro lado, ambos grupos políticos rechazaron las decisiones del gobierno en materia de seguridad y pidieron explicaciones por las muertes de manifestantes en manos del Ejército. El presidente del PC, Guillermo Teillier, fue uno de los más críticos ante las acciones del gobierno, diciendo que «si [Piñera] no tiene capacidad de gobernar, lo mejor sería que renunciara y llamar a nuevas elecciones ahora».

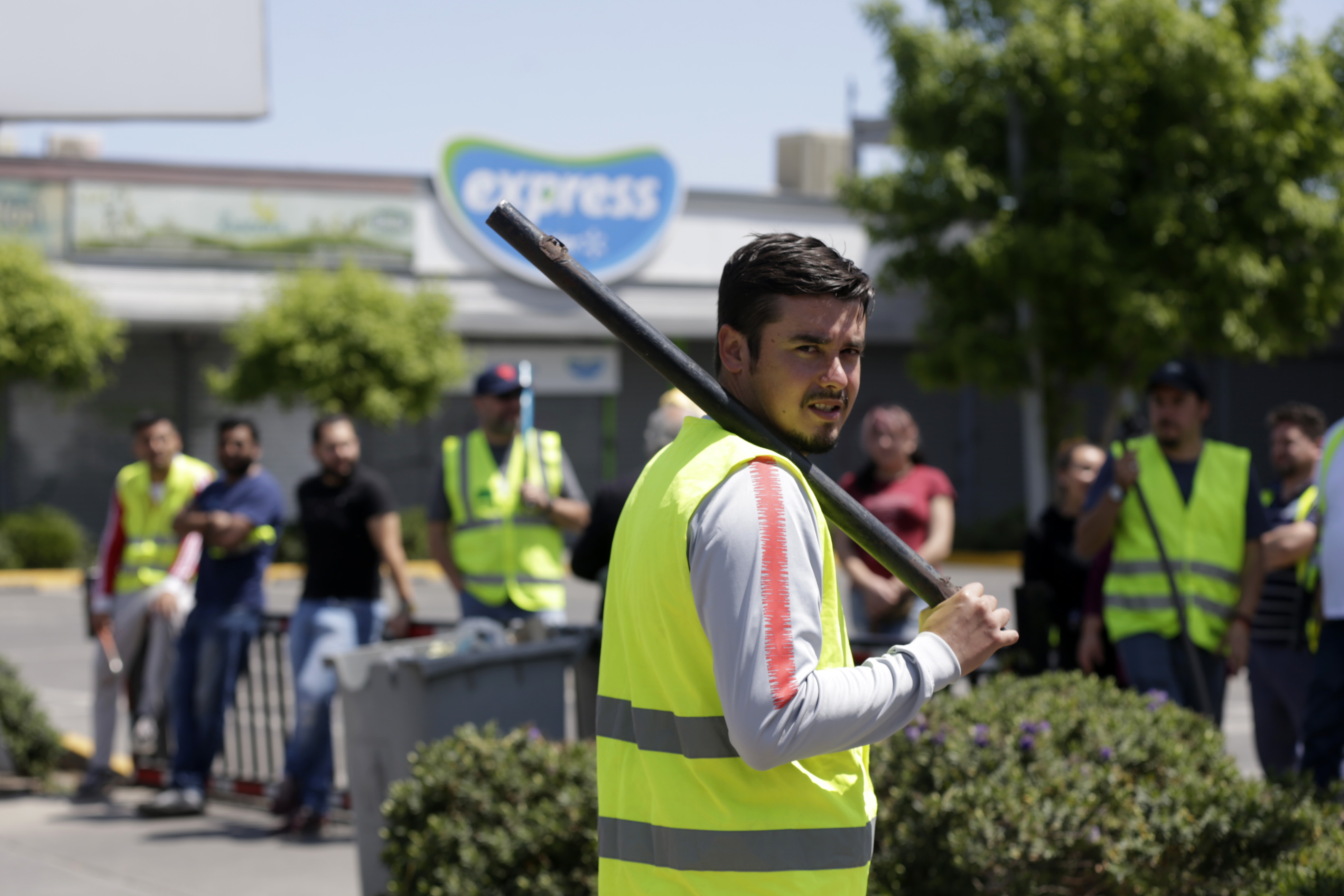
Personas organizadas para defender sus vecindarios de saqueos en la comuna de Puente Alto, en Santiago de Chile.

### Escalamiento del conflicto
Durante la madrugada del domingo 20 de octubre, los saqueos e incendios continuaron, principalmente contra supermercados y otros locales comerciales. El estado de emergencia se extendió a las ciudades de Rancagua, La Serena y Coquimbo; en esta última comuna, incluso, se registró un incendio en terrenos aledaños a la Cruz del Tercer Milenio.
Pese al despliegue de carabineros y militares en algunos locales comerciales, los saqueos continuaron. Incluso, existen registros de algunos lugares donde militares permitieron un saqueo ordenado con el fin de evitar la quema del lugar —en algunas ocasiones, con acuerdo del dueño del recinto—. Ante la falta de fuerzas de orden o para reforzarlas, grupos de vecinos se organizaron en diferentes barrios para proteger tanto la infraestructura pública y comercial como sus propios hogares, ante rumores de robos a viviendas por parte de bandas de saqueadores. Como forma de autoidentificación y para evitar conflicto con las fuerzas de orden una vez iniciado el toque de queda, estos grupos vistieron chalecos reflectantes, similares a los utilizados por el movimiento francés de los chalecos amarillos. El uso de los chalecos amarillos por parte de grupos de chilenos fue rechazado y desacreditado por Jacline Mouraud, una de las impulsoras del movimiento en Francia, señalando que «traicionan la esencia del movimiento».
El día domingo 20 también se informó de los primeros fallecidos, la mayoría encontrados calcinados en las ruinas de algunos supermercados saqueados e incendiados. La situación más grave fue el incendio de una bodega de la empresa de ropa interior Kayser, ubicada en Renca, en la que se encontraron cinco cuerpos, tres de los cuales serían menores de edad. En la Región de Coquimbo, dos personas fallecieron y una quedó herida grave producto de disparos de miembros del Ejército mientras ocurrían desmanes en locales comerciales.
El presidente Piñera volvió a referirse, en la tarde del domingo, a la situación del país. En un discurso enfocado en las acciones de seguridad implementada por el gobierno, Piñera indicó que más de 9500 uniformados de las Fuerzas Armadas habían sido desplegados en todo el país para contener los delitos y situaciones de violencia. Estos delitos, de acuerdo al presidente, habrían sido originados por grupos criminales organizados, los que habrían desatado una guerra en el país.

Estamos en guerra contra un enemigo poderoso, implacable, que no respeta a nada, ni a nadie, que está dispuesto a usar la violencia y la delincuencia sin ningún límite, incluso cuando significa pérdidas de vidas humanas, que está dispuesto a quemar nuestros hospitales, nuestras estaciones del Metro, nuestros supermercados, con el único propósito de producir el mayor daño posible a todos los chilenos.

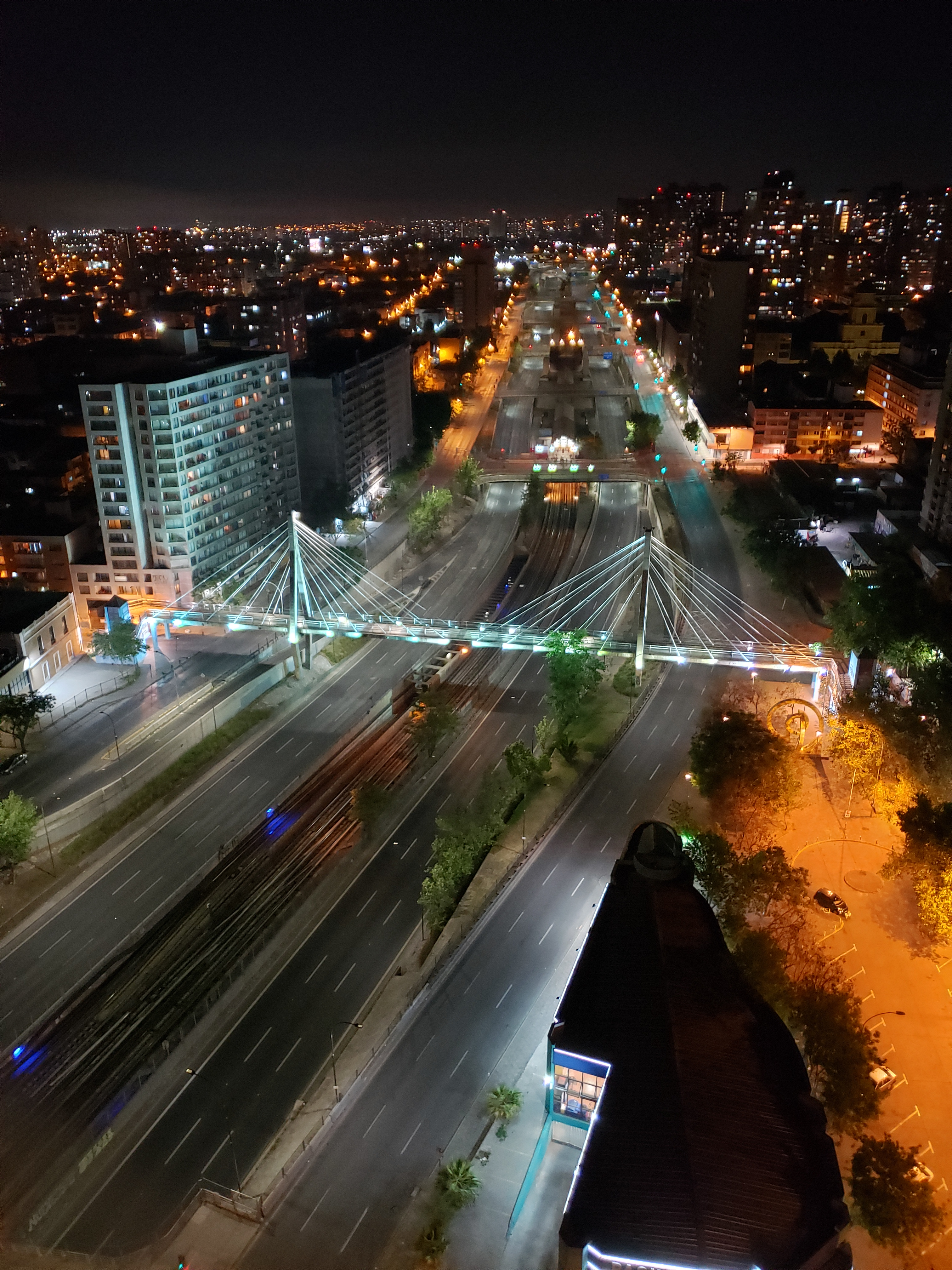
Autopista de Santiago de Chile vacía durante el toque de queda del 20 de octubre de 2019.

Ellos están en guerra contra todos los chilenos de buena voluntad que queremos vivir en democracia con libertad y en paz.
Sebastián Piñera, Presidente de Chile.

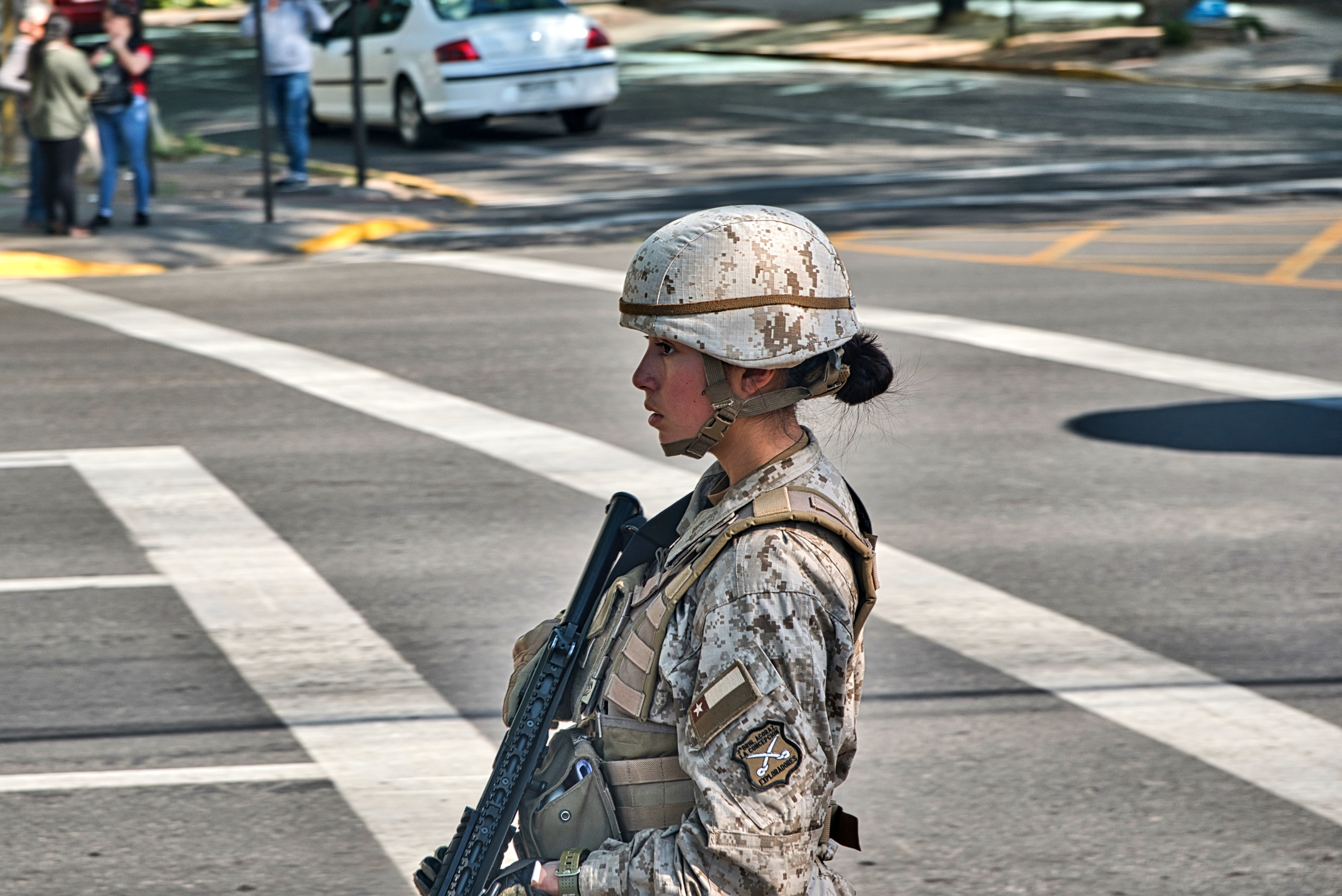
Miembro del Ejército de Chile en Santiago.

Las palabras del presidente generaron varias críticas, incluso por miembros del oficialismo. La oposición calificó la frase como «irresponsable», pues fomentaba la polarización; el diputado Fidel Espinoza dijo «No hay guerra. Hay descontento social». El ministro del Interior defendió la frase del presidente, indicando que demostraba «autoridad y decisión» con la cual estaban combatiendo el vandalismo. Consultado respecto a la frase del presidente, el general Iturriaga dijo «la verdad es que no estoy en guerra con nadie», lo que fue interpretado como una crítica a la postura presidencial. Tras ser reprendido internamente, el jefe de la Defensa Nacional se retractó de su frase el mismo día, indicando que no se especulara sobre dobles intenciones; Iturriaga, que había asumido un rol de vocero paralelo, se limitó a entregar posteriormente únicamente algunas actualizaciones de información hasta el fin del estado de emergencia.
A las declaraciones de Piñera se sumó la publicación de un audio filtrado que la primera dama Cecilia Morel habría enviado a algunas amigas por WhatsApp. En el audio, Morel hablaría de que «estarían sobrepasados», comparó el estado del país con una «invasión alienígena» y que existiría una estrategia armada por grupos violentistas para afectar la distribución de alimentos, agua y medicamentos, y que existían planes para quemar un hospital y el aeropuerto. Ante la situación, la primera dama habría indicado a sus amigas que «[t]endremos que reducir nuestros privilegios y compartir con los demás». El audio fue considerado como indolente con las personas afectadas por las manifestaciones y que no ayudaba a dar tranquilidad a la sociedad, tras lo cual Morel pidió disculpas públicas.

Ministra, usted como ministra de educación ¿cómo le explicaría a un niño, a un estudiante de cuarto básico que el presidente hable de que estamos en una guerra?
Periodista hacia la ministra de Educación Marcela Cubillos.

Debido a la continuidad de incidentes de violencia y ataques a propiedad privada, el estado de emergencia se extendió a todas las capitales regionales y grandes urbes para el día 21 de octubre. Las únicas excepciones fueron Arica y Coyhaique, aunque en ambos casos se registraron enfrentamientos y ataques a recintos. En Arica se vivieron violentas protestas durante la noche del 21 de octubre, siendo atacada la capitanía del puerto de dicha ciudad. El estado de emergencia se extendió a la ciudad nortina en la mañana del 22 de octubre. En la capital de la Región de Aysén, en tanto, se presentaron disturbios, en donde fueron detenidas 18 personas por ataques a bancos y a una comisaría; incluso se registraron protestas en localidades pequeñas de la región, Cochrane, Chile Chico, Puerto Cisnes, Melinka y Puerto Aysén.

### Manifestaciones masivas

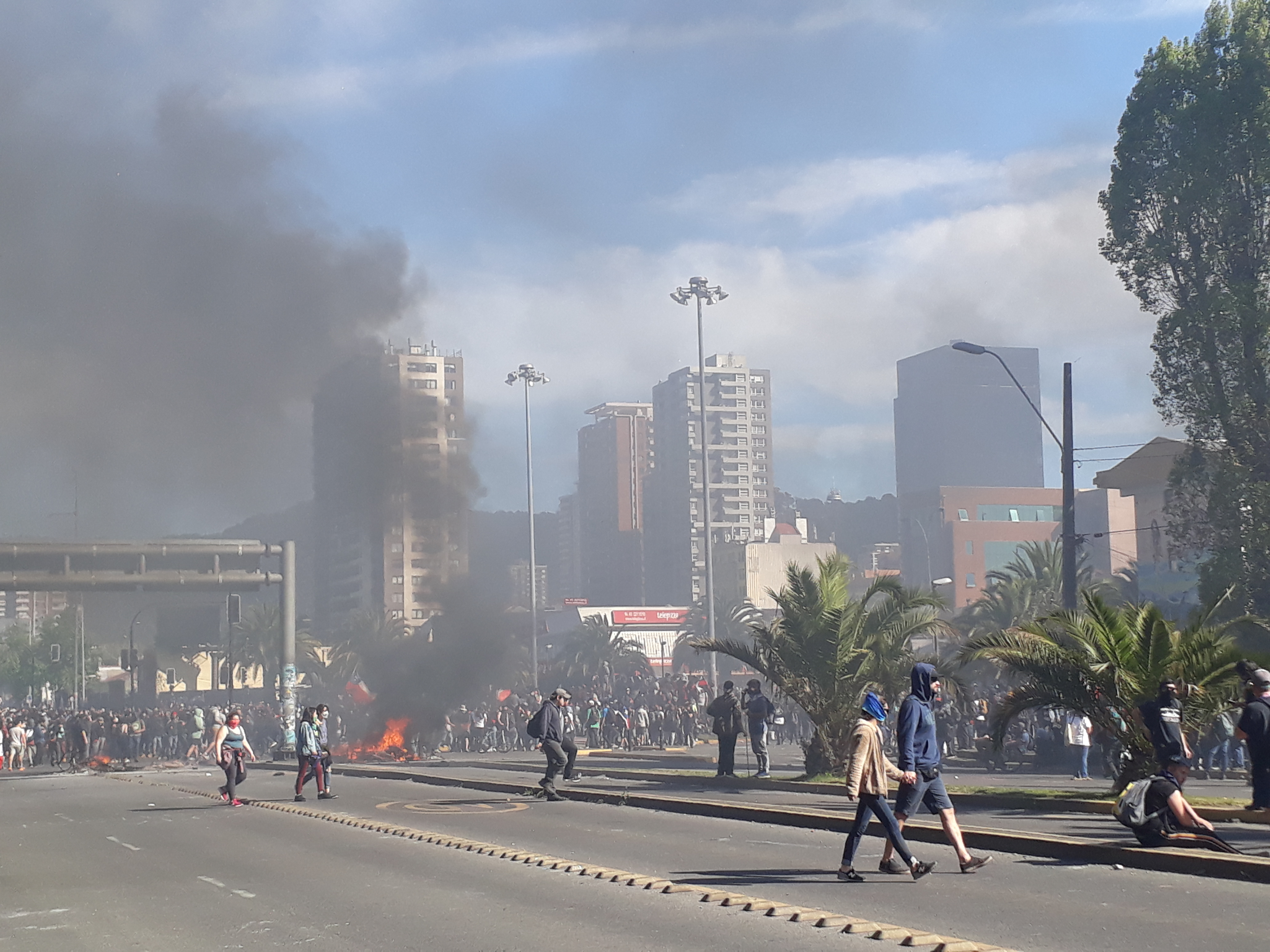
Manifestación y barricadas en Concepción, el 21 de octubre.

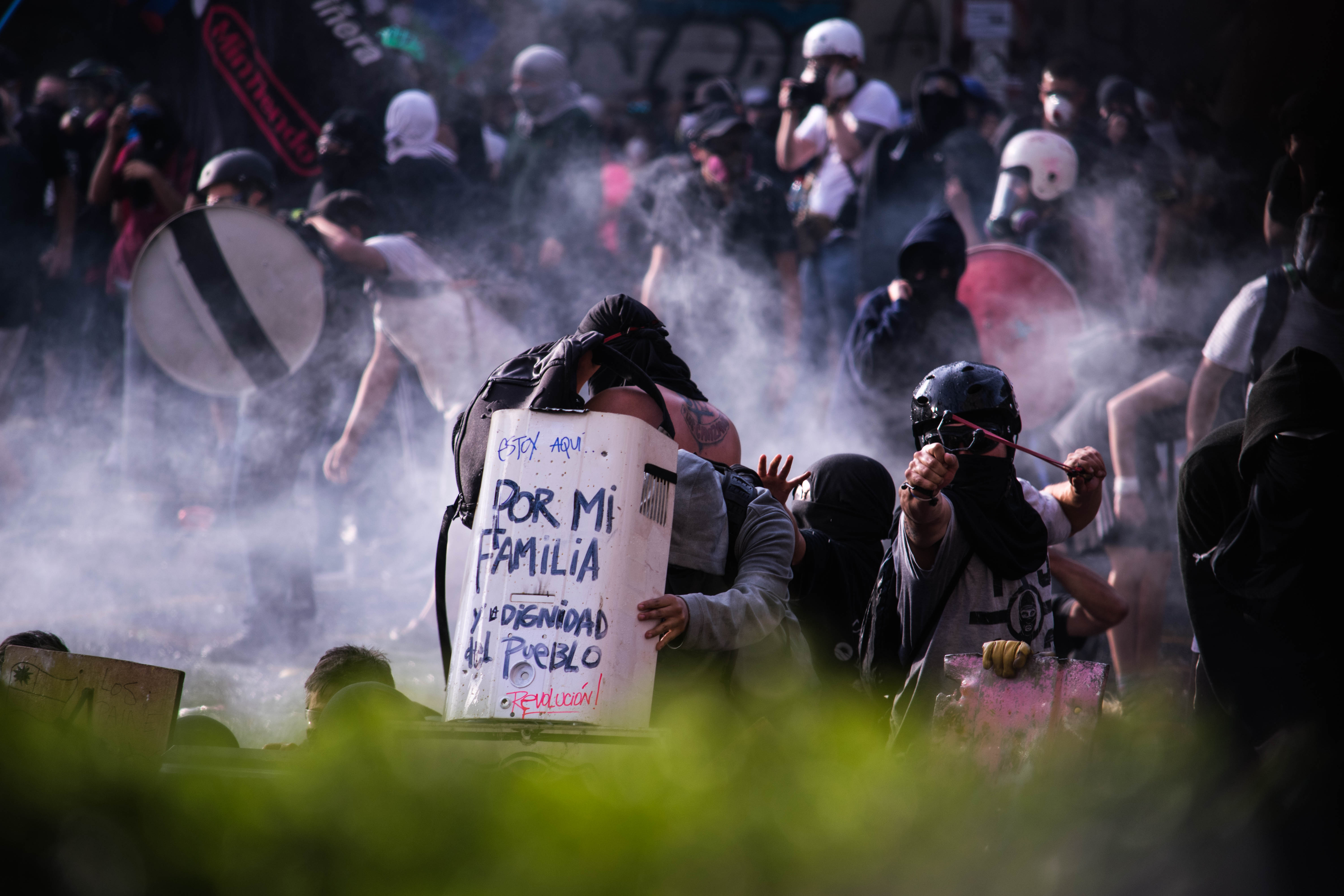
Primera Linea Accionando a pasos de la calle Ramon Corbalan en Plaza Dignidad, Santiago.

A partir de día domingo 20, se comenzaron a organizar diversos puntos de encuentro a lo largo del país en que la gente manifestó pacíficamente su apoyo a las protestas, ya sea con actos culturales, cacerolazos o protestas tradicionales. A diferencia de las primeras manifestaciones concentradas en zonas populares, a partir de este momento también se sumaron lugares en el «Barrio Alto», la zona más acomodada de Santiago. En esta ciudad, los principales puntos de reunión fueron en la Plaza Baquedano (Plaza Italia), la Plaza de Maipú y la Plaza Ñuñoa. Algunos grupos de manifestantes marcharon por las avenidas Providencia y Apoquindo, hasta llegar cerca de la Escuela Militar del Libertador Bernardo O'Higgins; allí se sumaron otros manifestantes del entorno de la comuna de Las Condes.
La convocatoria a marchas masivas fue replicada en el resto de las ciudades del país. En la comuna de Antofagasta se registró una marcha masiva el día 21 de octubre en la Plaza Sotomayor, coordinada por redes sociales y en conjunto con los trabajadores portuarios. En Valparaíso, protestas masivas se organizaron en el entorno del edificio del Congreso Nacional y también a lo largo de la avenida España que conecta con la vecina ciudad de Viña del Mar. En Talca, las manifestaciones recorrían generalmente algunas de las principales arterias de la ciudad, como la 2 sur, la 1 sur y la Alameda, frecuentemente culminaban con concentraciones en la Plaza de Armas, aunque en algunas oportunidades terminaron en el parque Costanera. Por su parte, en Concepción, las manifestaciones se organizaron en el sector de la Plaza de la Independencia y los Tribunales de Justicia de la ciudad, aunque la mayoría de las calles del casco histórico estaban marcadas por la presencia de manifestantes y carabineros, y la ausencia de tránsito de vehículos. En Temuco, las manifestaciones se concentraron en la Plaza de Armas y la Plaza Dagoberto Godoy.
Pese al carácter pacífico de las protestas, muchas de estas terminaron en incidentes entre algunos manifestantes y las fuerzas armadas. En varias ocasiones, Carabineros y el Ejército intentaron dispersar las manifestaciones con el uso de disparos, gases lacrimógenos y carros lanza-agua. En el caso de las protestas en el entorno de la Escuela Militar, incluso se colocó un grupo de francotiradores de guerra.
Junto con la organización de protestas y manifestaciones, diversos espacios de conversación autoconvocados conocidos como «cabildos abiertos o ciudadanos» comenzaron a ser organizados en todo el país, principalmente a nivel vecinal o junto a otras organizaciones de la sociedad civil, como juntas de vecino, universidades, sindicatos, etc. El objetivo de estos cabildos fue iniciar discusiones respecto a los problemas enfrentados por los ciudadanos, proponer cambios y soluciones a dichos problemas y plantear las acciones que debe realizar la ciudadanía para lograr dichos cambios.

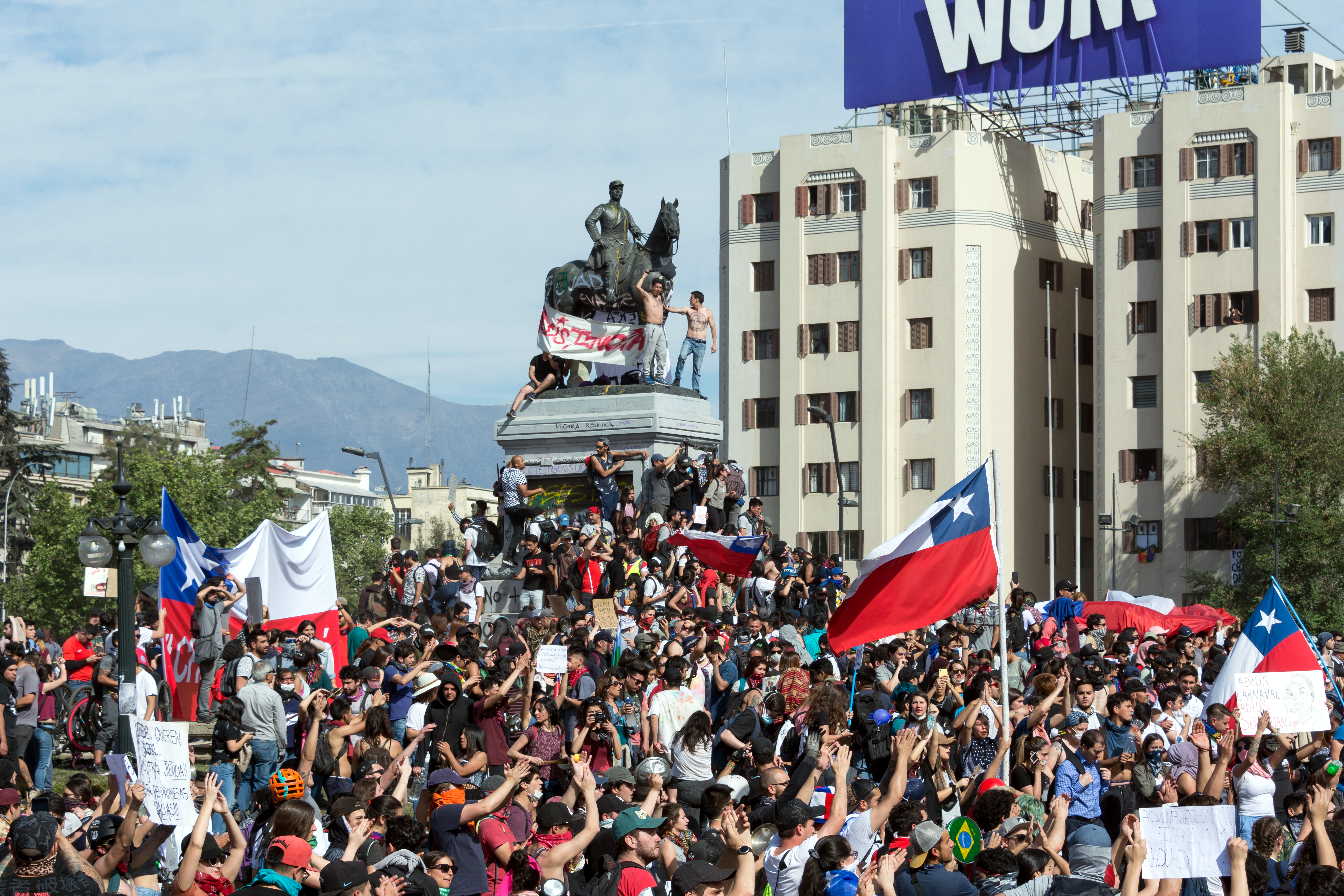
Protesta en el monumento al general Baquedano, en la plaza homónima, el 22 de octubre.
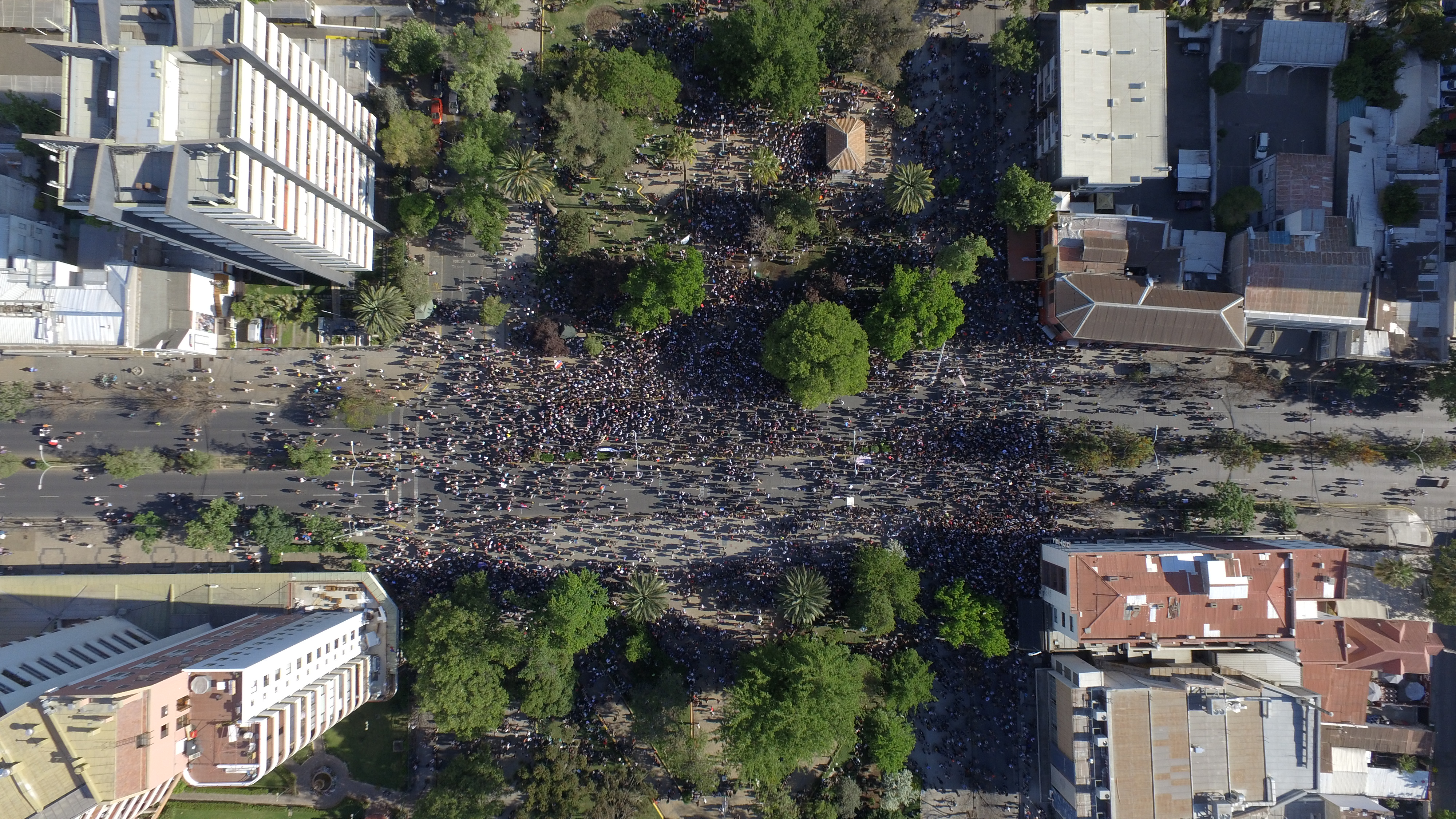
Vista aérea de protestas en Plaza Ñuñoa, el 21 de octubre.
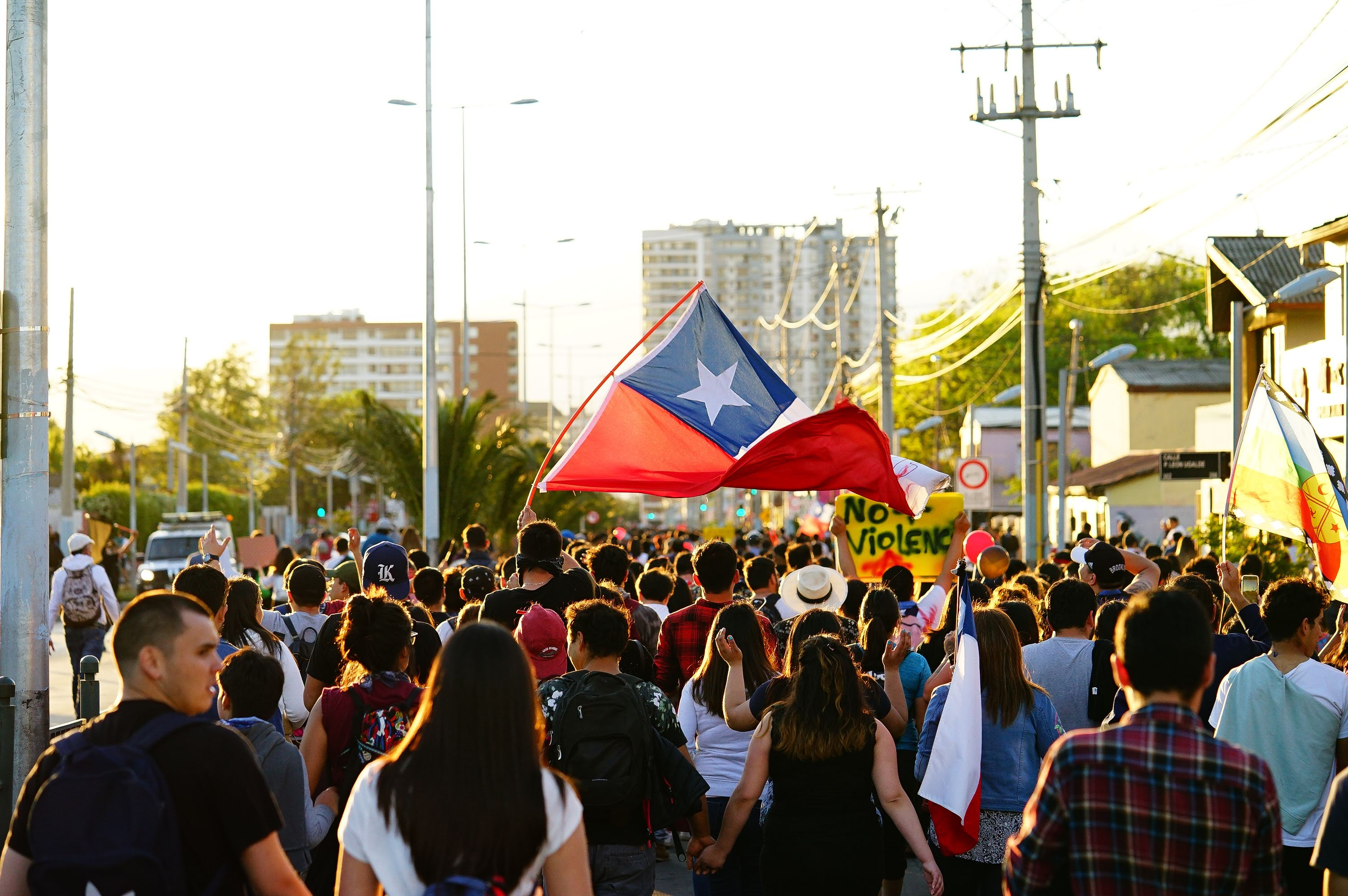
Bandera chilena en protestas en Rancagua.
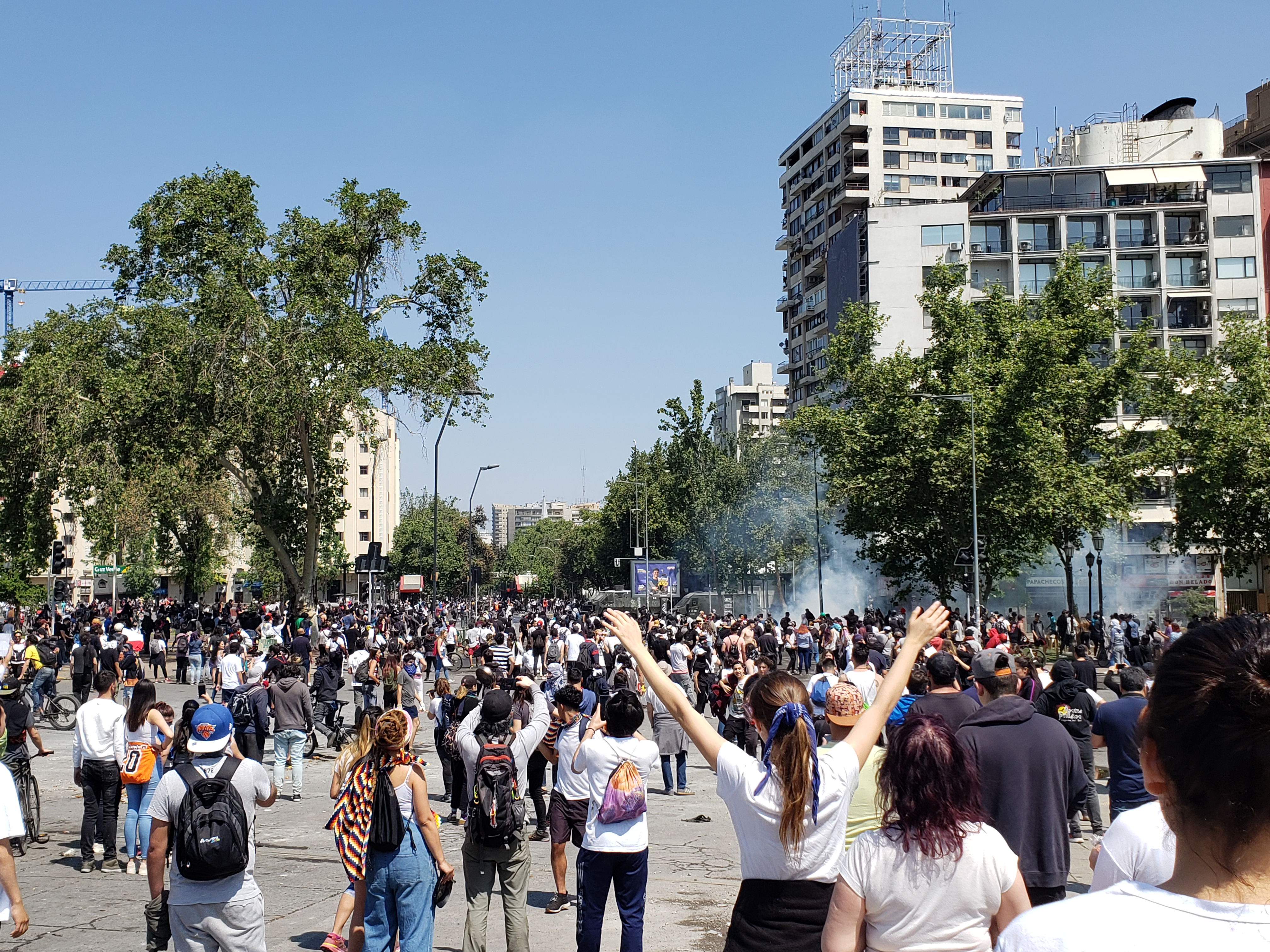
Carabineros dispersan manifestantes en Plaza Italia.
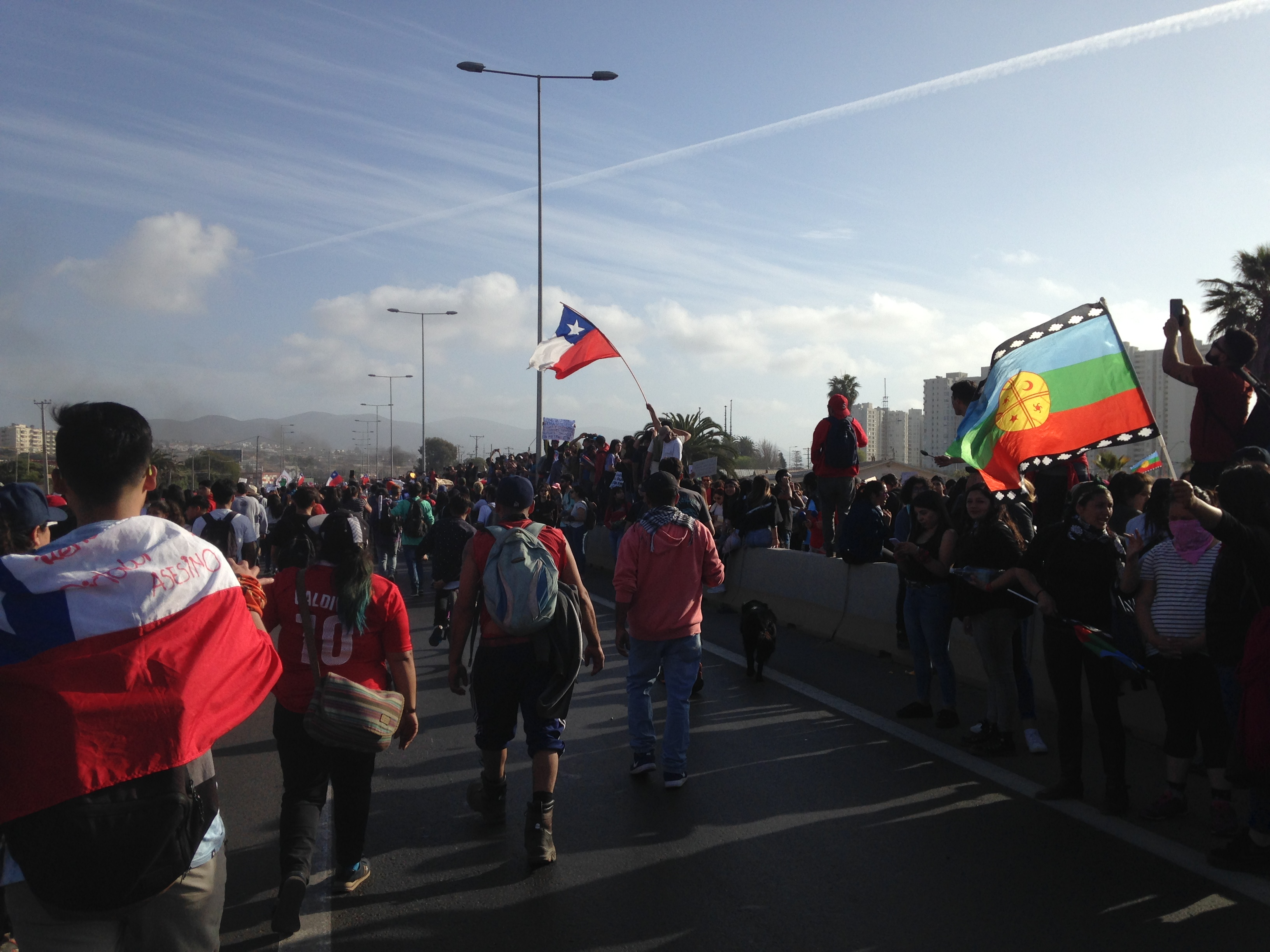
Encuentro de marchas de las ciudades de La Serena y Coquimbo, el 22 de octubre.
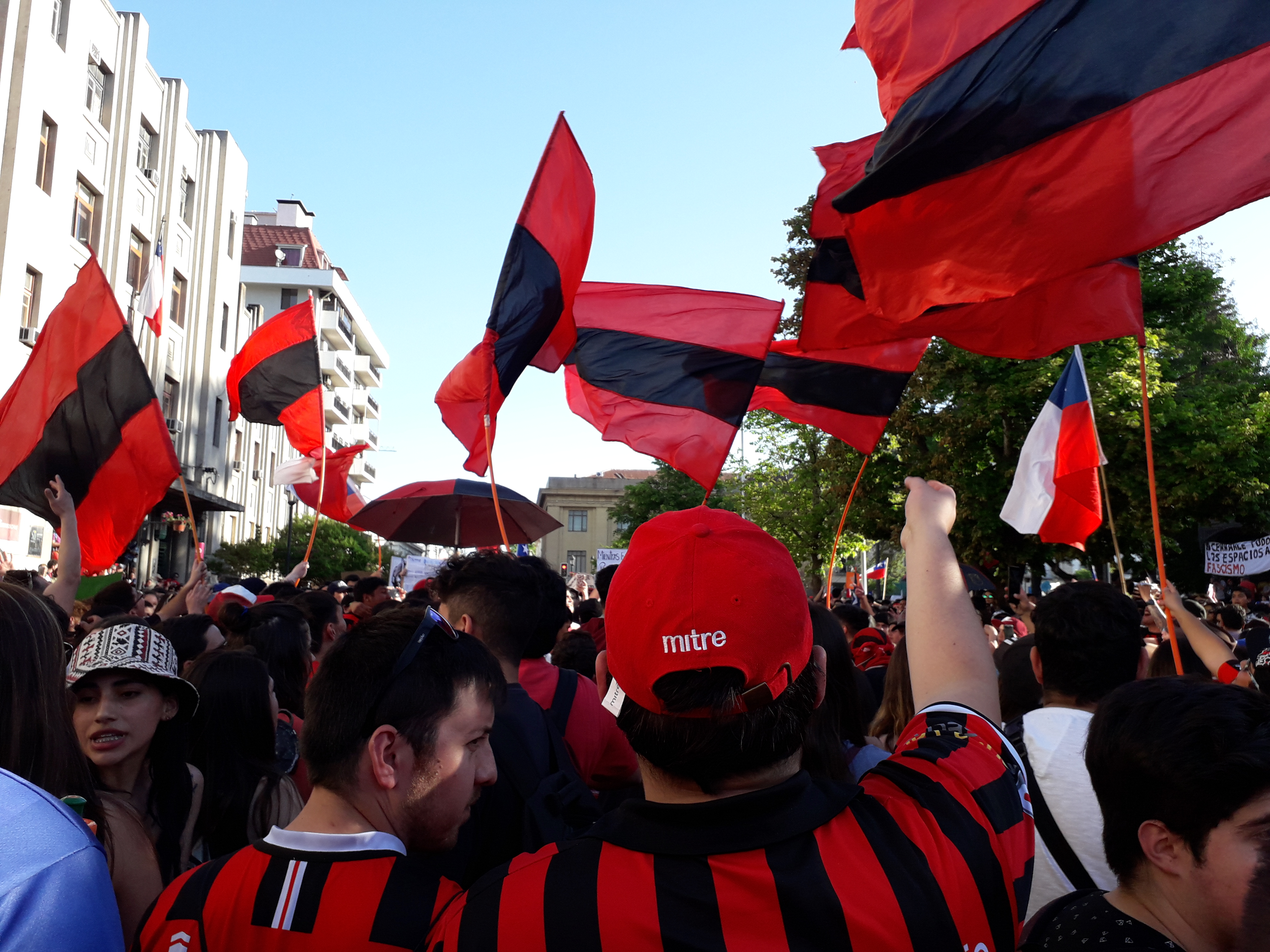
Manifestación en la Plaza de Armas de Talca, el 24 de octubre.

### Intentos de normalización y la «Nueva Agenda Social»
El lunes 21 de octubre fue el primer día hábil luego de los principales disturbios. El gobierno insistió en avanzar hacia la «normalidad», fomentando el retorno a los trabajos y las clases. El ministro de Trabajo Nicolás Monckeberg descartó que se decretara feriado, aunque llamó a las empresas a tener mayor flexibilidad en los horarios de sus empleados debido a los problemas en la movilización de estos. En cuanto a las escuelas, el gobierno dejó en libertad de acción a las municipalidades para definir si realizarían clases; sólo en la Región Metropolitana de Santiago, 43 de las 52 comunas que la componen suspendieron actividades, además de un gran número de instituciones privadas, a las que se sumaron la mayoría de las universidades e instituciones de educación superior. Pese a los temores de un posible desabastecimiento de alimentos y combustible en la ciudadanía por el cierre de tiendas, esto finalmente no ocurrió, aunque sí se registraron largas filas de personas y algunos casos de acaparamiento.
El Metro de Santiago reinició sus actividades el lunes 21 de forma parcial, abriendo ciertas estaciones de la Línea 1 en un horario reducido. En los días posteriores aumentaría el número de estaciones disponibles, llegando al viernes 28 con cinco de las siete líneas abiertas y 53 estaciones en operación (de un total de 136 estaciones). Pese a ello, la baja capacidad de transporte del Metro, los cierres temporales de algunas estaciones y los desvíos de tránsito producto de las manifestaciones generaron importantes demoras en el transporte de los santiaguinos, especialmente de los sectores más periféricos, y el aumento del uso de bicicletas en reemplazo del transporte público.
Tras cinco días de manifestaciones masivas, el presidente Sebastián Piñera volvió a dirigirse al país la noche del martes 22 de octubre. En dicha oportunidad, Piñera pidió perdón por no reconocer los problemas que aquejaban a la sociedad y anunció una serie de medidas, catalogándolas como parte de una «Nueva Agenda Social». Las medidas incorporaban una serie de reformas de corto y mediano plazo en diferentes áreas:
- Pensiones: aumento de un 20 % de la Pensión Básica Solidaria y del Aporte Previsional Solidario; aumentos adicionales en 2021 y 2022 para pensionados mayores de 75 años; aporte fiscal para complementar el ahorro previsional de la clase media y mujeres; aportes de recursos fiscales para mejorar las pensiones de los adultos mayores no valentes.
- Salud: poner urgencia al proyecto del gobierno para un seguro de enfermedades catastróficas; crear un seguro para medicamentos; ampliar un convenio de Fonasa con farmacias para reducir el precio de los medicamentos
- Salarios: complementar con fondos fiscales el salario de los trabajadores hasta alcanzar un ingreso mínimo garantizado de 350 000 bruto (289 800 pesos líquidos) por jornada completa; en el caso de trabajadores que reciben el salario mínimo, representa un aumento de 49 000 pesos.[193]
- Energía: creación de un mecanismo de estabilización de las tarifas eléctricas, que anule el alza de 9,2 % planificada para los meses siguientes.
- Impuestos: creación de un nuevo tramo en el impuesto global complementario de 40 % para las rentas superiores a 8 millones de pesos por mes.
- Administración pública: reducción de la dieta de parlamentarios y altos sueldos de la administración pública; reducción del número de parlamentarios y limitación de las reelecciones de estos.

Aunque algunos políticos valoraron las propuestas concretas, muchos criticaron las propuestas como insuficientes dada la escala de las protestas, incluso desde el oficialismo. Dentro de la oposición, criticaron el hecho de que algunas de las propuestas subsidiaban o favorecían a empresas privadas, siendo sólo cambios cosméticos.

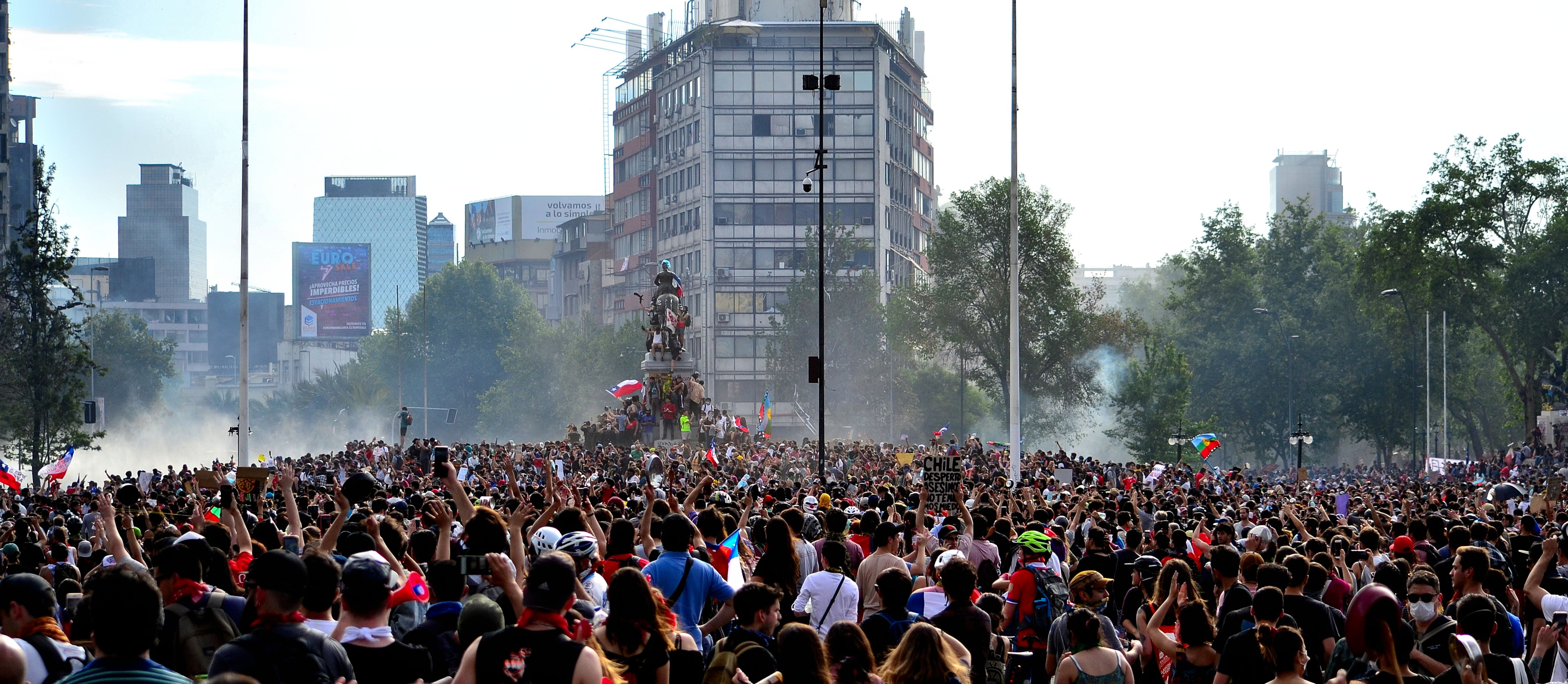
«La marcha más grande de Chile» realizada el 25 de octubre.

### «La marcha más grande»
Tras el anuncio de la «Nueva Agenda Social», las manifestaciones continuaron e incluso se sumaron nuevos actores. El jueves 24 de octubre, un grupo de camioneros, taxistas y otros transportistas —organizados en el grupo «No más tag»— realizaron una protesta a lo largo de la Ruta 68 hasta la sede del Congreso Nacional en Valparaíso. Al día siguiente, el grupo hizo nuevas manifestaciones ocupando diversas autopistas urbanas en Santiago como forma de reclamar por el alto costo del peaje electrónico («tag»).
El viernes 25, fue convocada una marcha masiva en diferentes ciudades del país. En la capital del país, la principal convocatoria se realizó en el entorno de Plaza Baquedano. «La marcha más grande de todas», como fue denominada, tuvo una asistencia que superó las 1 200 000 personas oficialmente, siendo las más grande realizada en Chile, superando aquellas organizadas por la campaña del «No» para el plebiscito de 1988. La manifestación, debido a su extensión, cubrió gran parte de la Alameda, la principal avenida de la ciudad, el Parque Forestal, Parque Bustamante, Parque Balmaceda y otros espacios. En la misma tarde, se realizó una marcha entre Valparaíso y Viña del Mar con una asistencia de más de 90 000 personas, mientras en Concepción alcanzó las 50 000. También durante el día se realizaron múltiples marchas masivas en otras ciudades de Chile, entre ellas Rancagua, La Serena, Coquimbo, Concepción, Arica y Punta Arenas, entre otras.
Tras las protestas, diversas figuras del gobierno manifestaron por redes sociales su apoyo a los manifestantes, incluyendo al presidente Sebastián Piñera, que se refirieron a la multitudinaria marcha como «transversal» y «sin colores políticos», aun cuando dentro de las demandas de los manifestantes está incluida la renuncia del gobierno y del presidente Piñera.

La multitudinaria, alegre y pacífica marcha hoy, donde los chilenos piden un Chile más justo y solidario, abre grandes caminos de futuro y esperanza. Todos hemos escuchado el mensaje. Todos hemos cambiado. Con unidad y ayuda de Dios, recorreremos el camino a ese Chile mejor para todos.
Sebastián Piñera, presidente de Chile (Twitter)

El 27 de octubre se realizó la «marcha más grande de la Quinta», la cual se desplazó por la Avenida España desde Viña del Mar al Edificio del Congreso Nacional en Valparaíso, con una asistencia histórica de 200 000 asistentes. Mientras la marcha se dirigía al Congreso, Carabineros montó un operativo de seguridad y cortó la circulación de vehículos varias cuadras a la redonda ante eventuales disturbios. Luego, las fuerzas de orden procedieron a disolver la manifestación, que se realizaba hasta el momento de forma pacífica y con niños presentes, utilizando gases lacrimógenos y carros lanza-aguas.
Con la presión de las multitudinarias marchas, el gobierno anunció el fin del toque de queda a partir de la madrugada del 26 de octubre y del estado de emergencia desde el domingo 27 en todo el país, lo que llevó al fin de la presencia de las Fuerzas Armadas en la calle; adicionalmente, Piñera anunció que había solicitado la renuncia a todo su gabinete ministerial. El lunes 28 finalmente fue anunciado un cambio de gabinete en ocho ministerios, incluyendo los de Interior y Seguridad Pública y de Hacienda. De las ocho carteras, tres fueron ocupadas por políticos que estaban previamente en otros ministerios, mientras que la vocería de gobierno quedó en manos de Karla Rubilar, intendenta de la Región Metropolitana. Pese a que se rumoreó la posibilidad de incorporar al gabinete a figuras independientes, por fuera de la coalición oficialista Chile Vamos y que dieran paso a un «gabinete de unidad nacional», esto no se realizó.

### Nueva ola de marchas y enfrentamientos

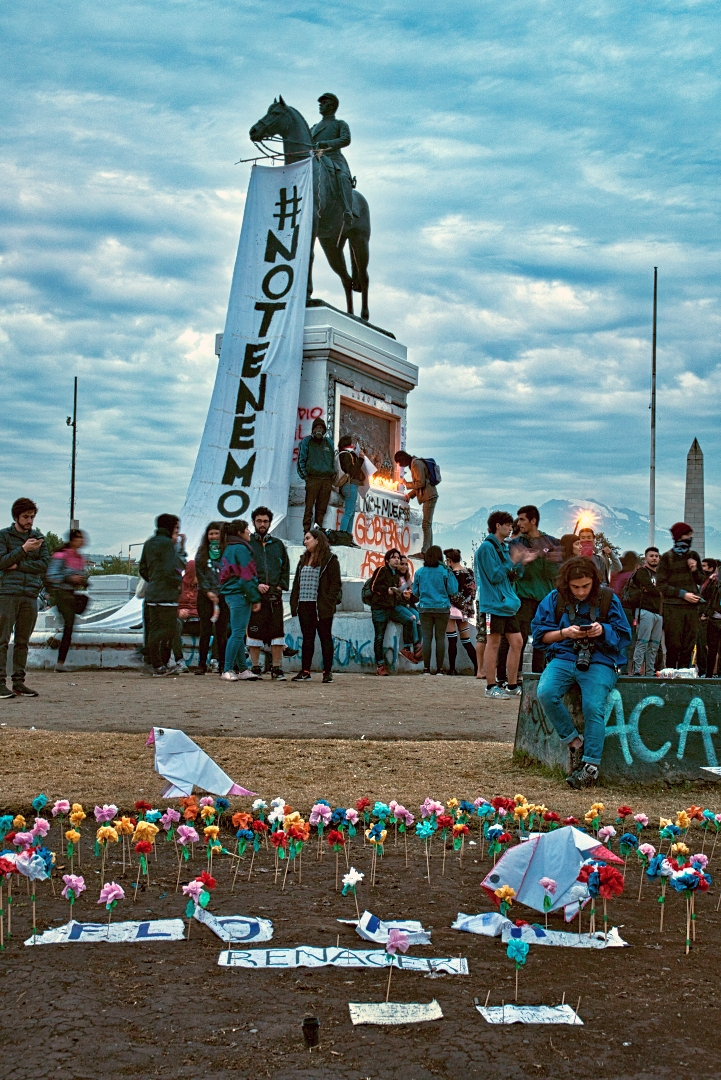
Manifestación en Plaza Baquedano el 27 de octubre.

El fin del toque de queda y el estado de emergencia llevó al retiro de las Fuerzas Armadas de las calles, aunque continuaron las manifestaciones, cada vez más concentradas en puntos específicos de las principales ciudades del país. La Plaza Baquedano, que había alojado la «Marcha más grande» en Santiago, se convirtió en el principal hito de manifestaciones, llegando a ser renombrada como «Plaza de la Dignidad» por los manifestantes. Las protestas en este sector y su entorno en el eje Alameda-Providencia se repitieron diariamente, especialmente en la tarde al finalizar la jornada laboral y los días viernes, donde se juntaron las principales aglomeraciones de personas.
La mayoría de las manifestaciones pacíficas, sin embargo, fueron permanentemente disueltas por efectivos de carabineros con el uso de carros lanza-aguas, rifles antidisturbios y gases lacrimógenos, lo que derivó en serios hechos de violencia por ambas partes. El 28 de octubre se registró el incendio de varios edificios en la esquina de las avenidas Santa Rosa y Alameda, saqueos de locales comerciales y la quema de los accesos de las estaciones Santa Lucía y Baquedano del Metro. El gobierno acusó que los hechos eran producto de una supuesta «Marcha de los guerrilleros», convocada por redes sociales con fines violentos; sin embargo, muchos manifestantes cuestionaron que la difusión de los afiches de dicha convocatoria habría sido hecho por activistas pro-gobierno o de extrema derecha.
El fin de semana festivo del 31 de octubre al 2 de noviembre logró calmar un poco la situación general del país, aunque se mantuvieron las manifestaciones, incluyendo una marcha de disfraces con motivo de Halloween. Un grupo de 60 manifestantes de la ciudad de Limache recorrió durante dos días los 98 kilómetros que separan dicha ciudad de Santiago, con el fin de entregar una carta al presidente Sebastián Piñera con un pliego de peticiones. Al llegar al Palacio de La Moneda el 1 de noviembre, sin embargo, fueron rápidamente reprimidos por Carabineros con el uso de carros lanza-aguas.

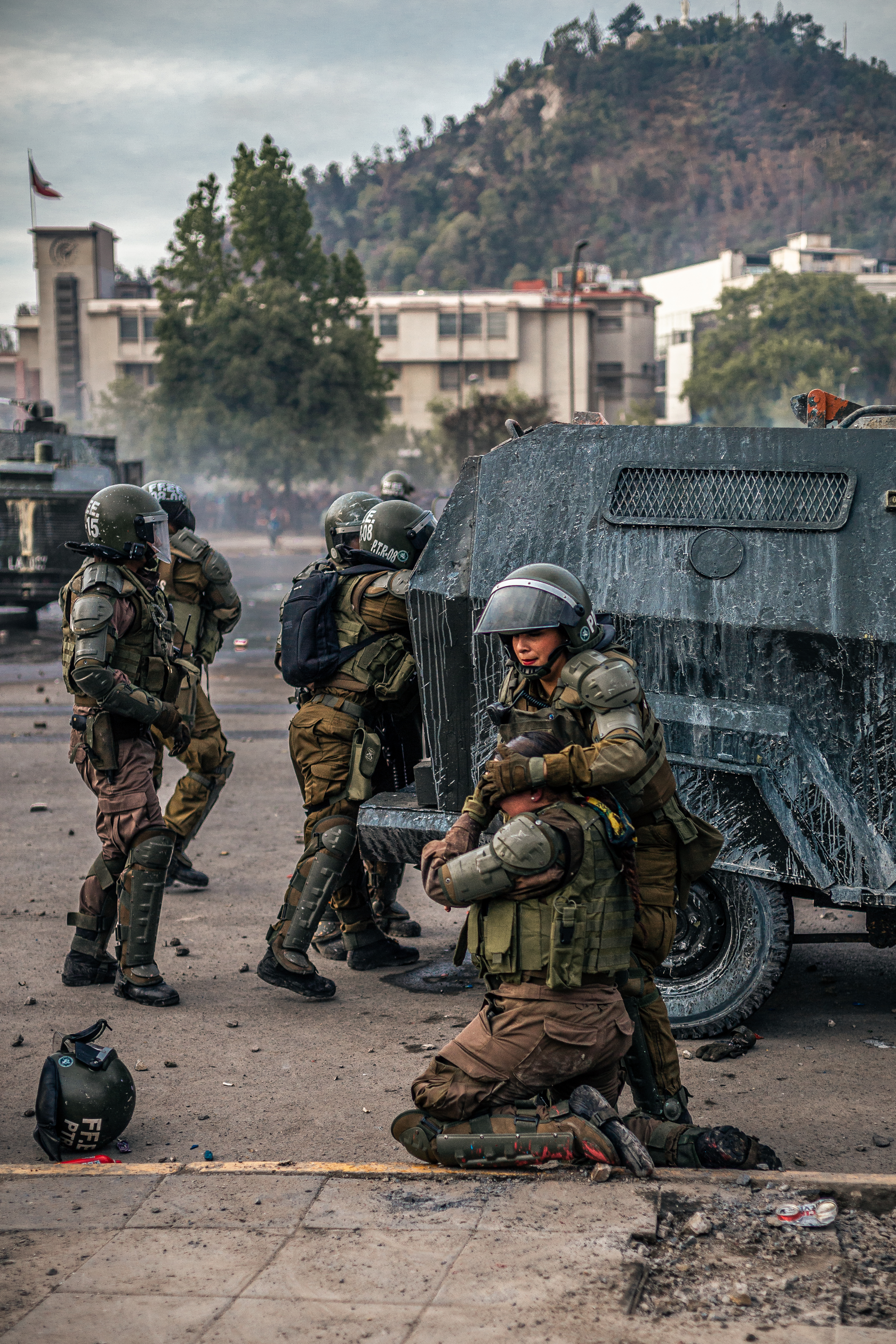
Una carabinera es asistida después de ser herida por una bomba molotov el 4 de noviembre.

El lunes 4 de noviembre se vivió una de las más violentas jornadas desde el inicio de las protestas. Desde tempranas horas se convocó a una «Súper Lunes», consistente en una paralización general de diversos sectores sociales e industriales a lo largo de Chile, que incluyeron al Colegio de Profesores, la CUT, el Sindicato de Camioneros, entre otros. Sin embargo, lo que inicialmente se planteó como manifestaciones pacíficas, se tornó en enfrentamientos violentos entre diversos manifestantes y Carabineros. Particularmente en varios sectores del centro de Santiago, se vivieron encarnecidos combates entre ambos sectores, culminando en hechos de alta gravedad: dos civiles fueron atropellados por patrullas de Carabineros y un civil fue impactado por un balín en su cráneo, en tanto que dos mujeres carabineras resultaron heridas por bombas mólotov lanzadas a sus cuerpos. Al finalizar la jornada, la Posta Central de Santiago informó que recibió 43 heridos por los disturbios solo ese día.
Pese a los intentos de normalización en instituciones educativas, las clases no pudieron retomarse en muchas instituciones. En algunos colegios, se realizaron fugas masivas de parte de estudiantes secundarios como forma de apoyo a las manifestaciones. El alcalde de Santiago, Felipe Alessandri, anunció el cierre adelantado del año escolar del Instituto Nacional y el Internado Nacional Barros Arana, dos de los liceos que iniciaron las protestas a comienzos de octubre, tras lo cual fueron ocupados por estudiantes contrarios a la medida. Otros liceos emblemáticos se sumaron a las protestas, lo que culminó con el ingreso de carabineros al Liceo 7 de Santiago, donde dispararon e hirieron con balines a algunas estudiantes secundarias; el mayor a cargo de la operación fue detenido debido al uso no proporcional de la fuerza y apremios ilegítimos. Situaciones similares ocurrieron en el Campus San Joaquín de la Pontificia Universidad Católica y otros recintos universitarios.
Las protestas fueron en alza y el miércoles 6 se vivió una intensa jornada de manifestaciones en diferentes comunas del sector oriente de Santiago —el más acomodado de la ciudad—, particularmente en el epicentro financiero de la capital, ubicado en el límite de los municipios de Providencia y Las Condes. En un comienzo, las protestas se concentraron en las afueras del mall Costanera Center, el centro comercial más grande de Latinoamérica y considerado por algunos como un símbolo del neoliberalismo en el país. A pesar de que la protesta pretendía ser una aglomeración masiva afuera del recinto de forma pacífica, la policía chilena reprimió fuertemente a los manifestantes desde un comienzo, provocando que la concentración se disipara. Luego de la sostenida represión de carabineros por el resguardo del Costanera Center, los manifestantes se dispersaron en distintos puntos de Providencia, agrupándose y formando barricadas y cortes de calle a lo largo de la avenida Providencia. Durante toda la jornada, se vivieron fuertes combates entre la policía y los manifestantes, a la par que se registraron saqueos a locales comerciales y ataques a empresas y partidos políticos; los partidos de derecha Unión Demócrata Independiente y Renovación Nacional sufrieron la vandalización de sus sedes, mientras el memorial erigido en memoria de Jaime Guzmán, fundador de la UDI y figura clave en la redacción de la Constitución de 1980, fue vandalizado.

### Agenda de seguridad

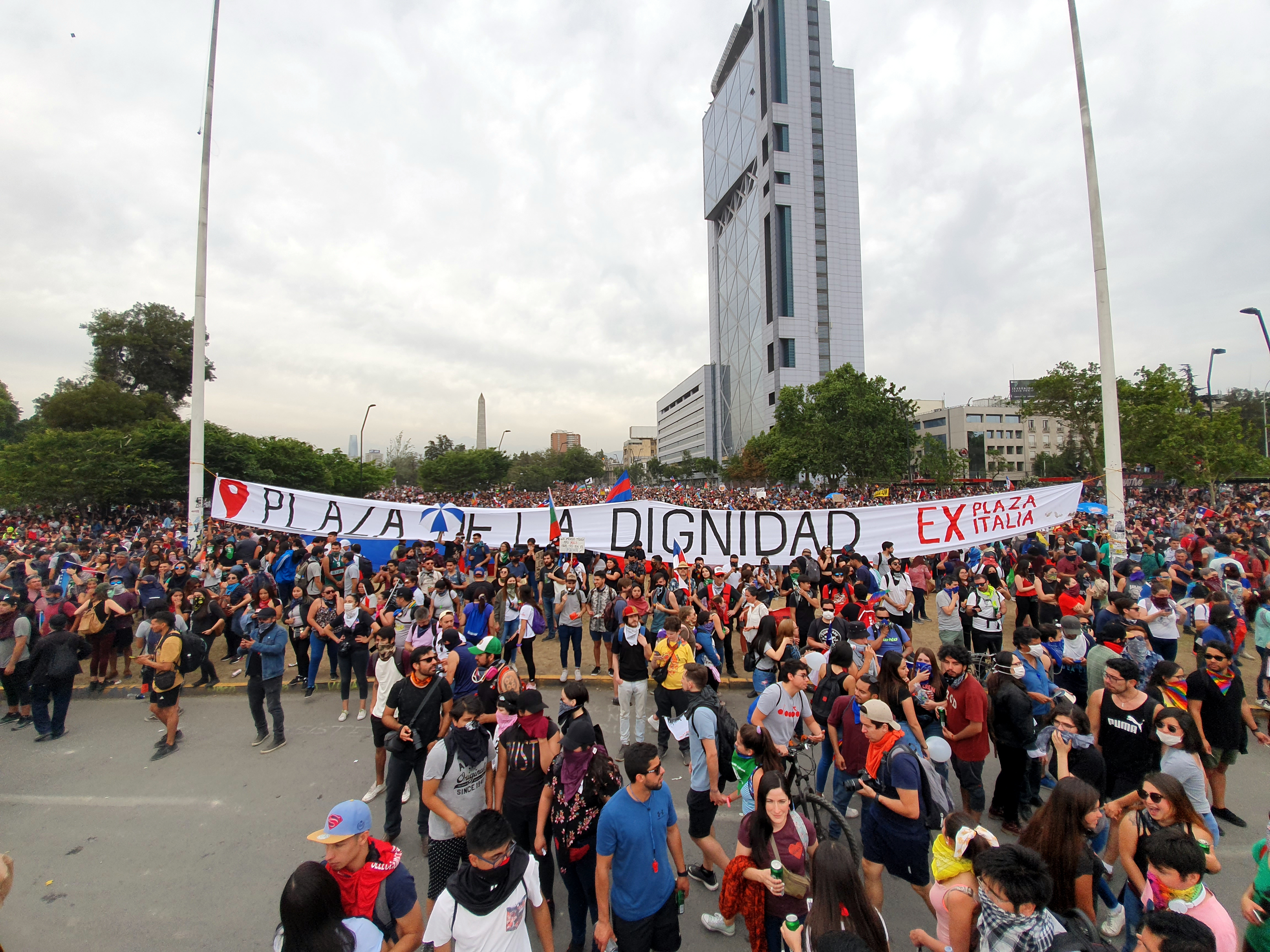
Lienzo renombrando la Plaza Baquedano como «Plaza de la Dignidad» el 8 de noviembre.

Los incidentes de los días previos reavivaron la preocupación por los ataques contra la infraestructura pública y privada. El presidente Piñera realizó una conferencia de prensa el 7 de noviembre para anunciar un conjunto de medidas sobre materias de seguridad ciudadana, incluyendo: envío de proyectos de ley al Congreso para elevar las sanciones por saqueo, uso de barricadas y ataques a las fuerzas de orden; urgencia a la discusión de la «ley antiencapuchados»; aumento de la capacidad de vigilancia aérea de Carabineros; refuerzo de los canales de denuncias civiles contra saqueadores, entre otras medidas. También se incluyeron algunos proyectos para crear una Defensoría de las víctimas de los saqueos y un plan de reconstrucción de la infraestructura dañada.
Piñera además convocó a una reunión del Consejo de Seguridad Nacional (Cosena), conformado por representantes de los tres poderes del estado, la Contraloría General y las cuatro ramas de las Fuerzas Armadas y de Orden, para tratar temas relacionados con la defensa nacional. Creado durante la dictadura militar, el Cosena fue uno de los mecanismos que retuvieron los líderes de las Fuerzas Armadas para influir durante la Transición a la democracia; luego de su reformulación en 2005, la cual redujo su poder y el rol de los uniformados en este, solo había sido convocado previamente en su carácter actual con motivo del fallo de la Corte Internacional de Justicia sobre el diferendo marítimo con Perú. La convocatoria generó duras críticas de la oposición al considerar que el gobierno estaba evaluando nuevamente sacar a militares a la calle, sin resolver las causas de las protestas. La convocatoria incluso fue cuestionada por algunos de los mismos miembros del Cosena como el presidente de la Cámara de Diputados, Iván Flores, el presidente del Senado, Jaime Quintana, y el contralor general de la República, Jorge Bermúdez, quien señaló que la convocatoria carecía de validez jurídica. El contralor Bermúdez aprovechó la reunión para hacer críticas a los sistemas de inteligencia, mientras el diputado Flores reprobó la actuación de Carabineros, ante lo cual el general director Mario Rozas afirmó que las fuerzas policiales se habían visto sobrepasadas.
Los enfrentamientos en el sector oriente de Santiago generaron la reacción de algunos residentes del sector, que se organizaron como cuadrillas de defensa identificadas con chalecos amarillos reflectantes. La alcaldesa de Providencia Evelyn Matthei afirmó que algunos ciudadanos estarían armados «porque ven que carabineros está atado de manos», mientras su par de Viña del Mar, Virginia Reginato, llamó a los habitantes a «cuidar su comuna», luego de disturbios en su ciudad. En Santiago, un residente de Las Condes disparó con un arma de fuego a una manifestante el 8 de noviembre, dejando heridas leves y siendo detenido por carabineros. Tras una convocatoria a realizar protestas en el exclusivo balneario de Reñaca, en la zona norte de Viña del Mar —la cual fue reprimida por Carabineros antes de llegar—, un grupo de «chalecos amarillos» se organizó y golpeó con un bate a una de las pocas manifestantes que llegó al lugar. Como forma de rechazo al actuar de dicho grupo y reivindicar el libre acceso a la playa, se organizó una manifestación popular en la playa de Reñaca llamada «Lxs flaites pa' Reñaca» el domingo 10 de noviembre. El acto se desarrolló sin violencia física ni de infraestructura, aunque con paros del tránsito con «el baila pasa», hasta que John Cobin —ciudadano nacido en Estados Unidos y asociado a grupos de extrema derecha, el libertarismo y supremacistas blancos— disparó con un arma de fuego desde su auto en contra de manifestantes. Luego reivindicó el hecho en un video en YouTube; tras el tiroteo, se registraron saqueos e incendios en la calle principal del balneario, afectando incluso la Parroquia Santa María de los Ángeles.
Los enfrentamientos continuaron en el centro de Santiago los días siguientes. El viernes 8 de noviembre se realizó una de las manifestaciones más grandes en el entorno de la Plaza Baquedano. En ella, mientras tomaba fotografías de la protesta, el estudiante Gustavo Gatica fue atacado por un grupo de carabineros con balines de goma en ambos ojos, lo que llevó a la pérdida total de la vista. Su caso se convirtió en emblemático entre los manifestantes, quienes se reunieron en las afueras de la Clínica Santa María, donde Gatica estaba siendo tratado, para manifestar su apoyo; sin embargo, la clínica fue atacada con gases lacrimógenos por parte de Carabineros para dispersar a la multitud. Una situación similar ocurrió en el Hospital Dr. Gustavo Fricke de Valparaíso, cuando gases lacrimógenos fueron lanzados por Carabineros al interior del recinto; el hospital presentó un recurso de amparo por la utilización de elementos químicos en un espacio prohibido para ello, lo cual fue acogido por la Corte de Apelaciones de Valparaíso.

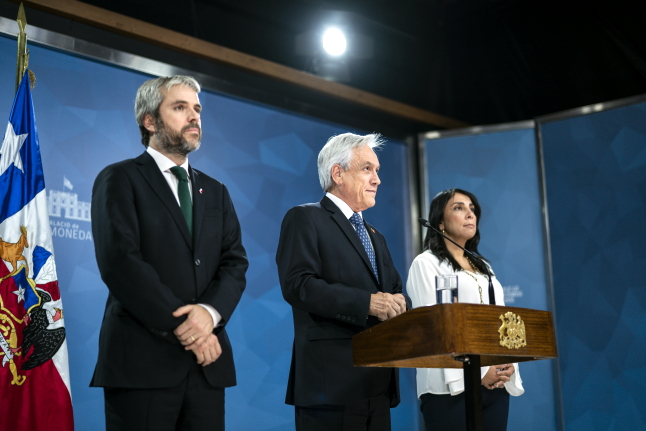
Sebastián Piñera realiza un discurso donde llama al mundo político a realizar acuerdos por la paz, por la justicia y para una nueva Constitución.

Las protestas también generaron varios destrozos en varios edificios patrimoniales. La Casa Schneider Hernández fue quemada totalmente tras las protestas del 8 de noviembre y el día 12, en uno de los días más conflictivos, se registraron incendios en la Iglesia de la Veracruz en Santiago y en la Iglesia de San Francisco de Valdivia, ambos monumentos nacionales. También, una turba atacó el cuartel n.º 2 de la Escuela de Ingeniería Militar, donde previamente funcionó el campo de detención y tortura Tejas Verdes, en la comuna de San Antonio.
La escalada de violencia llevó a que el gobierno evaluara la posibilidad de restablecer el estado de emergencia e, incluso, el estado de sitio. Los principales funcionarios del gobierno y las Fuerzas Armadas se reunieron de emergencia en el Palacio de La Moneda en la noche del 12 de noviembre para evaluar las acciones a seguir. Según diversas fuentes, los uniformados habrían rechazado la posibilidad de un nuevo estado de excepción constitucional, lo que habría limitado las acciones del gobierno; otras fuentes afirman que los ministros Blumel y Rubilar habrían insistido en no continuar con la ida para no quebrar las relaciones con la oposición ni aumentar el descontento ciudadano. Cerca de las 22 horas, Piñera se dirigió en cadena nacional de televisión, con una alta expectación ciudadana —que elevó la sintonía a más de 66,8 puntos, convirtiéndolo en el programa más visto de los últimos años en Chile—. El presidente finalmente anunció una serie de tres «acuerdos nacionales» para hacer frente a las protestas: el primero, «por la paz y contra la violencia», incluía el llamado a uniformados retirados para que se integraran a las fuerzas de orden; el segundo, «por la justicia», en que reiteraba su Nuevo Acuerdo Social, y el tercero «por una nueva Constitución, dentro del marco de nuestra institucionalidad democrática».

### Acuerdo por una Nueva Constitución
Desde la promulgación de la Constitución Política de la República por la dictadura militar en 1980, existieron voces que pidieron su reemplazo por una nueva Constitución confeccionada democráticamente. Pese a que varias reformas cambiaron algunos aspectos de dicha carta magna –especialmente en 2005 a iniciativa del gobierno de Ricardo Lagos–, la idea de un nuevo texto constitucional se mantuvo y alcanzó tracción durante las elecciones de 2013 a través de la campaña Marca AC. El segundo gobierno de Michelle Bachelet (2014-2018) lanzó un proceso constituyente ciudadano el cual desembocó en una propuesta de Nueva Constitución que fue presentada al Congreso Nacional en los últimos días de su mandato. Al asumir Sebastián Piñera el nuevo gobierno, afirmó que no continuaría con dicho proyecto y que se abocaría a «modificar y perfeccionar» la Constitución vigente.

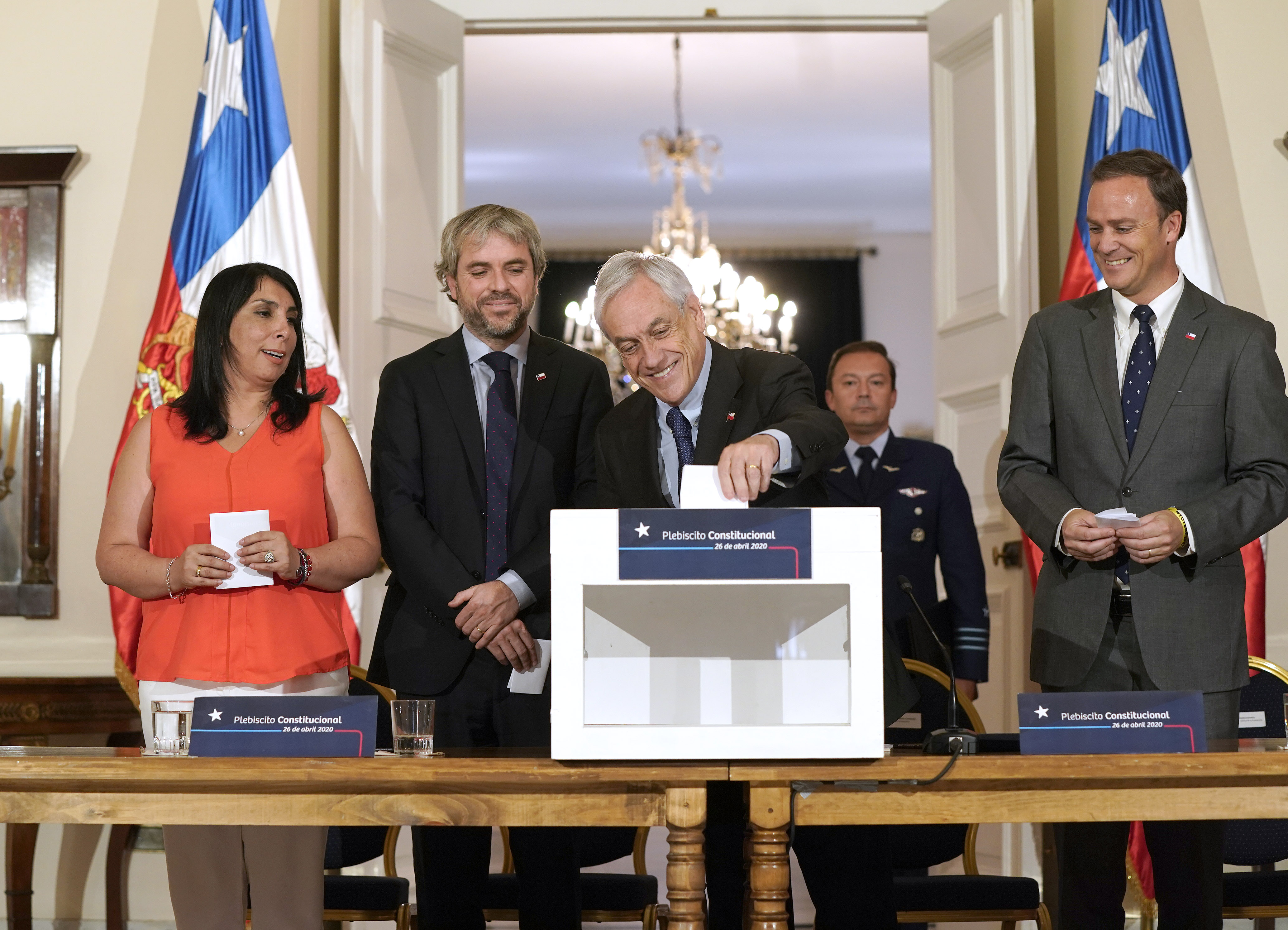
El presidente Piñera convocando al Plebiscito Constitucional de 2020.

El tema de la redacción de una nueva Constitución (y en particular, una escrita por una asamblea constituyente) apareció en 2019 en varias de las protestas ocurridas a lo largo del país y en muchos de los cabildos ciudadanos organizados. Varios líderes sociales, analistas y políticos, incluyendo al presidente del Senado y al vocero de la Corte Suprema, mencionaron la necesidad de crear una nueva Constitución que permitiera canalizar las demandas sociales. Ante la presión, incluso de miembros del oficialismo, Piñera se abrió a la posibilidad de realizar reformas estructurales al texto constitucional, aunque sin entrar en detalles de la magnitud de dichos cambios ni del mecanismo para realizarlo.
El 7 de noviembre, la Asociación Chilena de Municipalidades (AChM), integrada por 330 de las 345 municipalidades del país (incluyendo miembros de todo el espectro político), aprobó mandar a su directorio para convocar a una consulta ciudadana el día 7 de diciembre, donde se preguntaría a la ciudadanía si está de acuerdo en la elaboración de una nueva Constitución, además de otras preguntas de carácter local. El anuncio de la consulta ciudadana obligó al gobierno a tomar definiciones al respecto; el 10 de noviembre, el ministro del Interior Gonzalo Blumel comunicó que el gobierno iniciaría un proceso para la redacción de una nueva Constitución a través del Congreso Nacional vigente (bajo la denominación de «Congreso Constituyente») con plebiscito ratificatorio.
El anuncio del gobierno, sin embargo, no convenció a la oposición y quedó rápidamente obsoleto. Dos días más tarde, los catorce partidos opositores al gobierno (RD, PCCh, PS, PDC, PPD, PEV, PR, PI, PRO, FRVS, Comunes, PL, CS y PH) emitieron una declaración conjunta en donde se manifestaron a favor de una asamblea constituyente, dedicada exclusivamente para la redacción de la nueva carta magna y que sea electa en su totalidad. Durante el 13 y 14 de noviembre, los partidos de Chile Vamos y parte de la oposición comenzaron una serie de negociaciones en el Congreso para idear una solución para un nuevo proceso constituyente y su forma de participación ciudadana. Dos opciones para la redacción del nuevo texto fueron planteadas: una asamblea constituyente completamente electa bajo el nombre de «Convención Constitucional», y una «Convención Constitucional Mixta» formada en partes iguales por parlamentarios en ejercicio y miembros electos directamente. Los principales conflictos en la negociación se originaron en la definición del cuórum para aprobar los artículos de la Nueva Constitución (la que quedó definida en 2/3 de los miembros de la Convención) y qué pasaría si una normativa no era aprobada. Finalmente, el llamado «Acuerdo por la paz social y la Nueva Constitución» fue anunciado en el palacio del ex Congreso Nacional en Santiago en la madrugada del 15 de noviembre por diversos líderes parlamentarios del oficialismo y la oposición.

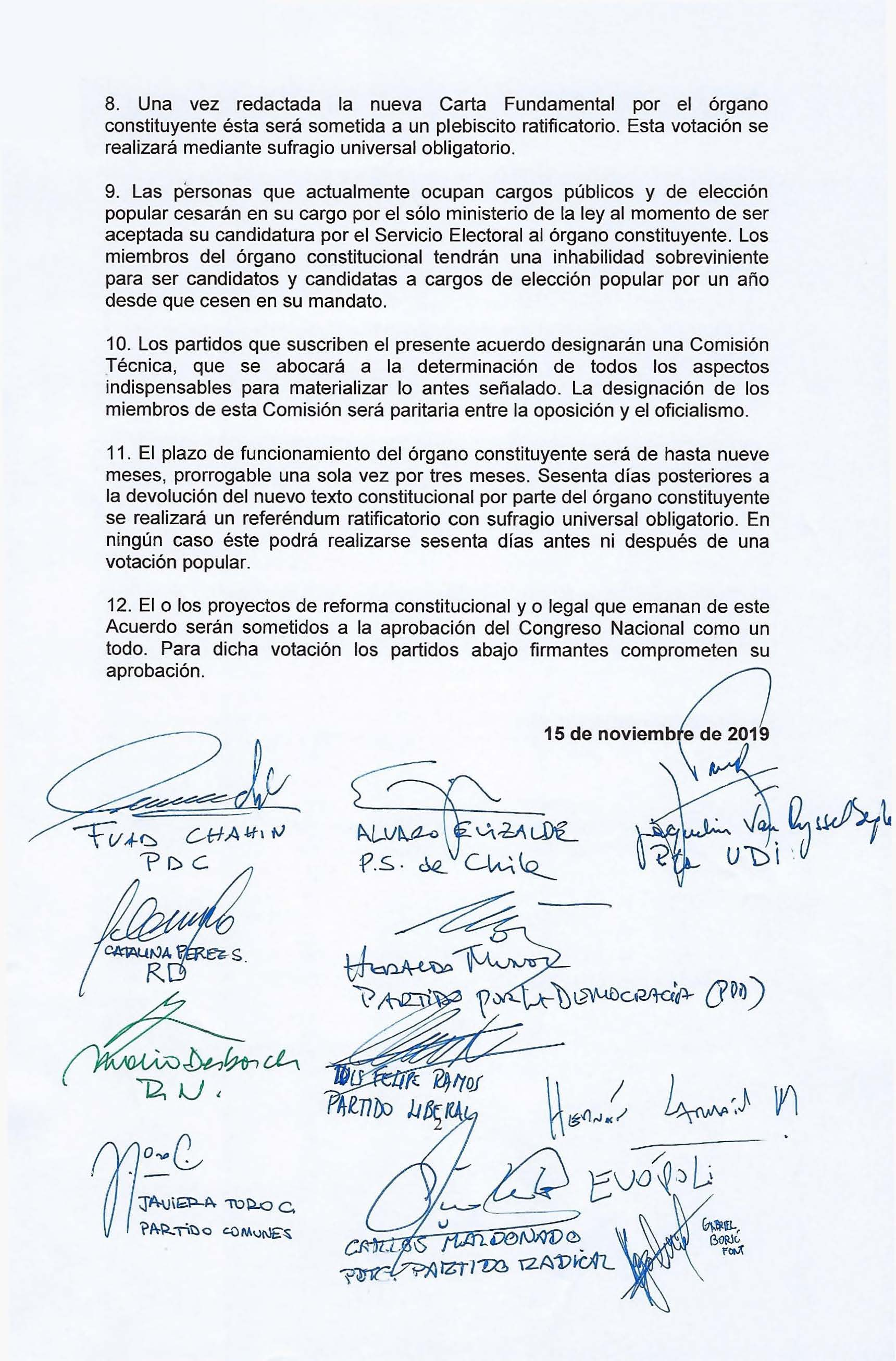
Firmas de los presidentes de los partidos políticos en el acuerdo del mecanismo de sustitución de la Constitución de 1980.

Por diversas razones, el Partido Comunista y algunos componentes del Frente Amplio no participaron en las negociaciones y decidieron restarse del acuerdo, criticando varios aspectos de este, como el cuórum acordado y la ausencia de una opción «Asamblea constituyente». Las diferencias incluso llevaron a un quiebre en el Frente Amplio, que implicó la salida de los partidos Ecologista Verde, Humanista e Igualdad del conglomerado y la renuncia de miembros importantes del partido Convergencia Social por el rol en las negociaciones del diputado Gabriel Boric, uno de los actores claves en lograr el acuerdo y que firmó este de forma personal.
En las semanas siguientes, se constituyó una comisión técnica destinada a delinear los detalles del acuerdo y del proceso plebiscitario posterior. La comisión, compuesta por igual número de miembros seleccionados por la oposición y el oficialismo, presentó su propuesta de reforma constitucional el 6 de diciembre de 2019, la que fue luego enviada para debate urgente en el Congreso Nacional. La reforma constitucional que permitió la convocatoria a un plebiscito nacional para el 26 de abril de 2020 fue aprobada en general por 127-8 votos en la Cámara de Diputados y 38-3 en el Senado, siendo promulgada el 24 de diciembre de 2019. La propuesta de reforma constitucional, sin embargo, no contó con tres aspectos considerados claves por la oposición y parte del oficialismo: asegurar una composición paritaria en género de la Convención Constitucional, escaños reservados para pueblos indígenas chilenos y facilidades para la participación de candidatos independientes. Aunque las propuestas fueron incorporadas por las respectivas comisiones de Constitución en la Cámara de Diputados y el Senado, estas fueron rechazadas por la Unión Demócrata Independiente (UDI), generando un conflicto con sus socios de Chile Vamos que sí las apoyaron. Aunque no fueron incorporadas en la reforma constitucional al no contar con el cuórum supramayoritario necesario, parlamentarios de Renovación Nacional introdujeron las propuestas como una reforma a la ley orgánica constitucional de votaciones, lo que requeriría menor cuórum y facilitaría su aprobación. Ante ello, la UDI decidió suspender su participación en Chile Vamos y anunció que recurriría al Tribunal Constitucional para derogar la normativa en caso de ser aprobada.

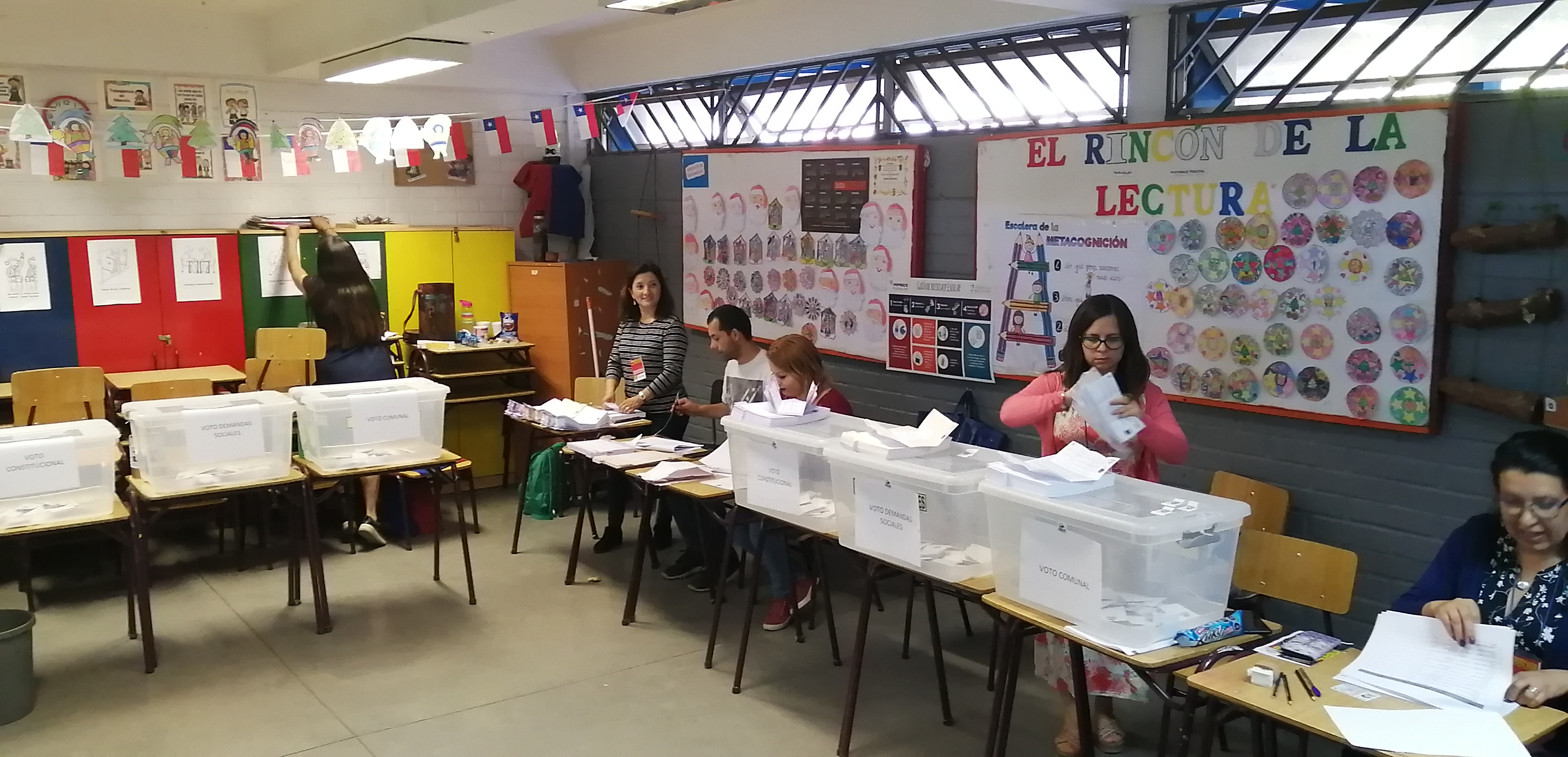
Mesa de votación en Cerrillos durante la consulta ciudadana del 15 de diciembre de 2019.

Debido al anuncio del acuerdo político y posterior consolidación del plebiscito nacional, la AChM suspendió temporalmente la consulta ciudadana. Sin embargo, esta fue relanzada algunas semanas después. La consulta fue fijada para el 15 de diciembre de 2019, aunque algunas municipalidades habilitaron sistemas de votación electrónica algunos días antes. La consulta ciudadana contó con una alta participación, pese a no ser una elección de carácter oficial: más de 2,46 millones de personas votaron en la consulta y un 92 % de ellas votaron a favor de la redacción de una Nueva Constitución, mientras un 71 % de los votantes favorecieron la opción de una Convención Constituyente conformada totalmente por miembros electos.
- Wikisource contiene obras originales de Acuerdo por la paz social y la nueva constitución.

### Enfriamiento en 2020
Al comienzo de 2020, las protestas vieron disminuidas su intensidad durante los primeros dos meses del año. Sin embargo, se siguieron realizando manifestaciones menores en el entorno de la Plaza Baquedano, en Santiago. El 6 y 7 de enero, se realizaron protestas en contra de la Prueba de Selección Universitaria, examen estandarizado para el acceso a las universidades del país, el cual estaba postergado desde noviembre. Se terminó por suspender la prueba en 64 locales de rendición y anular uno de sus cuatro exámenes por la filtración de la misma, afectando por lo menos a 202 mil personas. Las tres pruebas restantes fueron reprogramados en dos ocasiones más. 
Las protestas también se avivaron por la muerte de Jorge Mora, hincha de Colo-Colo el 28 de enero de 2020, quien falleció luego de ser atropellado por un camión de Carabineros a las afueras del Estadio Monumental, luego del partido de Colo-Colo contra Palestino, válido por el campeonato nacional. Se registraron incidentes en Santiago, San Antonio y Valparaíso, terminando con una persona fallecida. Se hizo referencia a las violaciones a los derechos humanos ocurridos durante 2019. Incidentes también se vieron en otros encuentros deportivos, como el disputado entre Coquimbo Unido y Audax Italiano, en el Estadio Francisco Sánchez Rumoroso; la Universidad de Chile y Curicó Unido en el Estadio Nacional y entre Universidad Católica y O'Higgins en el Estadio San Carlos de Apoquindo.
En febrero, y en el contexto del LXI Festival Internacional de la Canción de Viña del Mar, ocurrieron diversos llamados a boicotear la realización del festival. El 23 de febrero, hubo diversos saqueos, interrupción de calles y desórdenes. El Hotel O'Higgins, históricamente vinculado al festival, sufrió daños al interior y a sus alrededores que obligaron a posponer el inicio de las competencias folclóricas e internacionales y la obertura al segundo y tercer día respectivamente y a su gerencia a decretar su cierre indefinido. El resto del festival pudo llevarse a cabo en su totalidad. Los incidentes fueron bajando su intensidad a medida que los días de festival avanzaban.
Desde mediados de marzo, y con la llegada de la pandemia de COVID-19 al país y los posteriores decretos de estado de excepción, toque de queda y cuarentenas en el país, las protestas bajaron su intensidad, lo que permitió en parte retomar la tranquilidad en ciertos sectores de la ciudad. La Intendencia de Santiago reinstaló mobiliario, iluminación y semáforos en el sector de Plaza Baquedano. Sin embargo, se registraron nuevas protestas relativas al manejo de la pandemia por parte del gobierno.
A pesar de las restricciones sanitarias impuestas por el gobierno, al cumplirse un año desde el inicio del estallido social, el domingo 18 de octubre de 2020, transcurrieron una serie de manifestaciones en las que se congregaron unas 25 000 personas en varias ciudades del país. Aunque la mayoría fueron pacíficas, en el marco de la campaña del plebiscito del 25 de octubre, hubo enfrentamientos aislados con carabineros, siendo detenidas 580 personas, y se registraron dos incendios en la Iglesia de San Francisco de Borja y la Parroquia de la Asunción.

## Víctimas, detenidos y derechos humanos

### Fallecidos

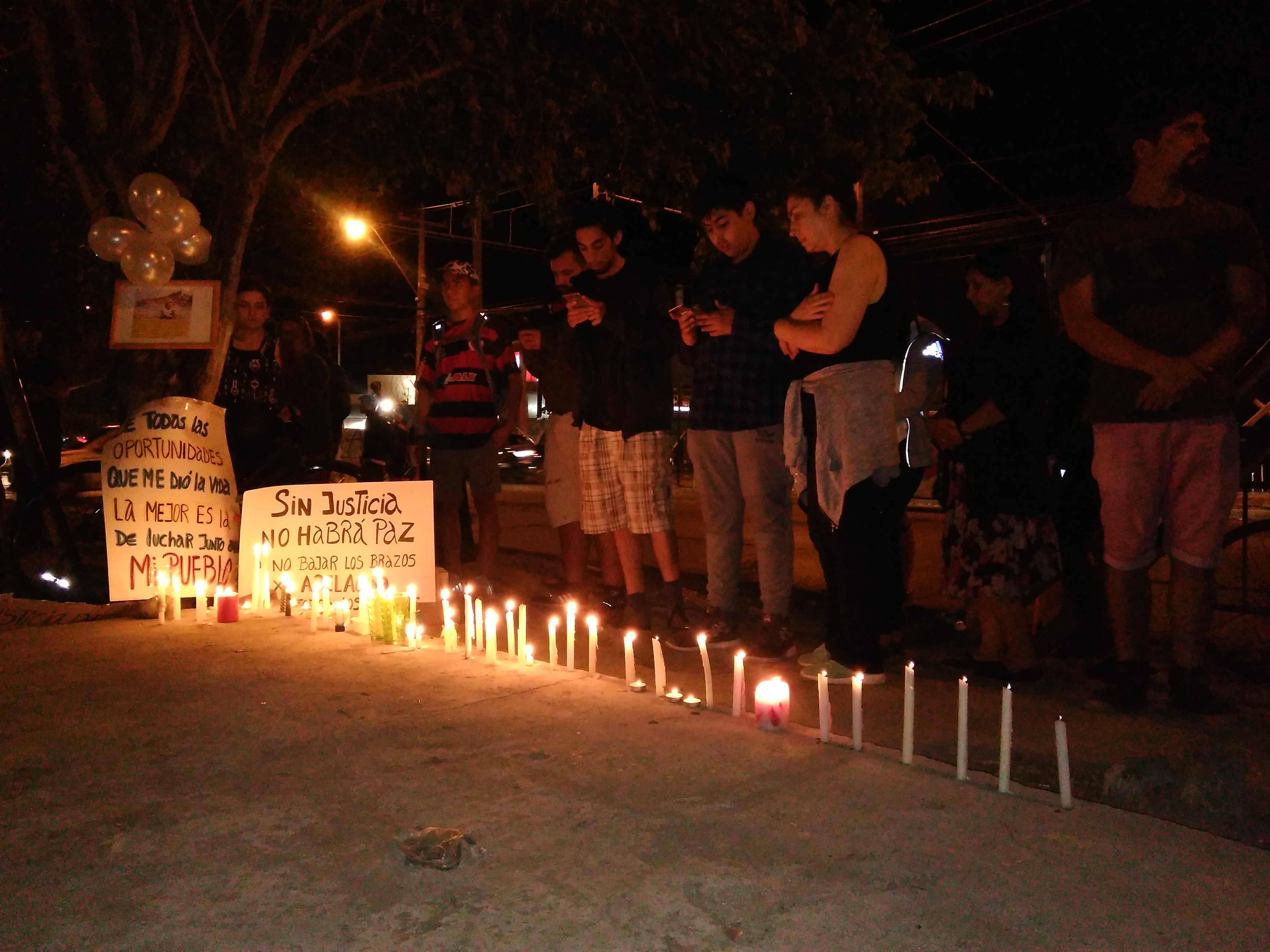
Velatón en Maipú por la muerte de Abel Acuña, ocurrida el 15 de noviembre de 2019 en Plaza Baquedano.

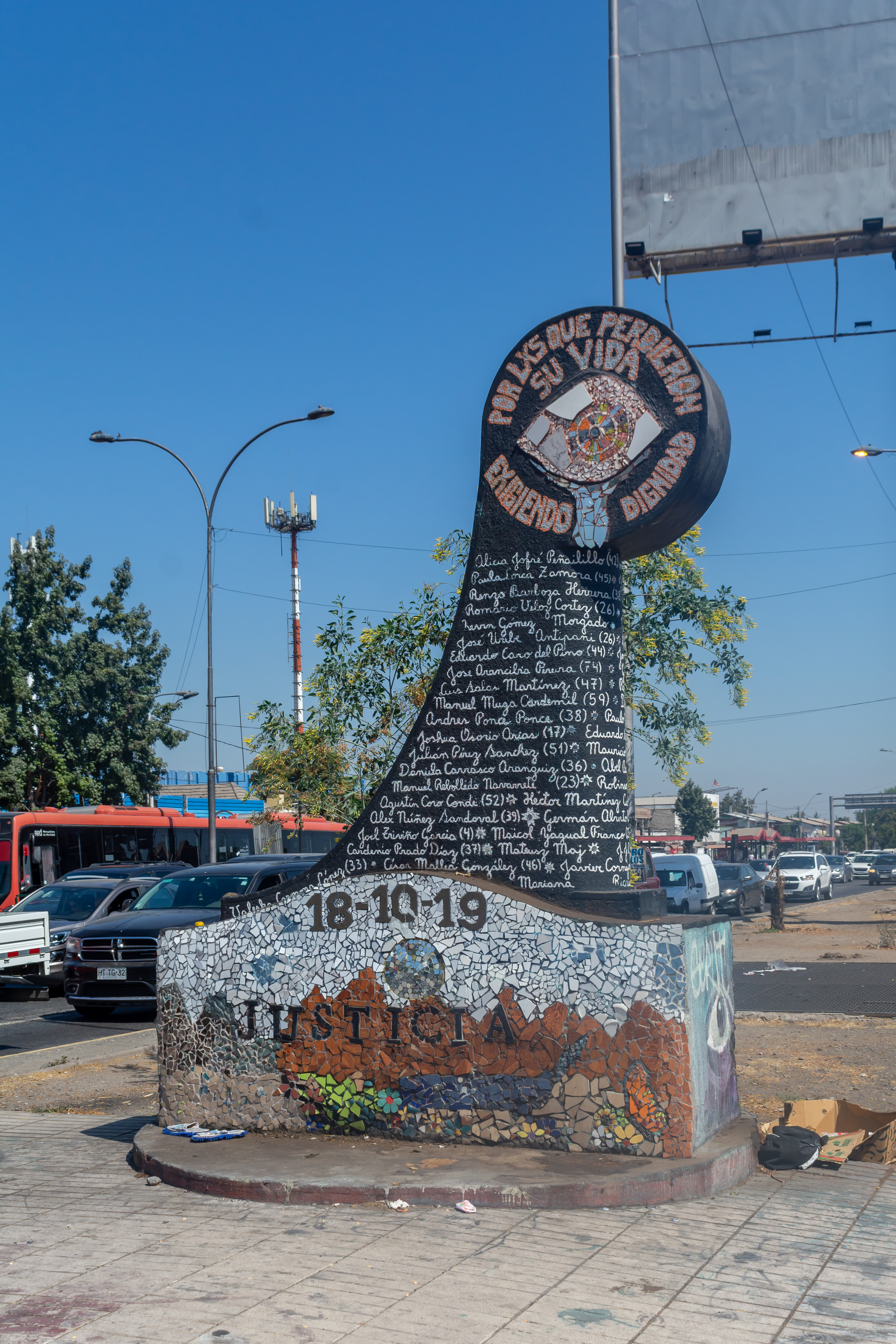
Monumento en Lo Prado por las muertes ocasionadas por el Estallido Social.

Dentro de las manifestaciones ocurridas se cuenta más de una treintena de muertes. Estas ocurrieron en diferentes contextos y circunstancias.
Durante los primeros días, el gobierno indicó que los fallecidos en la Región Metropolitana eran por actos vandálicos.
El presidente Piñera, en tanto, señaló que los incidentes y disturbios «han significado una pérdida de vidas inocentes, algunas, pero todas son lamentables», siendo cuestionado por sus dichos.
Existen otros casos reportados de fallecidos que están en investigación y que no necesariamente están relacionados con las manifestaciones.

### Heridos

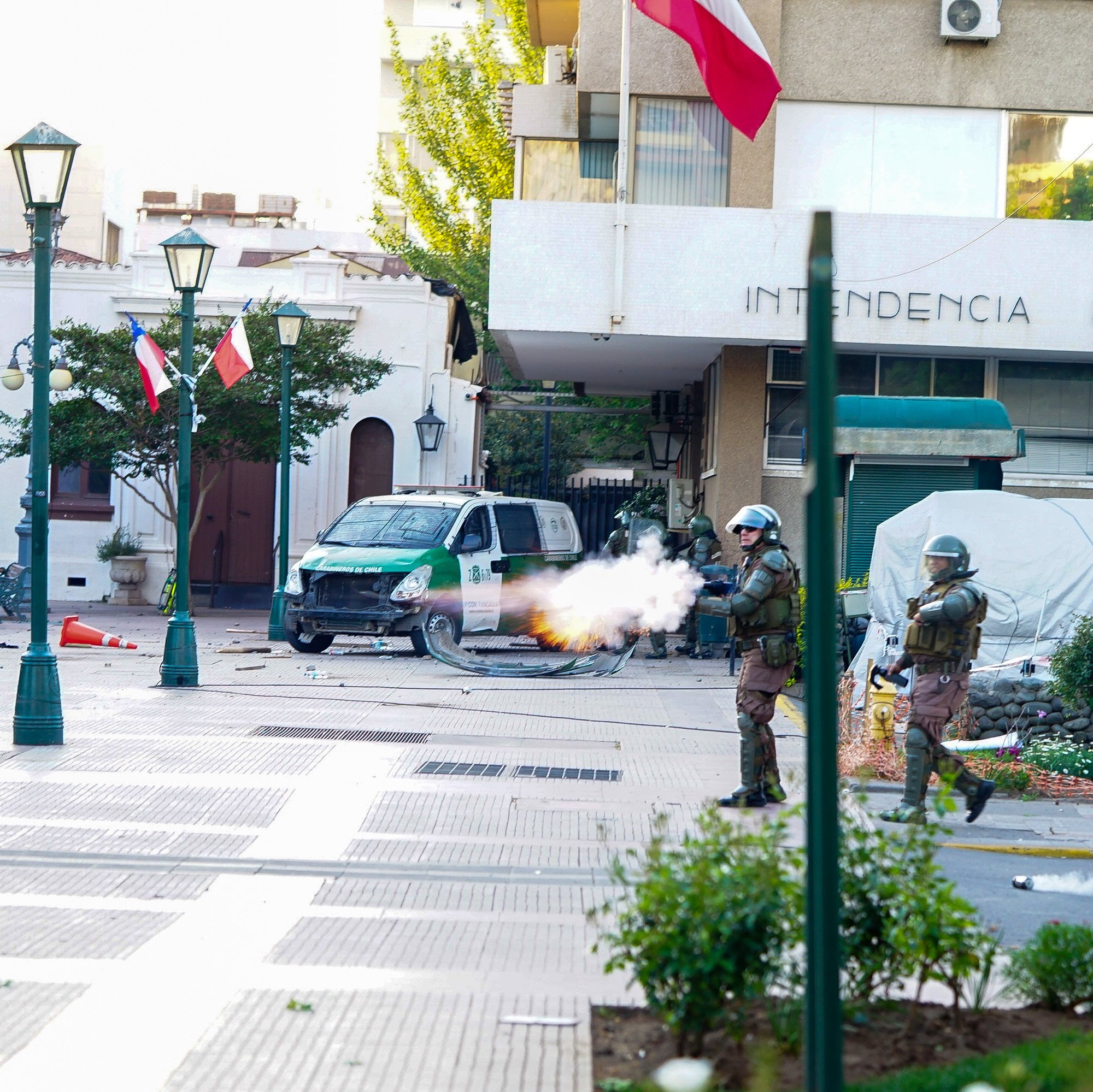
Fuerzas Especiales de Carabineros disparando a manifestantes en la Plaza de los Héroes de Rancagua, el 20 de octubre.

Según el recuento del Instituto Nacional de Derechos Humanos, el número de civiles heridos en hospitales durante las protestas alcanzó las 3583 personas al 30 de diciembre, aunque el total de civiles heridos sería mucho más alto. Cruz Roja Chilena ya había elevado la situación a más de 2500 personas heridas al 3 de noviembre (aproximadamente el doble de lo informado por el INDH a la misma fecha), al incluir varias personas atendidas que no han ido a centros hospitalarios por temor a ser detenidos allí.
359 heridos presentaron diversos grados de trauma ocular, varios de los cuales perdieron la vista producto de los hechos. Según el Colegio Médico de Chile, sólo en el Hospital del Salvador se registraron más de 150 pacientes con trauma ocular severo, de los cuales 85 % fueron hombres, 15 % mujeres y un promedio de edad de 29,6 años, aunque el rango de edad varía entre los 12 y los 69 años. Estos hechos motivaron al Colegio Médico y a la Sociedad Chilena de Oftalmología a exigir que las Carabineros y las Fuerzas Armadas que dejaran el uso de balines y otros tipos de proyectiles como medidas de disuasión ante las protestas. Un estudio realizado por la Facultad de Ciencias Físicas y Matemáticas de la Universidad de Chile, a solicitud de la Unidad de Trauma Ocular del Hospital El Salvador, determinó que los perdigones de goma utilizados por Carabineros —durante las protestas— estaban compuestos en un veinte por ciento de caucho y en un ochenta por ciento de otros componentes, como sílice, sulfato de bario y plomo.

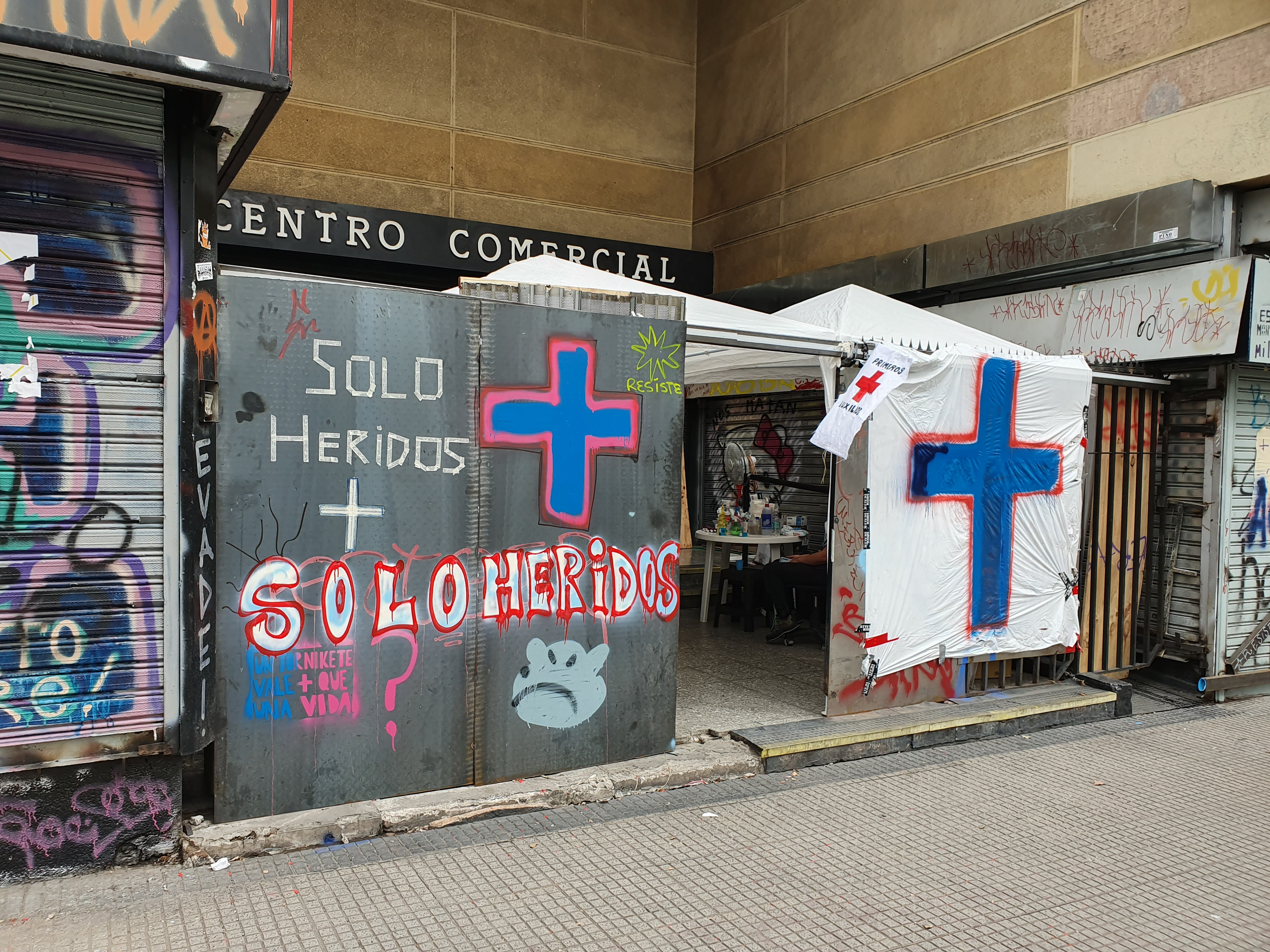
Puestos improvisados de primeros auxilios han sido instalados en el entorno de Plaza Baquedano.

Dentro de los casos más destacados están el de Víctor Marileo, quien recibió un balazo en el rostro por parte de militares mientras estaba en su hogar en Puente Alto; Mario Acuña, quien quedó en estado de coma y con riesgo vital por una golpiza propinada por tres carabineros en Buin; Gustavo Gatica, estudiante que recibió balines en ambos ojos por parte de Carabineros durante una protesta en Plaza Baquedano, perdiendo totalmente su vista, situación similar a la de Fabiola Campillai, quien perdió la vista por el lanzamiento de una bomba lacrimógena mientras se dirigía a su trabajo en Nos.
Por otra parte, el número de miembros uniformados heridos ascendería a cerca de mil. Carabineros de Chile ha informado que 947 efectivos tendrían heridas. Ante las consultas del medio Ciper, 87 oficiales tendrían heridas graves (principalmente fracturas y luxofracturas) y 74 oficiales tendrían heridas menos graves; el detalle de las lesiones de 786 uniformados no ha sido revelada ni se ha indicado el número de personas hospitalizadas. Pese a las cifras indicadas oficialmente, el presidente Sebastián Piñera aseguró el 30 de octubre de 2019 que «2 de cada 3 heridos pertenecen a Carabineros», junto con felicitar el accionar de los uniformados.
Según el Ministerio de Salud, un total de 10 792 atenciones de urgencias se realizaron durante el primer mes de movilizaciones, incluyendo tanto casos de civiles y uniformados heridos como otro tipo de atenciones, incluyendo salud mental.
El 1 de octubre de 2020, el Ministerio del Interior y Seguridad Pública informó ante comisión sobre la protección de los derechos humanos del Senado que 4817 carabineros resultaron lesionados entre octubre de 2019 y marzo de 2020, 544 cuarteles fueron atacados y hubo 1198 vehículos policiales dañados o destruidos. De los funcionarios heridos, 82 fueron por quemaduras, 126 por armas de fuego y 33 por traumas oculares. Camilo Parragué sufrió una fractura abierta del húmero luego de que encapuchadas le aventaron piedras y lo arrojaron al suelo donde fue atropellado por un bus. María José Hernández y Abigail Abusto recibieron bombas molotov en la cara.

### Detenidos
El diputado Tomás Hirsch ha señalado que Chile «está violando los tratados internacionales de derechos humanos al tener detenciones preventivas excesivamente largas». Por otra parte, la diputada Maite Orsini lo ha ejemplificado con dos jóvenes que pasaron 431 y 457 días en prisión preventiva solo para ser condenados por delitos menores, los cuales no derivaron en penas de prisión. En otro caso, un hombre pasó 14 meses en prisión preventiva, supuestamente por portar piedras y bombas molotov, siendo finalmente absuelto por la justicia. Matías Fuentes, un exestudiante de ingeniería, estuvo 13 meses en prisión preventiva hasta que fue absuelto de los cargos. Naciones Unidas ha criticado a Chile por un uso excesivo de la prisión preventiva y las discrepancias que existen en cuanto al número de personas privadas de libertad asociadas a las protestas del estallido social.
En diciembre de 2020 la diputada Claudia Mix cifraba a los presos en más de 2500 procesos inconclusos y más de 600 en la cárcel. A principios de junio de 2021, la Corte Suprema de Chile declaró que abriría una investigación sobre las condiciones de los detenidos a raíz de una petición del senador Pedro Araya. Araya ha advertido contra un indulto general ya que también beneficiaría a quienes usaron una "causa justa" para llevar a cabo saqueos e incendios.

### Derechos humanos

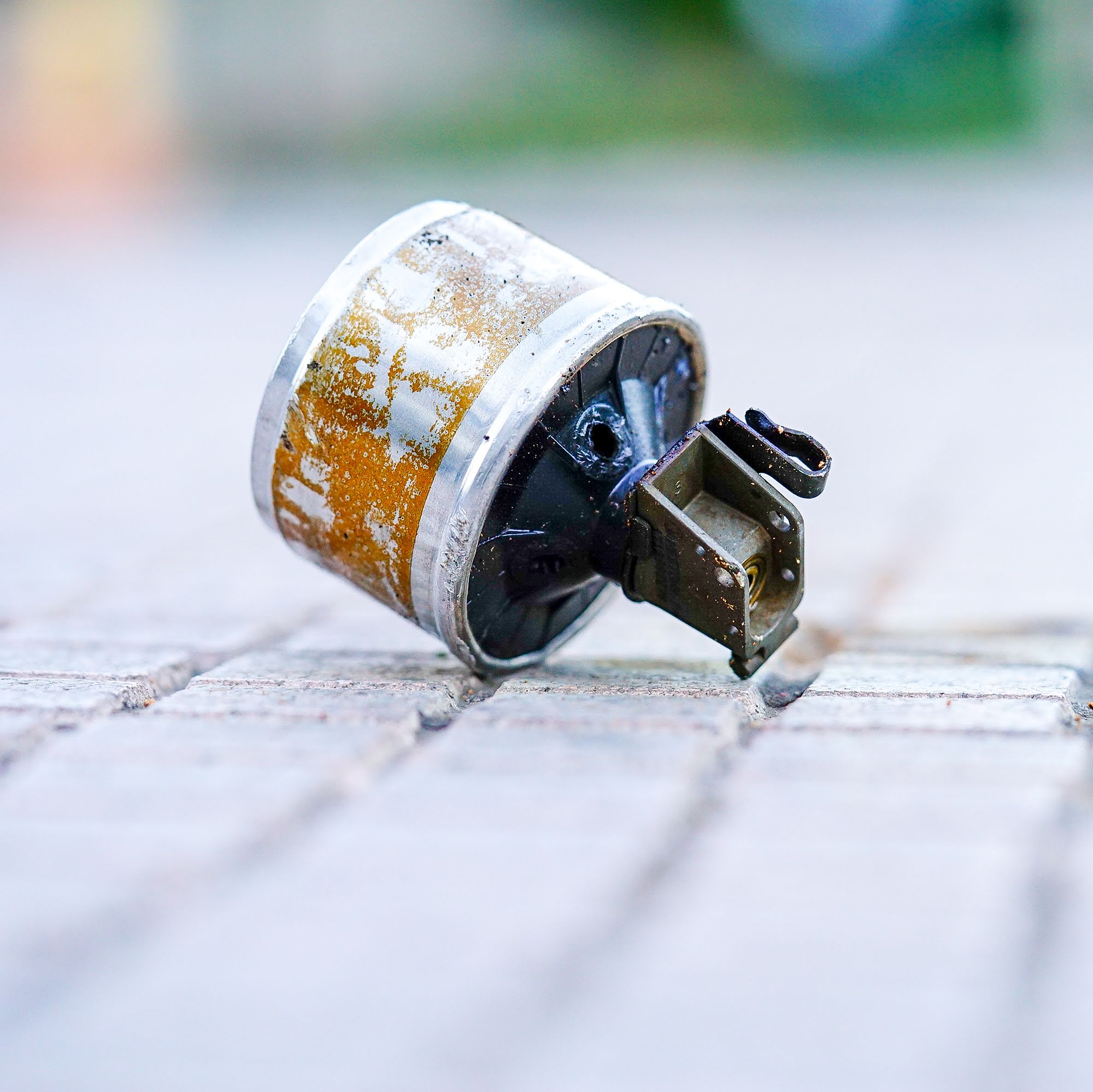
Restos de bombas de gas lacrimógeno lanzado por carabineros contra las protestas.

Tras el Estado de emergencia y toque de queda declarado en la mayor parte de la población chilena surgieron diversas denuncias de abusos y excesos ejercidos por las Fuerzas Armadas y Carabineros de Chile. El Instituto Nacional de Derechos Humanos (INDH) y las unidades de Derechos Humanos de la Policía de Investigaciones y del Ministerio Público canalizaron dichas denuncias.
En agosto de 2024, la justicia condenó a dos carabineros por delitos de tortura (física y psicológica) realizados el 31 de enero de 2020 en contra de una persona detenida durante el estallido social.

### Libertad de prensa

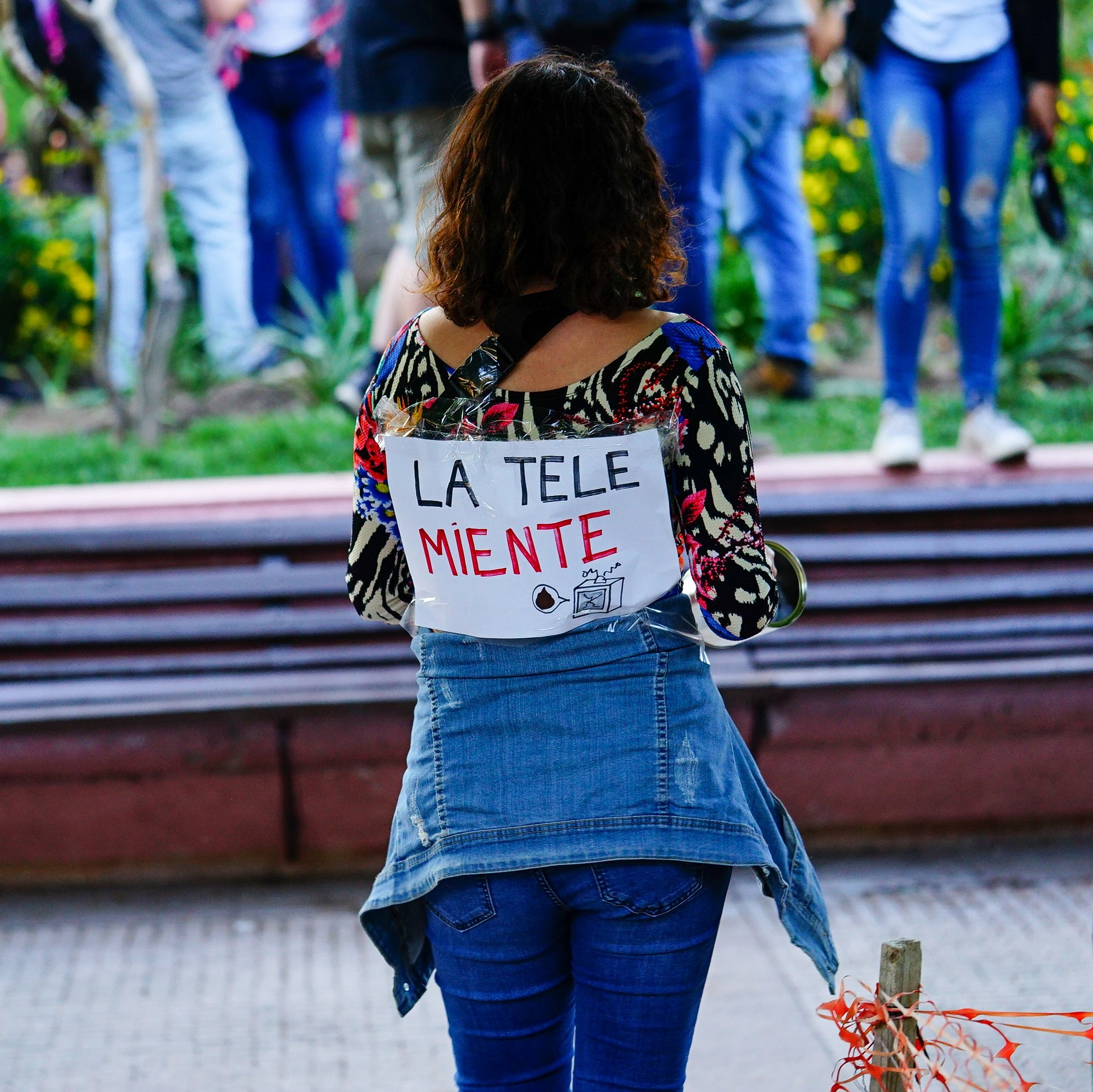
Las críticas a la cobertura de las protestas realizada por la prensa chilena se han materializado en manifestaciones frente a canales de televisión y pancartas.

Junto con las denuncias de excesos por parte de las Fuerzas Armadas y de Orden, se han indicado diversas instancias en que el ejercicio periodístico ha sido restringido.
Dentro de estos episodios, destaca el disparo de una bala de goma contra un camarógrafo en Chiguayante, el que quedó con heridas graves en su ojo. Una situación similar vivió el equipo de prensa del canal argentino Todo Noticias (TN), el cual se encontraba transmitiendo en vivo desde Santiago cuando recibieron una bala de goma, y que motivó una queja por parte de la Asociación de Entidades Periodísticas Argentinas. Un equipo de periodistas de Mi Radio de La Serena fue detenido y golpeado por carabineros, aun cuando contaban con un salvoconducto para transitar durante el toque de queda en dicha ciudad. Un reportero de Radio La M de San Fernando, fue herido por perdigones disparados por Carabineros contra manifestantes, el 20 de octubre. Un periodista y un camarógrafo de Mega, fueron violentamente atacados por un militar, cuando se encontraba en un despacho en vivo cubriendo la manifestación de Avenida Apoquindo, en la comuna de Las Condes. En tanto, un periodista brasileño del portal de noticias Carta Maior recibió disparos de bala de goma el día 28, según denunció la Federación Nacional de Periodistas de dicho país. El 1 de noviembre el periodista Rafael Cavada de Chilevisión recibió un perdigón en el brazo izquierdo mientras cubría las protestas en Plaza Baquedano, mientras el mismo día un reportero gráfico de la Municipalidad de Iquique recibió otro, disparado desde el interior del cuartel general de la VI División de Ejército (ex Granaderos) de dicha ciudad, provocándole una fractura en su mano.
El 26 de octubre, tres periodistas argentinos fueron retenidos en una oficina por Policía de Investigaciones de Chile en el Aeropuerto Internacional Arturo Merino Benítez de Santiago. Los tres profesionales denunciaron la amenaza recibida por efectivos de la PDI, con el interés de deportarlos, a través de sus cuentas de Twitter. Luego que se difundió el caso, llegaron hasta el aeropuerto de Santiago abogadas del Instituto Nacional de Derechos Humanos (INDH) y un representante del diputado humanista, Tomás Hirsch, para asegurar el ingreso al país de los periodistas, lo que fue concedido.
La Federación de Trabajadores de Televisión (FETRA TV) denunció que el gobierno de Sebastián Piñera se reunió con los principales directivos de los canales de televisión con el objetivo de coordinar las líneas editoriales de dichos medios de prensa. El presidente de FETRA TV denunció que la situación correspondía a «censura encubierta», afectando la autonomía y objetividad de los medios y la libertad de prensa. El 30 de octubre fue presentada una denuncia por colusión ante la Fiscalía Nacional Económica debido a la reunión. En tanto, un sindicato de trabajadores del Grupo Copesa denunció que algunos periodistas del medio La Tercera fueron presionados por editores para publicar, el 28 de octubre, una noticia en que se involucraba a extranjeros (cubanos o venezolanos) en los incendios del metro y que luego fue declarada como falsa por el Ministerio Público. Empresas Sutil retiró el auspicio a un programa de CNN Chile, acusando al canal de tener una «parcialidad total respecto a la acción de la fuerza pública y las Fuerzas Armadas o cualquier persona que discrepa respecto [de las protestas]», lo cual fue denunciado por el Colegio de Periodistas como un «intento de coartar la libertad de expresión y de opinión».

## Consecuencias directas de las protestas

### Daños materiales y patrimoniales

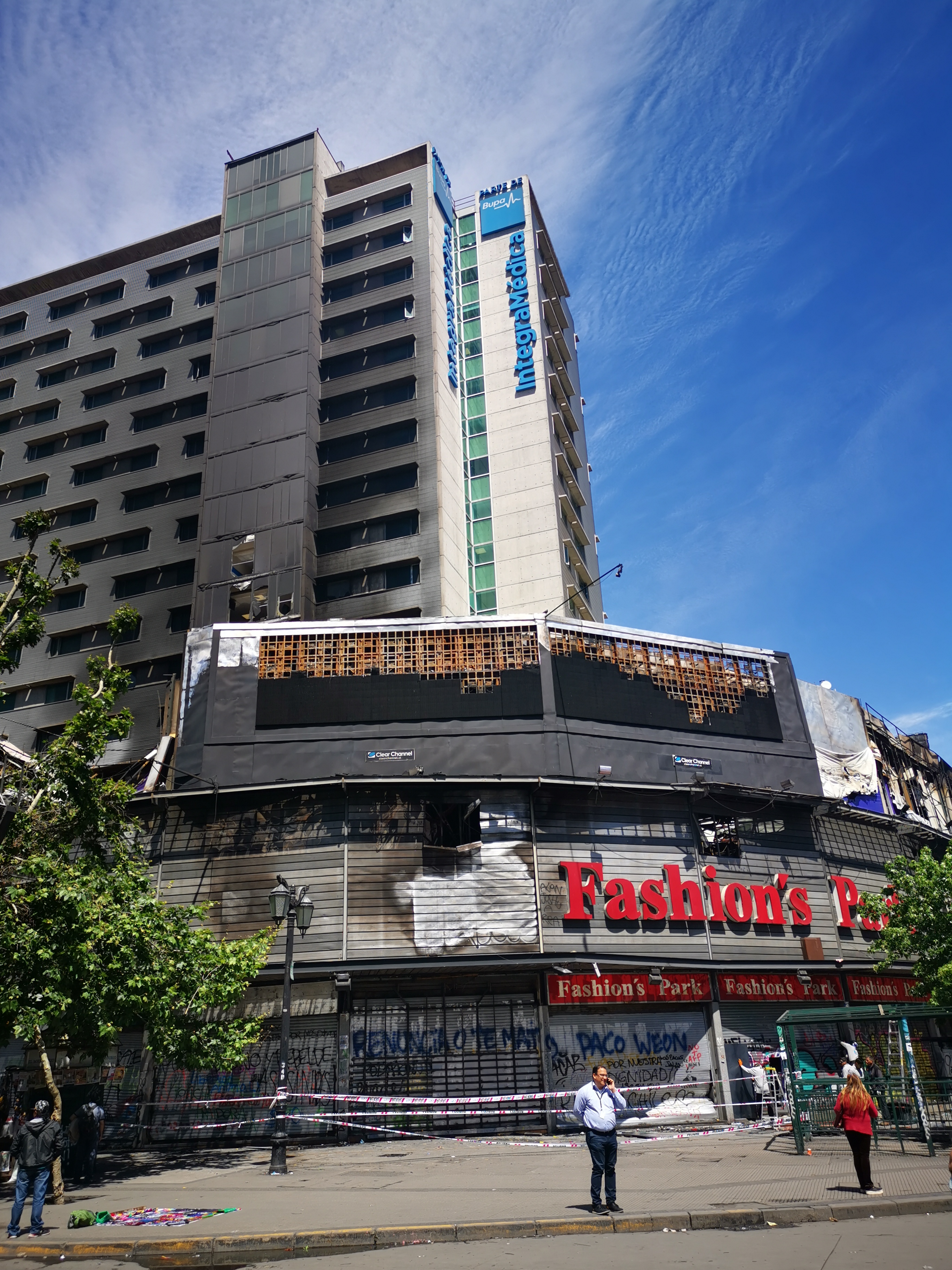
Centro comercial en Santiago afectado por un incendio el 28 de octubre.

El Ministerio de Economía, Fomento y Turismo, al 3 de noviembre de 2019, y a través del ministro de Hacienda Ignacio Briones, informó unas pérdidas estimadas en 3000 millones de dólares en daños al patrimonio público y privado, sin considerar las pérdidas de Metro.
El 28 de octubre, luego de que varias personas con el rostro cubierto derribaron una malla metálica que protegía la entrada de un centro comercial e ingresaron a saquear el edificio, se desató un incendio en el área de las tiendas de ropa, lo que provocó una inmensa humareda y propagación del fuego. Las llamas alcanzaron dos edificios altos de oficinas colindantes. Al lugar acudieron 17 compañías de bomberos de Santiago a apagar el gran incendio que se había propagado en pleno centro de Santiago, después de horas de disturbios, barricadas y violentas protestas en la esquina de las calles Santa Rosa y la Alameda, a cuatro cuadras del palacio presidencial de La Moneda.

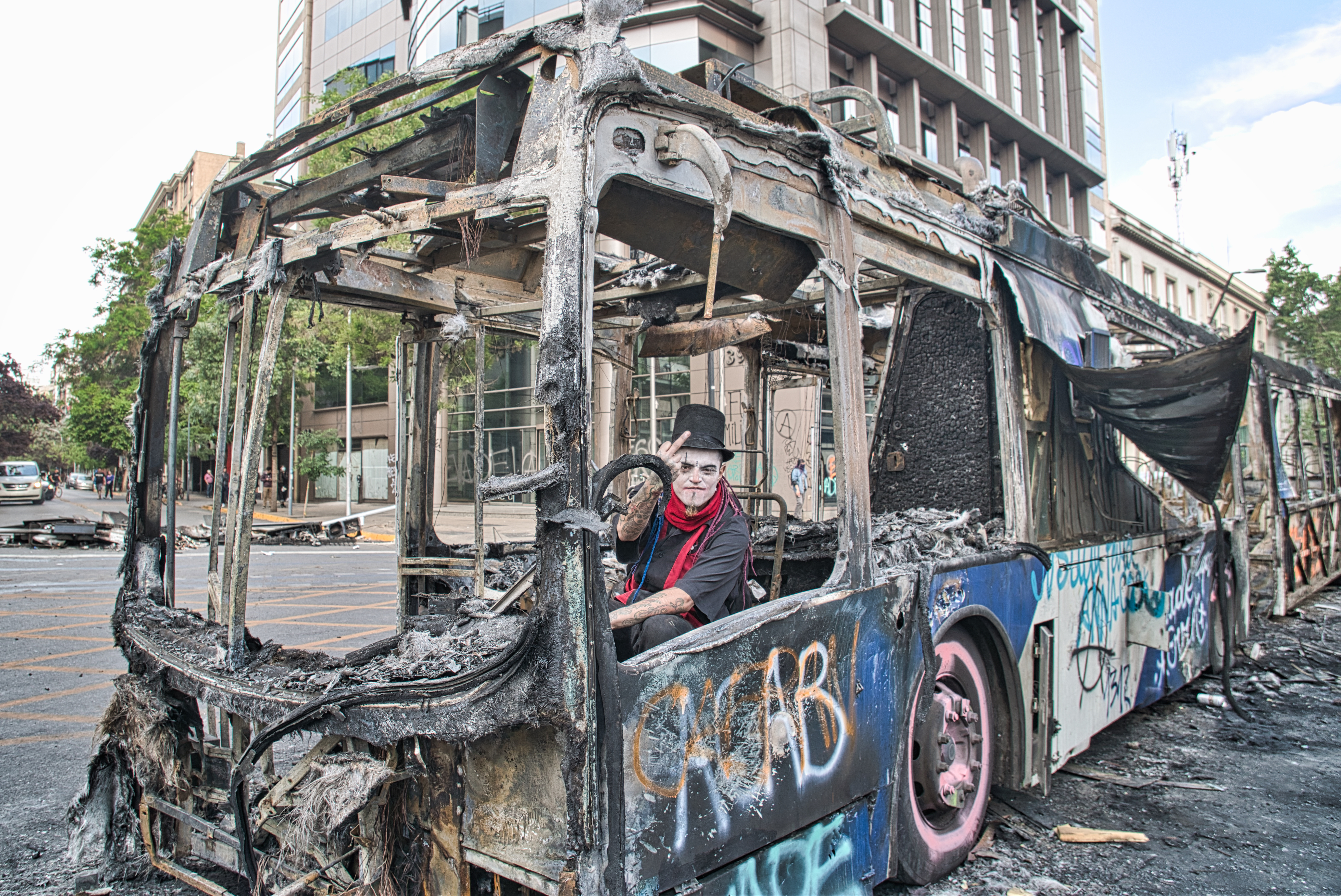
Bus de Red quemado en Santiago. Según el DTPM, 63 de estas máquinas habrían sido destruidas por los desmanes.

Además de la destrucción de ciertos edificios comerciales, se han producido otros daños de carácter patrimonial, especialmente a estatuas y otros monumentos, como también ataques a iglesias católicas y evangélicas. En Cañete, manifestantes mapuches derribaron los bustos del conquistador español Pedro de Valdivia y de García Hurtado de Mendoza, quienes fueron gobernadores del país durante el período de la Conquista. En el lugar, donde había concentradas unas 500 personas, un grupo sacó las figuras de sus pedestales, las lanzó al suelo y las cubrió con grafitis, entre los vítores de los asistentes. Una situación similar ocurrió en Temuco, capital de la región de La Araucanía, donde también fue removido el busto de Pedro de Valdivia. El 14 de noviembre, en medio de una protesta que conmemoraba el primer aniversario de la muerte del joven mapuche Camilo Catrillanca, un grupo de manifestantes derribó una estatua de Pedro de Valdivia ubicada en la Plaza de la Independencia, en Concepción.
El 8 de noviembre, la Casa Schneider Hernández, ubicada en avenida Vicuña Mackenna y construida en 1915, de propiedad de la Universidad Pedro de Valdivia, fue quemada en su totalidad. Cuatro días después, la Iglesia de la Veracruz sufrió un incendió que dañó el ingreso y el interior de la construcción, además de esculturas y bancas. El recinto religioso, construido a mediados del siglo XIX y que forma parte del barrio Lastarria, fue declarado monumento histórico en 1983.
El 27 de diciembre, un incendio consumió gran parte del Centro Arte Alameda, tradicional sala de cine y centro cultural santiaguino, que desde el inicio de las protestas funcionaba también como sede de voluntarios del Servicio de Atención Médica de Urgencia (SAMU) y la Cruz Roja Chilena, recibiendo heridos y personas intoxicadas por gases lacrimógenos. Según registros audiovisuales, el fuego habría iniciado por el actuar de Carabineros que lanzó bombas lacrimógenas sobre techo del recinto.
El 7 de febrero de 2020 un incendió afectó al Museo Violeta Parra, en las cercanías de Plaza Baquedano, Santiago.
El 18 de octubre de 2020 se registraron incendios en dos iglesias: la Iglesia de San Francisco de Borja, iglesia "institucional" de Carabineros, y la Iglesia de la Asunción. El ministro del Interior, Víctor Pérez, señaló que "quemar iglesias, quemar recintos religiosos es una expresión de brutalidad". La ministra de las Culturas, las Artes y el Patrimonio, Consuelo Valdés, expresó su "indignación y tristeza" por ambos inmuebles patrimoniales, informando que los daños serán revisados por el Consejo de Monumentos Nacionales.

#### Daños al Metro de Santiago

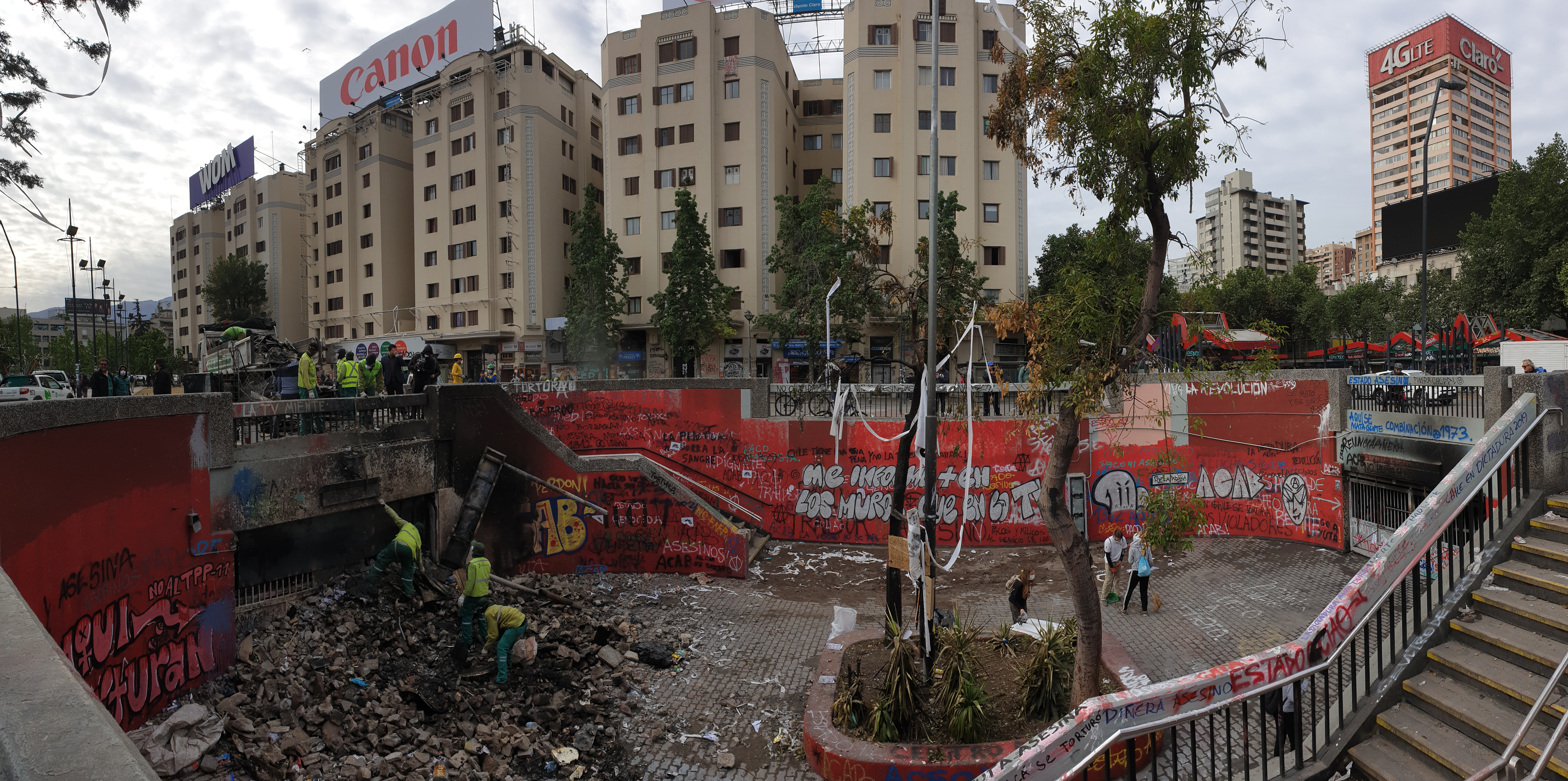
Remoción de escombros en acceso a la estación Baquedano.

El Metro de Santiago fue una de las instituciones más dañadas, al ser el punto de inicio de los disturbios. Se estiman en 300 millones de dólares las pérdidas para Metro, con la agravante de que esta no poseía seguros para estaciones ni trenes.
Según la compañía de transportes, cinco trenes de la Línea 4 y uno de la Línea 1 fueron destruidos; 79 de las 136 estaciones tienen algún nivel de daño, de las cuales once quedaron parcialmente incendiadas, seis totalmente incendiadas y cuatro totalmente incendiadas y con daño estructural —San Pablo en Línea 1, Trinidad, San José de La Estrella y Elisa Correa en Línea 4—. Solo las líneas 3 y 6 no tuvieron daños graves, mientras la más afectada fue la Línea 4, cuyo tramo en las comunas de La Florida y Puente Alto requirió reparaciones que pueden tomar entre 6 y 12 meses.

Luego de dos días y medio cerrado, la Línea 1 reabrió parcialmente y en horario acotado el 21 de octubre, las Líneas 3 y 6 el día 23, las Líneas 2 y 5 el 25, la Línea 4 el 28, y la Línea 4A el 25 de noviembre. El servicio fue extendiéndose en estaciones y horario durante los meses siguientes. La red de Metro volvió a estar operativa en su totalidad el 25 de septiembre de 2020.
|               |
| 21 de octubre |

|               |
| 23 de octubre |

|               |
| 25 de octubre |

|               |
| 28 de octubre |

|                |
| 4 de noviembre |

|                |
| 6 de noviembre |

|                 |
| 11 de noviembre |

|                 |
| 18 de noviembre |

|                 |
| 21 de noviembre |

|                 |
| 25 de noviembre |

|                |
| 2 de diciembre |

### Impacto económico

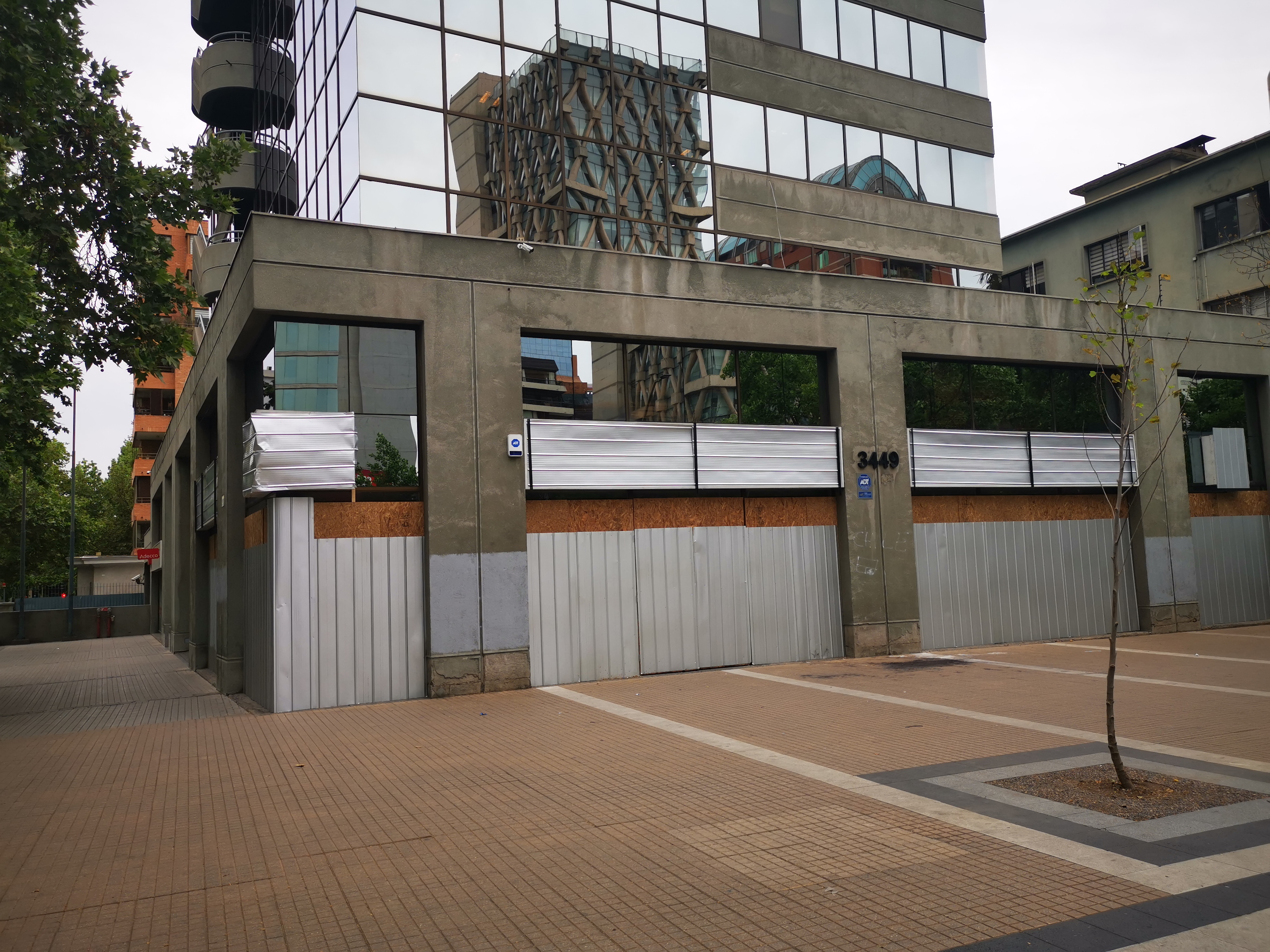
Durante las protestas muchos comercios debieron cerrar sus puertas ante la amenaza de saqueos, como esta farmacia en el barrio El Golf.

#### Efecto en el comercio local y empleo
El 25 de octubre de 2019, la Cámara de Comercio de Santiago (CCS) señalaba unas pérdidas calculadas en 1400 millones de dólares para la región, de las cuales 900 millones de dólares corresponden a daños patrimoniales producto de los destrozos a bienes públicos y privados, especialmente en el sector comercio y servicios, y 500 millones de dólares en ventas.
La CCS también informó, el 23 de octubre, que 677 locales comerciales de la capital fueron afectados a esa fecha por saqueos, destrucción o incendios. La mayoría corresponden a supermercados y farmacias, aunque también se vieron afectados tiendas de automóviles, estaciones de servicio, centros comerciales y almacenes menores. Según la CCS, durante el lunes 22 un 34 % de los supermercados abrieron sus puertas, cifra que subió a cerca del 60 % del total (840 locales abiertos) para el martes 23.
Por su parte, la Cámara Nacional de Comercio y Turismo de Chile (CNC) estimó en 100 000 los puestos de trabajo perdidos producto de esta crisis, mientras que el ministro Briones estimó que se perderían 300 000 hacia el fin de año e inicios del próximo, pasando el desempleo del 7 % al 10 % a nivel nacional.

#### Devaluación del peso y proyecciones macroeconómicas
El 11 de noviembre, tras el anuncio adoptado para la obtención de una nueva Constitución, el valor del peso chileno se desplomó en los mercados internacionales, cotizándose en CL$760 por dólar, superando así al anterior tope de CL$759,75 alcanzados en octubre de 2002. Ya el día 12 de noviembre el dólar obtuvo su nuevo valor más alto de la historia de Chile, al superar los CL$800. El día 13 de noviembre el Banco Central de Chile tuvo que inyectar 4000 millones de dólares a través swaps financieros (licitaciones de compras futuras), para frenar la caída de la moneda, y lograr su estabilidad. No obstante, al cabo de unos días la tendencia a la devaluación del peso chileno volvió a presentarse, esta vez con un alza gradual del valor del dólar, hasta acentuarse nuevamente el día 27 de noviembre, cuando volvió a romper el máximo histórico en CL$ 817,2; y al día siguiente, al obtener un nuevo tope en 838,33 pesos chilenos.
Entre las principales causas de estas variaciones está la incertidumbre que exhibe Chile respecto a las decisiones que están por tomarse, y su impacto a largo plazo para el ámbito macroeconómico y de inversiones. Se observa que un mayor gasto fiscal para los próximos lustros podría conllevar un aumento de las primas por riesgo de los bonos chilenos, situación que efectivamente se ha producido, con el riesgo de perjudicar a futuro la clasificación crediticia del país. A este respecto, Bloomberg informó que Chile dejó de ser el país con menor riesgo país de América Latina, posición histórica que ocupó desde 2002, tras haber sido sobrepasado el día 14 de noviembre por Panamá.
Tras la jornada de agresiva alza del día 28 de noviembre, el Banco Central decidió volver a tomar medidas para estabilizar el peso chileno, esta vez a través de la venta de dólares spot por un monto de US$10 000 millones, provenientes de las reservas nacionales (calculadas en US$40 000 millones), y la venta de instrumentos de cobertura cambiaria por un monto de otros US$ 10 000 millones. Esta es la operación de este tipo de mayor envergadura desde 1999, cuando se aplicó en el contexto de la crisis financiera asiática, y comprende una inyección de hasta US$20 000 millones al mercado cambiario desde el día lunes 2 de diciembre hasta el día 29 de mayo de 2020, fecha para entonces posterior al resultado de las elecciones constitucionales de abril de aquel mismo año.
También las protestas han significado un reajuste de las proyecciones de crecimiento económico de 2019 y 2020, con la pérdida de un punto porcentual de crecimiento económico, al rebajarse la estimación de un 2,5 % a un 2,0 % para 2019, y de un 3,3 % a un 2,3 % en 2020.

### Cancelación de grandes eventos

#### Cumbres internacionales
La crisis política institucional y social, marcada por numerosas protestas y disturbios en todo Chile, llevó a que se pusiera en duda que estuvieran dadas las condiciones para albergar la reunión de líderes en el Foro de Cooperación Económica Asia-Pacífico (APEC). El 25 de octubre, el canciller chileno Teodoro Ribera confirmó la realización de la cumbre, afirmando que ningún líder había «planteado duda en cuanto a su visita». Tres días más tarde, el presidente estadounidense Donald Trump confirmó su asistencia, afirmando que «conozco a los chilenos y estoy seguro de que podrán resolverlo [la crisis]». El 29 de octubre, el gobierno de la Federación Rusa anunció que el presidente Vladímir Putin no viajaría a Chile, siendo dicho país representado por el primer ministro Dmitri Medvédev. El 11 de octubre se había anunciado que los presidentes de China y Estados Unidos firmarían un acuerdo para suspender la guerra comercial entre ambos países durante la cumbre.
El gobierno de Chile afirmó el 24 de octubre que la organización de la Conferencia de las Naciones Unidas sobre el Cambio Climático de 2019 (COP25) se mantenía en pie, y la Oficina de Cambio Climático de las Naciones Unidas aseguró que se habían dado las garantías necesarias para la celebración de la conferencia. El 30 de octubre, el presidente Sebastián Piñera anunció la suspensión de ambas cumbres —APEC y COP25—, debido a las condiciones que se encuentra el país. El excanciller chileno Heraldo Muñoz, señaló que la decisión del presidente Piñera «es un golpe para la política exterior, pero no necesariamente afecta el prestigio de Chile». Finalmente la conferencia fue realizada en Madrid, España, y tuvo como nombre «COP25 Chile-Madrid 2019».

#### Eventos deportivos
También hubo eventos deportivos internacionales que estaban agendados para realizarse en Chile, que fueron cancelados o trasladados de sede, como la final de la Copa Libertadores 2019, que sería disputada el 23 de noviembre en el Estadio Nacional. El 30 de octubre, la ministra del Deporte Cecilia Pérez ratificó que el partido se realizaría en Santiago tal como estaba previsto, pero días más tarde el intendente de Santiago Felipe Guevara dijo que «si Chile no es capaz de hacer su campeonato nacional, tampoco puede ser capaz de hacer una final internacional». El 5 de noviembre, Conmebol solicitó los costos de la cancelación de la final a su organizador, y anunció que el partido entre Flamengo y River Plate se realizaría en Lima, Perú. El rally de Chile, prueba puntuable para el Campeonato del Mundo de Rally, que estaba programado para el 16 y 19 de abril de 2020, fue cancelado debido a la situación del país, como también la edición 2020 del Ironman de Pucón prevista para el domingo 12 de enero. No obstante, se confirmó la carrera de Fórmula E que se llevó a cabo en el Parque O'Higgins el 18 de enero de 2020.
Las protestas también impidieron que se desarrollara el fútbol nacional, tanto en la primera división, como en las divisiones inferiores. Tan solo se pudo jugar un partido entre Cobresal y Unión Española el 22 de noviembre, mientras que otro partido entre Unión La Calera y Deportes Iquique fue suspendido por invasión de hinchas de Colo Colo. El torneo fue declarado como terminado el 29 de noviembre, quedando la Universidad Católica como campeón. A su vez, se decretó que no habrían ascensos ni descensos, lo que causó gran polémica, especialmente entre los seguidores de los equipos que hubiesen podido ascender, como Santiago Wanderers. Las protestas también afectaron algunos partidos del torneo de 2020, como el duelo entre Coquimbo Unido y Audax Italiano, el cual tuvo que ser suspendido por la invasión de algunos miembros de la barra brava de Coquimbo Unido, quienes protestaban por la muerte de un hincha de Colo Colo durante una manifestación, al ser arrollado por un camión de Carabineros, bajo la consigna «Calles con sangre, canchas sin fútbol».

#### Otros eventos relevantes
La Prueba de Selección Universitaria (PSU), originalmente agendada para los días 18 y 19 de noviembre, debió ser aplazada en dos oportunidades: inicialmente para el 2 y 3 de diciembre y, posteriormente, al 6 y 7 de enero de 2020. La fecha de aplicación, la más tardía desde la creación de la PSU, implica además una readecuación de los calendarios académicos de todas las universidades del país; debido a las nuevas fechas, los resultados de selección y la matrícula de los estudiantes nuevos quedó postergada hasta las dos primeras semanas de marzo, en instancias que normalmente el ingreso a clases se realizaba históricamente a comienzos del mismo mes.
Si bien en octubre la Fundación Teletón planificaba mantener la realización de la Teletón 2019, programada para el 29 y 30 de noviembre, el 7 de noviembre se anunció la cancelación del evento, siendo postergado para el 3 y 4 de abril de 2020. El motivo de elección de esa fecha, según Mario Kreutzberger, era que los recursos actuales de la fundación permitían su funcionamiento hasta ese meses, además de confirmar que algunas empresas harían sus aportes anticipadamente. El 23 de enero de 2020 se anunció que se cancelará el segmento de cierre en el Estadio Nacional, siendo finalmente realizado en el mismo Teatro Teletón.
El desfile de Navidad denominado París Parade que estaba previsto para el 15 de diciembre fue cancelado, al igual que gran cantidad de los espectáculos de fuegos artificiales y música de Año Nuevo, siendo sus recursos redestinados a otras áreas. Entre los eventos cancelados se encuentran el de la Torre Entel, el Estadio Nacional, y los realizados en La Serena y Coquimbo, Antofagasta, Talcahuano, Chillán, Rancagua, Punta Arenas, entre otros.

## Reacciones políticas

### Anuncios y reformas aprobadas o propuestas por el Gobierno

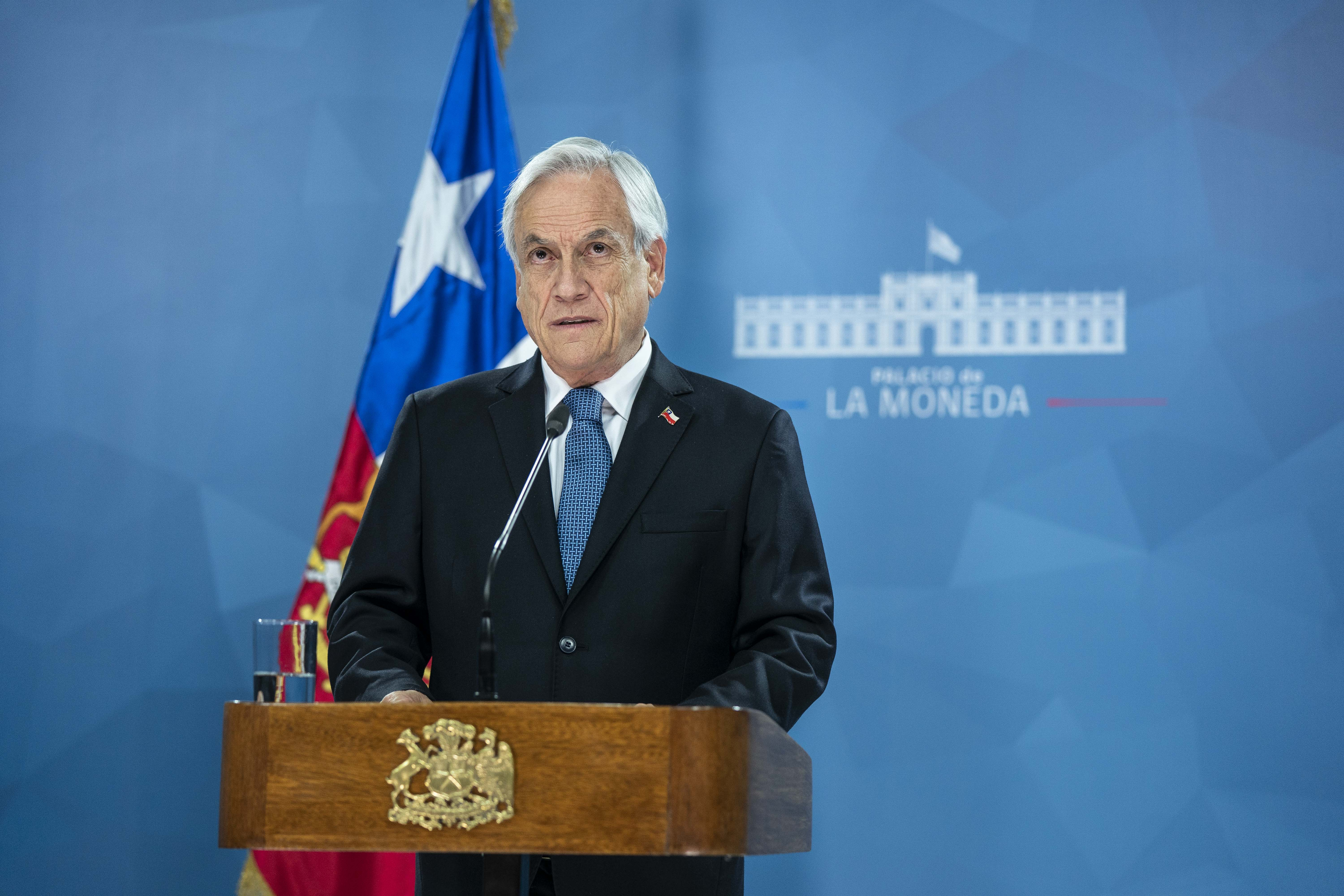
El Presidente Piñera convocando a un "Acuerdo Social para buscar soluciones a necesidades y oportunidades para todos los chilenos",

Dentro de los primeros anuncios realizados por el gobierno de Sebastián Piñera fue la anulación del aumento en las tarifas de la Red Metropolitana de Movilidad. Esta medida fue anunciada en la tarde del sábado 19 de octubre, siendo aprobada de forma urgente por el Congreso Nacional en los días siguientes, siendo promulgada el lunes 21 de octubre.
En los días posteriores, el gobierno anunció una serie de proyectos de ley, algunos de los cuales ya han sido aprobados o presentados al Congreso Nacional para su debate:
- Nueva Agenda Social: incluye una serie de propuestas que incorporan el aumento de las pensiones básicas y solidarias, creación de un ingreso mínimo garantizado, reformas en el sistema de salud y cambios relacionados con los congresistas.
- Agenda de Seguridad: proyectos de leyes que establecen delitos y aumentan penas relacionadas con vandalismo, saqueos, encapuchados; reforzamiento de las capacidades de las fuerzas de orden para la persecución de crímenes relacionados con disturbios y un estatuto de protección de miembros de las fuerzas de orden.

### Cambios de ministros de Estado

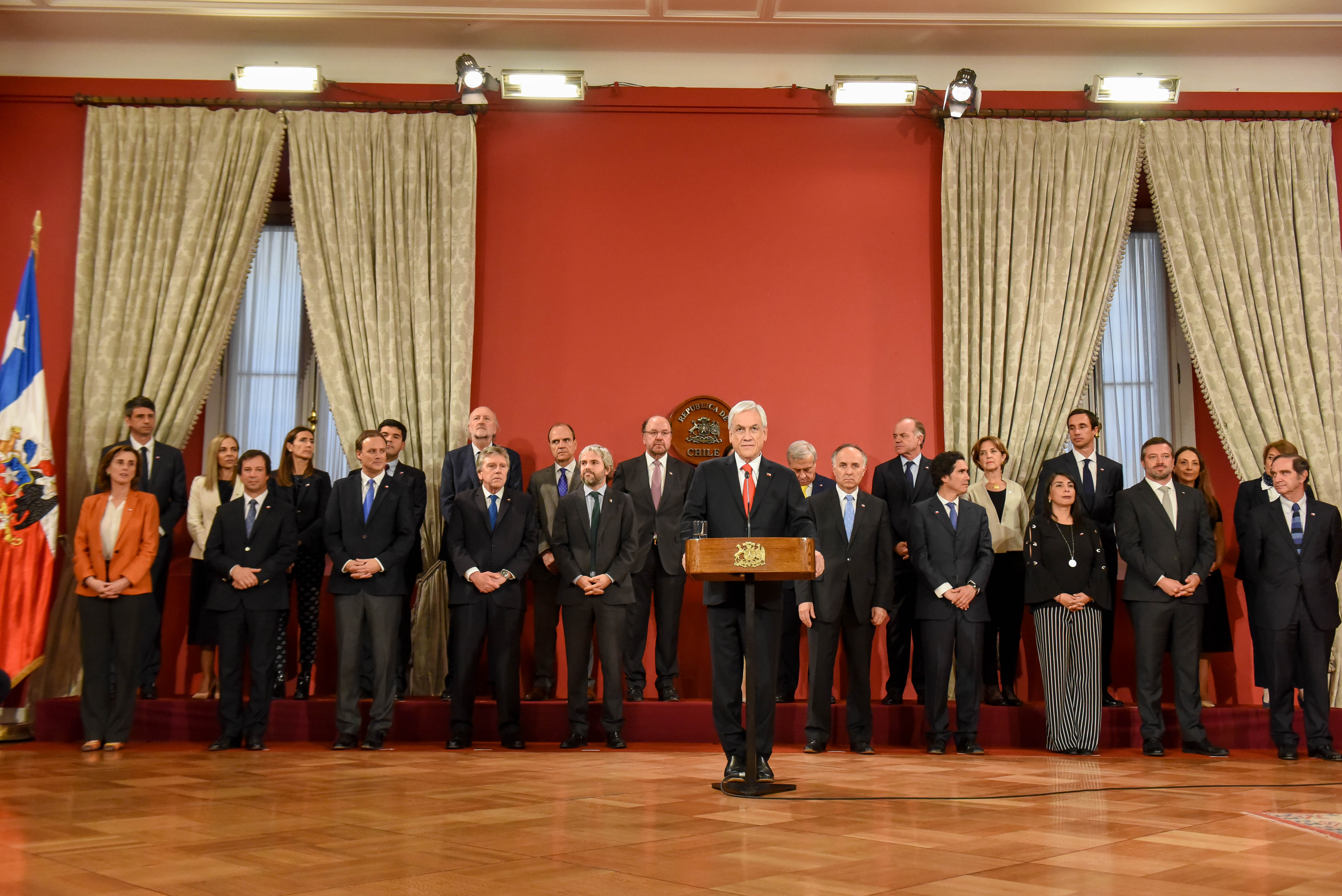
El presidente Sebastián Piñera y sus ministros tras el cambio de gabinete del 28 de octubre.

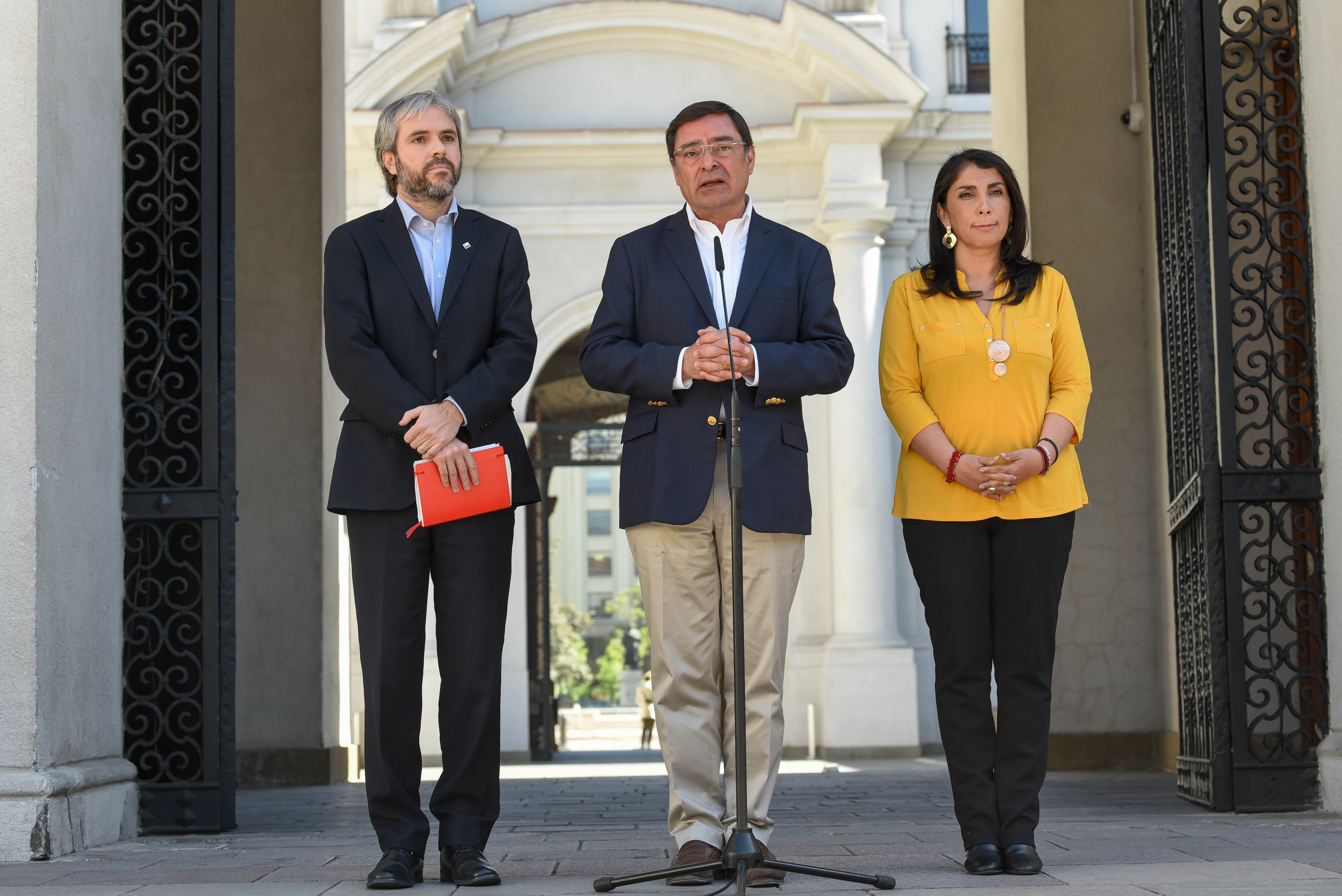
Los ministros del Interior Gonzalo Blumel (izquierda) y de la Secretaría General de Gobierno Karla Rubilar (derecha), junto a Felipe Guevara, quien reemplazó a Rubilar como intendente de Santiago, durante una vocería por las protestas.

El 26 de octubre, el presidente Sebastián Piñera, en medio de la crisis social, le pidió a todos sus ministros de Estado que pusieran sus cargos a disposición para estructurar un nuevo equipo ministerial ante el inminente rechazo que tiene la ciudadanía sobre su gobierno.
| Ministerio                   | Ministro/a saliente | Ministro/a saliente  | Ministro/a saliente | Ministro entrante | Ministro entrante   | Ministro entrante |
| ---------------------------- | ------------------- | -------------------- | ------------------- | ----------------- | ------------------- | ----------------- |
| Interior y Seguridad Pública |                     | Andrés Chadwick      | UDI                 |                   | Gonzalo Blumel *    | EVOP              |
| Hacienda                     |                     | Felipe Larraín       | Ind.                |                   | Ignacio Briones     | EVOP              |
| Sec. Gral. de la Presidencia |                     | Gonzalo Blumel *     | EVOP                |                   | Felipe Ward *       | UDI               |
| Sec. Gral. de Gobierno       |                     | Cecilia Pérez *      | RN                  |                   | Karla Rubilar       | Ind.              |
| Economía, Fomento y Turismo  |                     | Juan Andrés Fontaine | Ind.                |                   | Lucas Palacios      | UDI               |
| Trabajo y Previsión Social   |                     | Nicolás Monckeberg   | RN                  |                   | María José Zaldívar | Ind.              |
| Bienes Nacionales            |                     | Felipe Ward *        | UDI                 |                   | Julio Isamit        | UDI               |
| Deporte                      |                     | Pauline Kantor       | Ind.                |                   | Cecilia Pérez *     | RN                |

* Ministros que cambiaron de ministerio.
La salida más profunda fue la salida de Chadwick, que fue fuertemente cuestionado por el actuar policial y de las Fuerzas Armadas durante el estado de emergencia y toque de queda que se decretó en gran parte del país. El cambio de gabinete causó molestia en la ciudadanía por la continuidad de los principales causantes de la crisis, entre ellos Marcela Cubillos en el Ministerio de Educación, Jaime Mañalich en el Ministerio de Salud y Gloria Hutt en el Ministerio de Transportes y Telecomunicaciones, además de la continuación de la ministra Cecilia Pérez Jara en el gobierno.
De acuerdo la encuesta Cadem realizada entre el martes 29 y miércoles 30 de octubre, un 64 % de los encuestados calificaron de forma negativa el cambio de gabinete y sólo un 24 % lo valoró positivamente.

## Opinión pública
Tras las masivas manifestaciones en el país, la encuesta Cadem reveló que la aprobación del presidente Sebastián Piñera cayó 15 puntos porcentuales en una semana, alcanzando un 14 %, mientras que la desaprobación se disparó al 78 %, transformándose en el presidente de la República de Chile con peor evaluación desde el regreso de la democracia. A la semana siguiente, las cifras del gobierno empeoraron, llegando a un 13 % de aprobación y un 79 % de desaprobación. Durante la primera semana de diciembre, nuevamente bajaron las cifras gubernamentales, llegando a un 10 % de aprobación y un 82 % de desaprobación según la encuesta Cadem. La segunda semana de diciembre, subió levemente la aprobación de Piñera, llegando al 13 %, con un 77 % de desaprobación. En el reporte de diciembre de la encuesta de Opinión Pública del Centro de Estudios Públicos (CEP), el presidente Piñera llegaría al 6% de aprobación y al 82% de desaprobación, junto con esto, el estudio mostró que el 82% de los encuestados pensaba que el gobierno respondió mal o muy mal a las manifestaciones de octubre.

## Reacciones internacionales

### Protestas en el extranjero

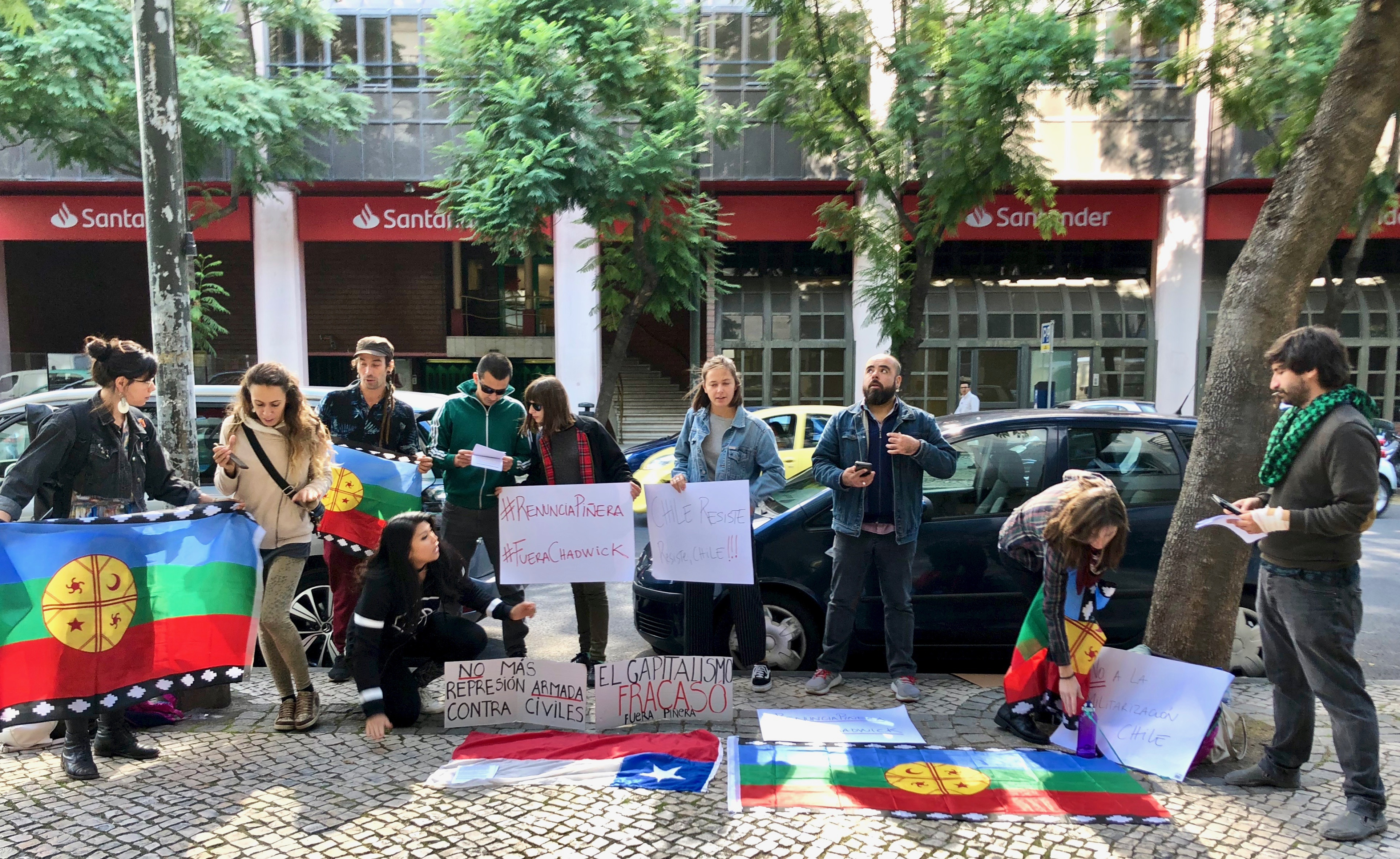
Protesta frente al Consulado de Chile en Lisboa, Portugal.

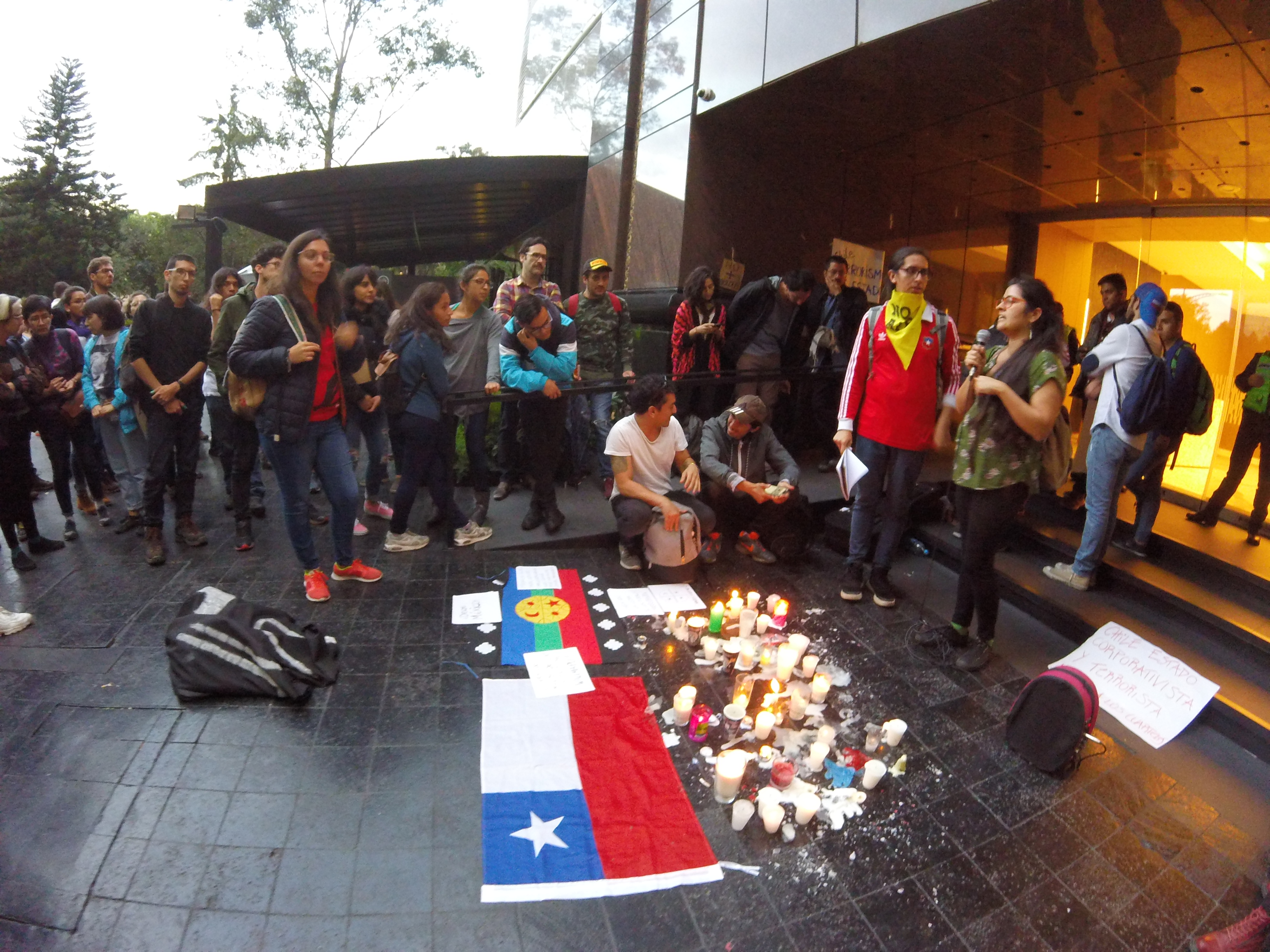
Muestras de solidaridad con el movimiento social chileno en Ciudad de México.

Durante la tarde del 19 de octubre, un centenar de chilenos llegaron hasta la Puerta de Brandeburgo, en Berlín, con el fin de manifestar el apoyo a las demandas sociales en Chile. El 20 de octubre, también se realizaron importantes manifestaciones en otras ciudades del mundo, como en Barcelona, Madrid, París, Sídney, Vancouver y Nueva York. El día 21 de octubre, se convocan nuevas manifestaciones en las ciudades de Ámsterdam, Buenos Aires, Bogotá, Calgary, Ciudad de México, Copenhague, Edimburgo, Estocolmo, Ginebra, Los Ángeles, Londres, Tokio, Mánchester, Quito, São Paulo, Toronto y Viena.
En la tarde del 21 de octubre, en el consulado de Chile en Buenos Aires, se realizaron diversas manifestaciones frente a este edificio en contra el gobierno de Sebastián Piñera, las que finalizaron con graves incidentes. La protesta contó tanto con miembros de la comunidad chilena local como con grupos de izquierda liderados por el Partido de los Trabajadores Socialistas (PTS), la Central de Trabajadores de la Argentina (CTA) y el Partido Obrero (PO), La manifestación, que se inició como un plantón, derivó en ataques incendiarios a la entrada de una estación del subte de Buenos Aires con bombas molotov y agresión a algunos periodistas. La Policía Federal Argentina, que actuó con gases lacrimógenos y carros lanza-aguas, informó que detuvo a nueve personas implicadas en los disturbios.
También tuvieron lugar protestas frente al consulado chileno de Mendoza y otras manifestaciones de menor medida en Córdoba y Neuquén.
En Estados Unidos se usó la misma técnica de evasión en contra del transporte público, luego de la viralización de un video en donde las fuerzas policiales de dicho país se arremeten violentamente en contra de un joven negro que saltó el torniquete del metro estadounidense, pero el estallido inició porque los testigos aseguran que se trató de una detención por racismo. En las paredes del metro de Nueva York se pudieron apreciar pegatinas del Negro Matapacos, animal icónico de las protestas chilenas.

### Gobiernos e instituciones internacionales

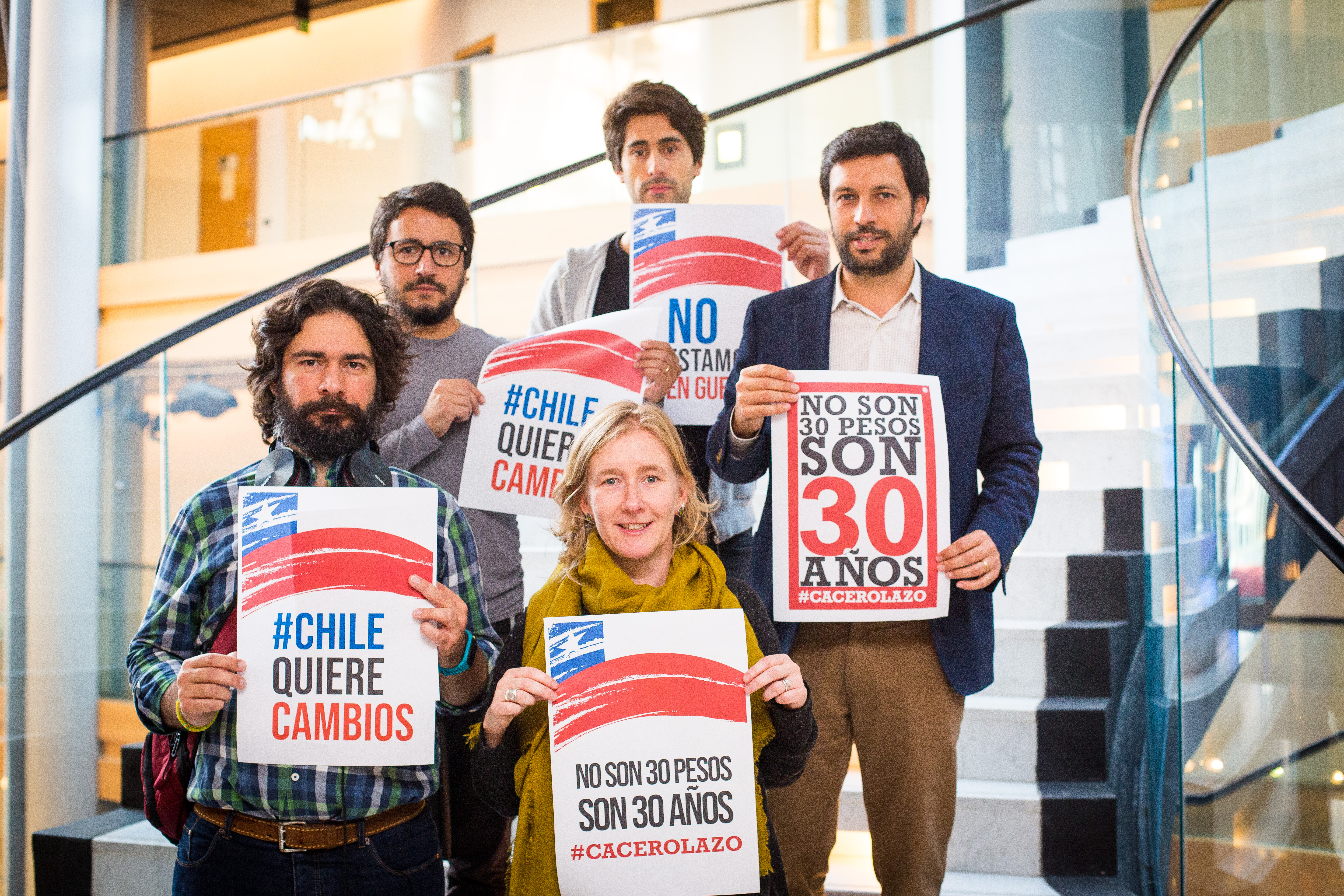
Manifestación de diputados del Parlamento Europeo en apoyo a las protestas chilenas.

Un número importante de líderes internacionales se manifestaron a favor y en contra de las manifestaciones, siguiendo en general sus propias líneas ideológicas. Mientras países gobernados por partidos de izquierda solidarizaron con las manifestaciones y atacaron al gobierno de Piñera, mientras aquellos de derecha apoyaron al gobierno chileno y acusaron una supuesta interferencia de potencias extranjeras.
- Alemania: Maria Adebahr, vocera del Ministerio de Asuntos Exteriores del gobierno alemán, expresó la preocupación del Ejecutivo de ese país con respecto a los hechos de violencia, llamando al diálogo y a establecer consensos en materia de reformas.[434]
- Argentina: Patricia Bullrich, ministra de Seguridad del gobierno de Mauricio Macri, respaldó las acciones del gobierno chileno, afirmando que «Piñera está en guerra» y calificó las protestas como «una insurrección con carácter cuasi terrorista».[435]
- Brasil: El presidente Jair Bolsonaro afirmó estar preparado ante «la posibilidad de tener movimientos [de izquierda] como tuvimos en el pasado, parecido con lo que está ocurriendo en Chile».[436] Más tarde afirmó que la crisis chilena era un «asunto interno» y que «tengo una buena relación con [Sebastián] Piñera y espero que todo sea resuelto».[437]
- Cuba: El ministro de Relaciones Exteriores Bruno Rodríguez afirmó que «maliciosamente se acusa a Cuba de ser culpable de lo que sucede en Venezuela y de las recientes manifestaciones populares contra el despiadado neoliberalismo que avanza en la región».[438]
- Estados Unidos: El presidente Donald Trump manifestó su apoyo a Sebastián Piñera mediante un llamado telefónico, y afirmó que existían «esfuerzos extranjeros para socavar las instituciones, la democracia o la sociedad chilenas».[439] Michael Kozak, jefe interino de la diplomacia estadounidense para América Latina, afirmó que habían «cuentas falsas que emanan de Rusia, que son personas que fingen ser chilenas, pero en realidad todo el mensaje que están haciendo es tratar de socavar todas las instituciones y la sociedad chilena».[440]
- Rusia: El viceministro de Asuntos Exteriores Serguéi Riabkov declaró que «el Gobierno de Estados Unidos aprovecha la compleja situación interna en Chile para continuar sus intentos de enlodar la política exterior de nuestro país», enfatizando que Rusia respetaba la soberanía de Chile, y que «estoy seguro de que los políticos chilenos, la sociedad chilena, comprenden esto perfectamente y de que las intrigas malintencionadas de Estados Unidos no darán el resultado esperado por Washington».[441]
- Venezuela: El presidente Nicolás Maduro entregó su «solidaridad con el noble pueblo chileno, quienes se encuentran en resistencia contra las criminales políticas neoliberales implementadas por el capitalismo», y llamó peyorativamente a Sebastián Piñera como «Piñechet», en alusión al dictador Augusto Pinochet.[442]
- Unión Europea: En comunicado del portavoz de la Alta Representante y vicepresidenta del organismo, se «reconoce la relevancia de las recientes manifestaciones en Chile y las demandas legítimas de su pueblo», valorando las decisiones del gobierno chileno de solicitar la presencia de la Oficina de la Alta Comisionada de las Naciones Unidas para los Derechos Humanos y de otras organizaciones de derechos humanos, y declaró su disposición «a apoyar a los chilenos en sus aspiraciones de avanzar hacia un desarrollo más sostenible, equitativo e inclusivo».[443]
- Naciones Unidas: Seis expertos independientes de la ONU dijeron que la violencia no puede ser la respuesta a las demandas sociales y políticas y le recordaron al gobierno de Chile que debe respetar los derechos humanos de sus conciudadanos y proteger a las personas contra actos violentos cometidos por particulares. La ONU en Chile pidió a las autoridades el cese del uso balines y perdigones para reprimir las protestas.[444]
- Organización de los Estados Americanos (OEA): La Secretaría General del organismo llamó al «más pronto restablecimiento de patrones del más pleno respeto a los derechos humanos», y afirmó que la crisis en Chile se debía a «las brisas del régimen bolivariano impulsadas por el madurismo y el régimen cubano [que] traen violencia, saqueos, destrucción y un propósito político de atacar directamente el sistema democrático y tratar de forzar interrupciones en los mandatos constitucionales», cuestión que se habría verificado previamente en Ecuador y Colombia.[445]

Las protestas chilenas marcaron los últimos días de la campaña presidencial argentina, cuya elección se realizó el 27 de octubre. El candidato oficialista a la vicepresidencia Miguel Ángel Pichetto afirmó que las protestas en Chile y Ecuador eran parte de un «proceso de destabilización en la región con injerencia venezolano-cubana», mientras la opositora Cristina Fernández de Kirchner (eventual vicepresidenta electa) declaró: «En Argentina, ¿Cuántos de ustedes escucharon por la televisión o la radio, inclusive entre propios dirigentes no tan extraños, sino propios, presentarnos a Chile vecino como el modelo social, económico y político a seguir? Mucha solidaridad por el pueblo chileno, por favor». En tanto, el presidente electo Alberto Fernández criticó al gobierno de Macri por no condenar las eventuales violaciones a los derechos humanos del gobierno de Piñera; sobre las causas de las manifestaciones, Fernández criticó la idea del llamado «Milagro de Chile», afirmando que «el único ‘milagro’ era que la gente no reaccionaba».
Además de los gobiernos, otras figuras políticas internacionales se han referido a la movilización en Chile. También se han generado reacciones de condena a la acción del gobierno chileno por parte de miembros de los parlamentos del Reino Unido, Francia y la Unión Europea.

## Otras reacciones y análisis
A nivel internacional medios de comunicación han dado cobertura a estas protestas. El diario El País señala que «La red de Metro de Santiago de Chile [...] se ha convertido en el escenario de inéditas manifestaciones por el aumento de costo del pasaje, por lo que ha cerrado por completo», mientras que el periódico Clarín ha publicado sobre los desmanes dentro del país y cómo el presidente Sebastián Piñera ha decretado estado de emergencia. En una editorial, Financial Times señaló que Piñera «debería practicar lo que predica», tras recordar una declaración que hizo ese mes para el periódico donde reconocía la necesidad de implementar un modelo de crecimiento económico más inclusivo. En tanto, The Economist sostuvo que las protestas dañaban la «imagen de estabilidad» del país. Por su parte, la agencia internacional de noticias Xinhua de China planteó en un análisis que Chile «no era el oasis» que Piñera pregonó días antes del estallido.
The Guardian ha señalado cómo Carabineros de Chile ha utilizado gas lacrimógeno con los manifestantes que se hallan protestando en contra del aumento de los costos de vida. Newsweek ha dado énfasis a la toma de las estaciones de metro por parte de los estudiantes. Reuters también ha señalado la urgencia del cierre del sistema de metro de la ciudad de Santiago debido a las manifestaciones. La BBC Mundo también ha dado amplia cobertura a la noticia. El 23 de octubre, Telefe noticias de Argentina tituló la cobertura en Chile como Entre gases y represión contra los manifestantes de Chile.
Diversas figuras del mundo del espectáculo internacional han dado su apoyo al pueblo chileno, entre ellos se destacan Residente, Chayanne, Daddy Yankee, Don Omar, Ismael Serrano, Luis Fonsi, Pedro Aznar, Jorge Drexler, Andrés Calamaro, Bad Bunny, Río Roma, Ha*Ash, Carlos Rivera, Julieta Venegas, Faith No More, Franz Ferdinand, Ska-P, Tom Morello, Tim Robbins, Mark Hamill, Gael García Bernal, Graciela Alfano, Luciana Salazar, Eugenia "China" Suárez, Lali Espósito, Roger Waters entre otros, mientras que otras importantes figuras chilenas han dado su apoyo, entre ellos, Mon Laferte, Denise Rosenthal, Camila Gallardo, Francisca Valenzuela, Anita Tijoux, Benjamín Vicuña, Alexis Sánchez, Arturo Vidal, Claudio Bravo, Christiane Endler y Jean Beausejour. A diferencia de otros artistas, el cantante venezolano José Luis Rodríguez se manifestó en contra de las protestas, acusando un intento del comunismo contra la prosperidad de Chile. El motociclista Pablo Quintanilla, en tanto, criticó fuertemente las protestas a través de Instagram, calificando a los manifestantes como «indios de mierda» y pidió que fueran reprimidos por militares; aunque a los pocos días se retractó de los dichos peyorativos, mantuvo su rechazo a las protestas y fue apoyado por otros deportistas como Jeremías Israel.
El 19 de octubre de 2019, antes de la entrada en vigencia del primer toque de queda, la Conferencia Episcopal de Chile publicó una declaración en la que condenaba los actos de violencia y llamaba a las autoridades a examinar los motivos de las protestas, instándolas a «comprender el profundo malestar de personas y familias que se ven afectadas por injustas desigualdades, por decisiones arbitrarias que les afectan en su vida diaria y por prácticas cotidianas que consideran abusivas, porque lesionan especialmente a los grupos más vulnerables». El papa Francisco se refirió a la protestas en Chile el 23 del mismo mes, señalando: «Espero que, poniendo fin a las manifestaciones violentas, a través del diálogo se pueda trabajar para encontrar soluciones a la crisis y hacer frente a las dificultades que la han generado, por el bien de toda la población».
En septiembre de 2023, en una entrevista en la radio argentina Mitre, Sebastián Piñera indicó que el estallido social fue «un intento de golpe de estado no tradicional a su gobierno». Asimismo, acusó que algunos sectores políticos toleraron y  protegieron la violencia. Por su parte Gabriel Boric se refirió a «que no hay que confundir y poner en el mismo saco las manifestaciones con los actos violentos», destacando el acuerdo firmado por él y Piñera junto a los otros expresidentes. En la misma línea Sergio Micco, que para 2019 era director del INDH, se cuadró con los dichos de Piñera indicando que «quisieron apoderarse del gobierno», en clara alusión a lo ocurrido en octubre de 2019. Sus dichos hicieron referencia a los sectores político que avalaron la violencia, tal como lo había dicho Piñera anteriormente. Asimismo, destacó que bajo su dirección el INDH sacó informes sobre los hechos ocurridos durante el estallido social. Micco además calificó el hecho como un «intento de golpe de Estado».

## Referencias culturales

Una de las versiones de la bandera negra chilena utilizada en las protestas, capitalizada por la Primera Línea. Otras versiones no presentan los bordes en blanco o solo el contorno de la estrella.

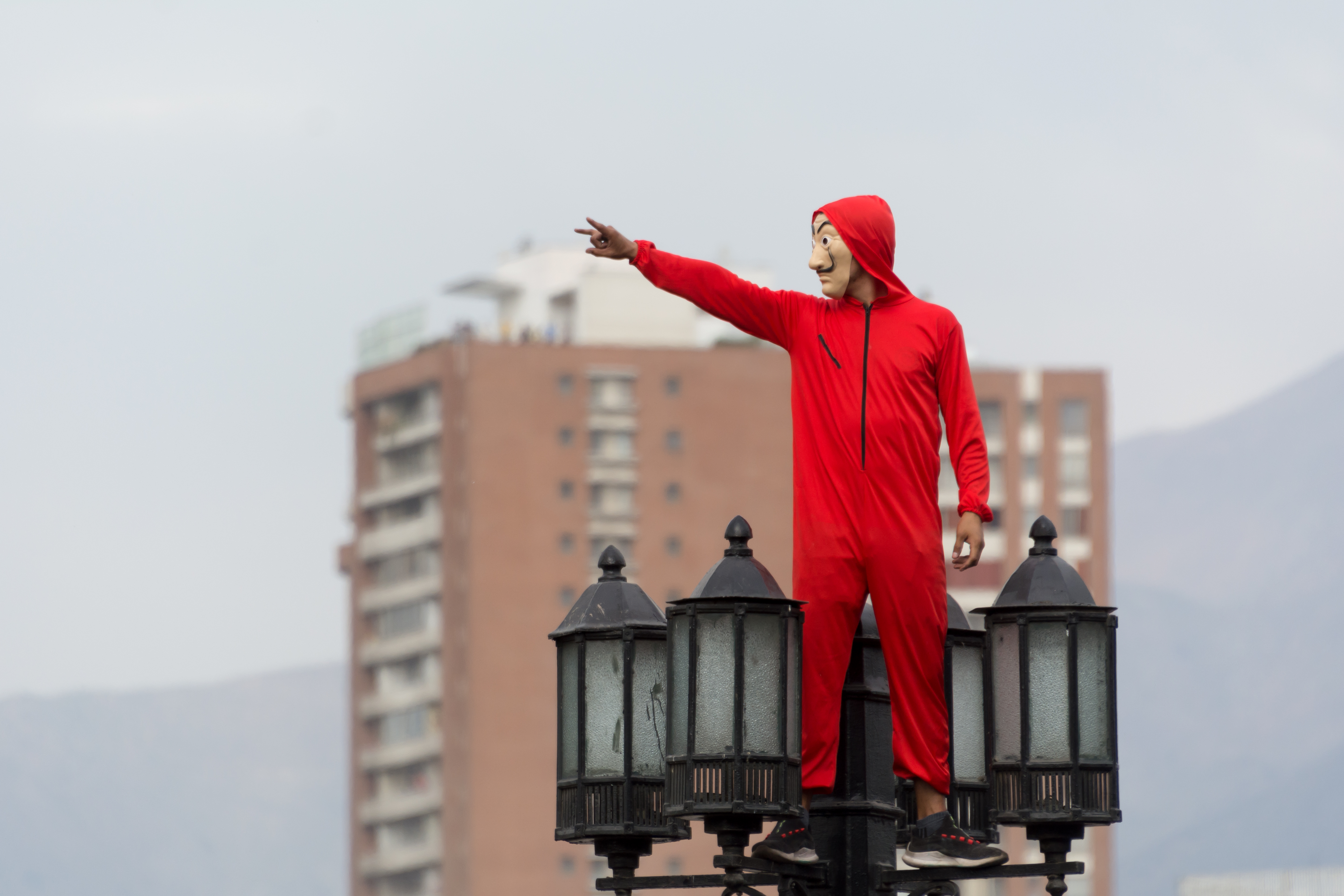
Manifestante usando el atuendo característico de la serie española La casa de papel durante la protesta en Santiago del 25 de octubre.

### Simbología

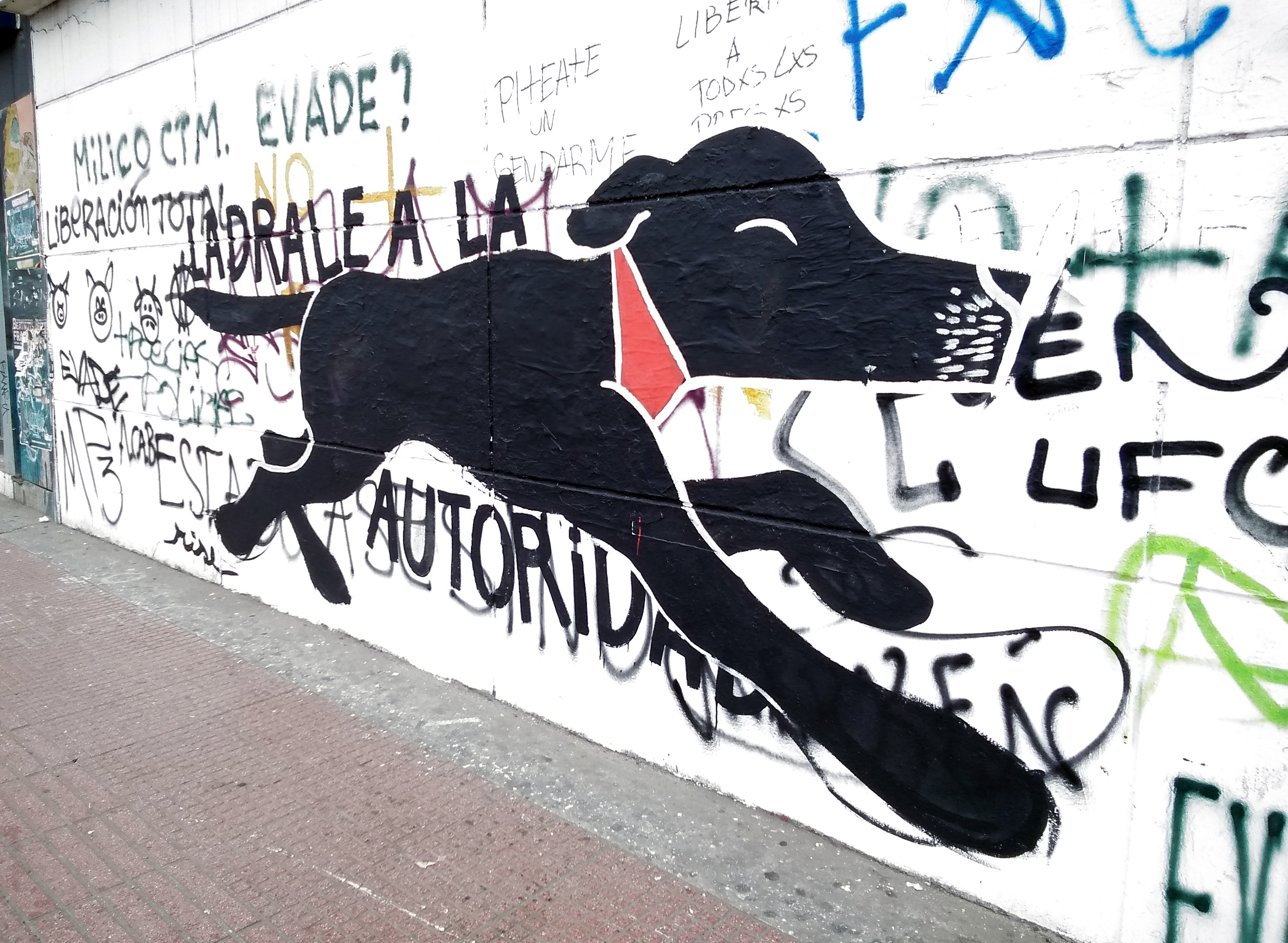
Rayado con Negro Matapacos.

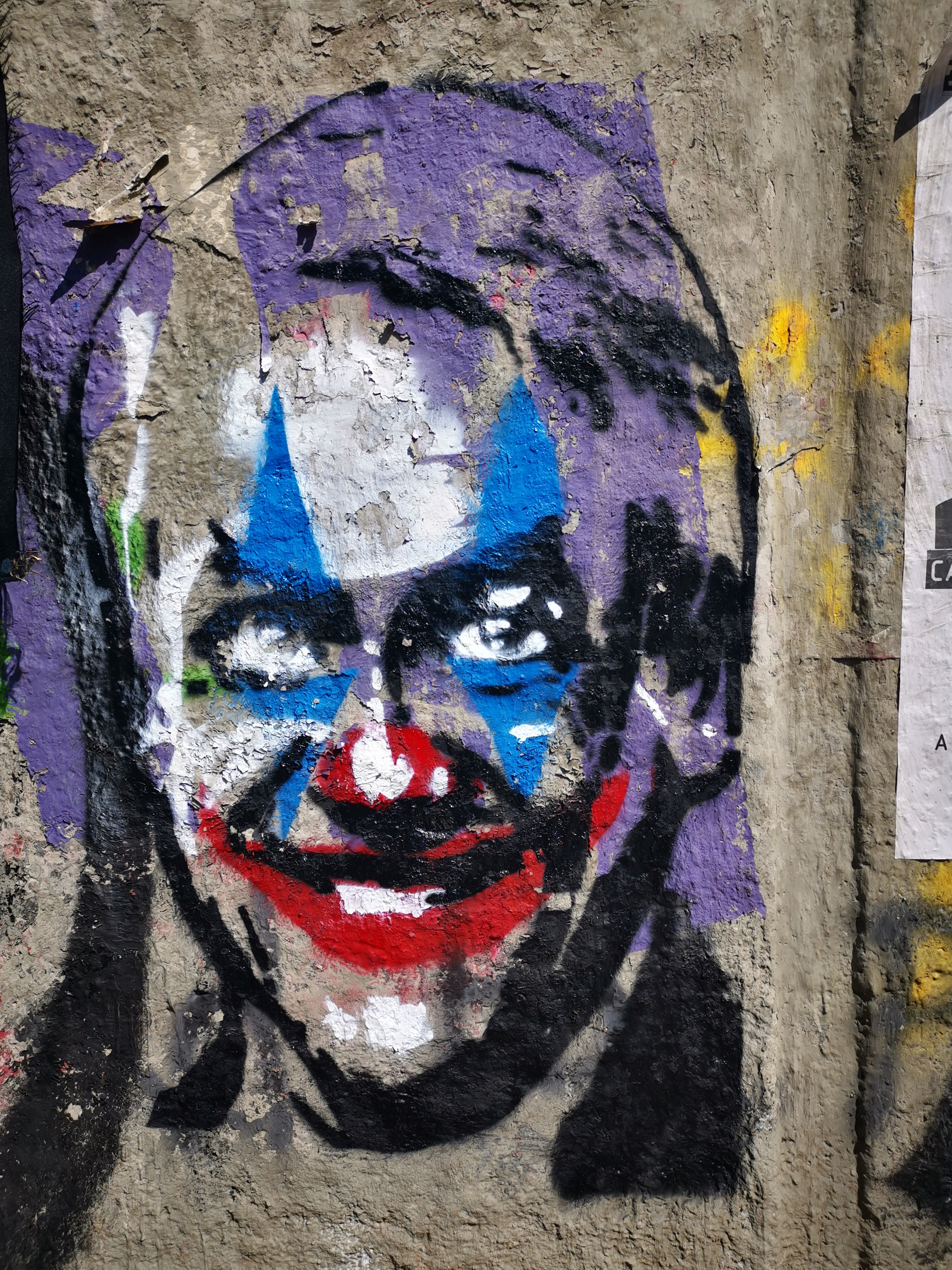
Grafiti contra Sebastián Piñera pintado como el personaje del Joker.

### Personajes

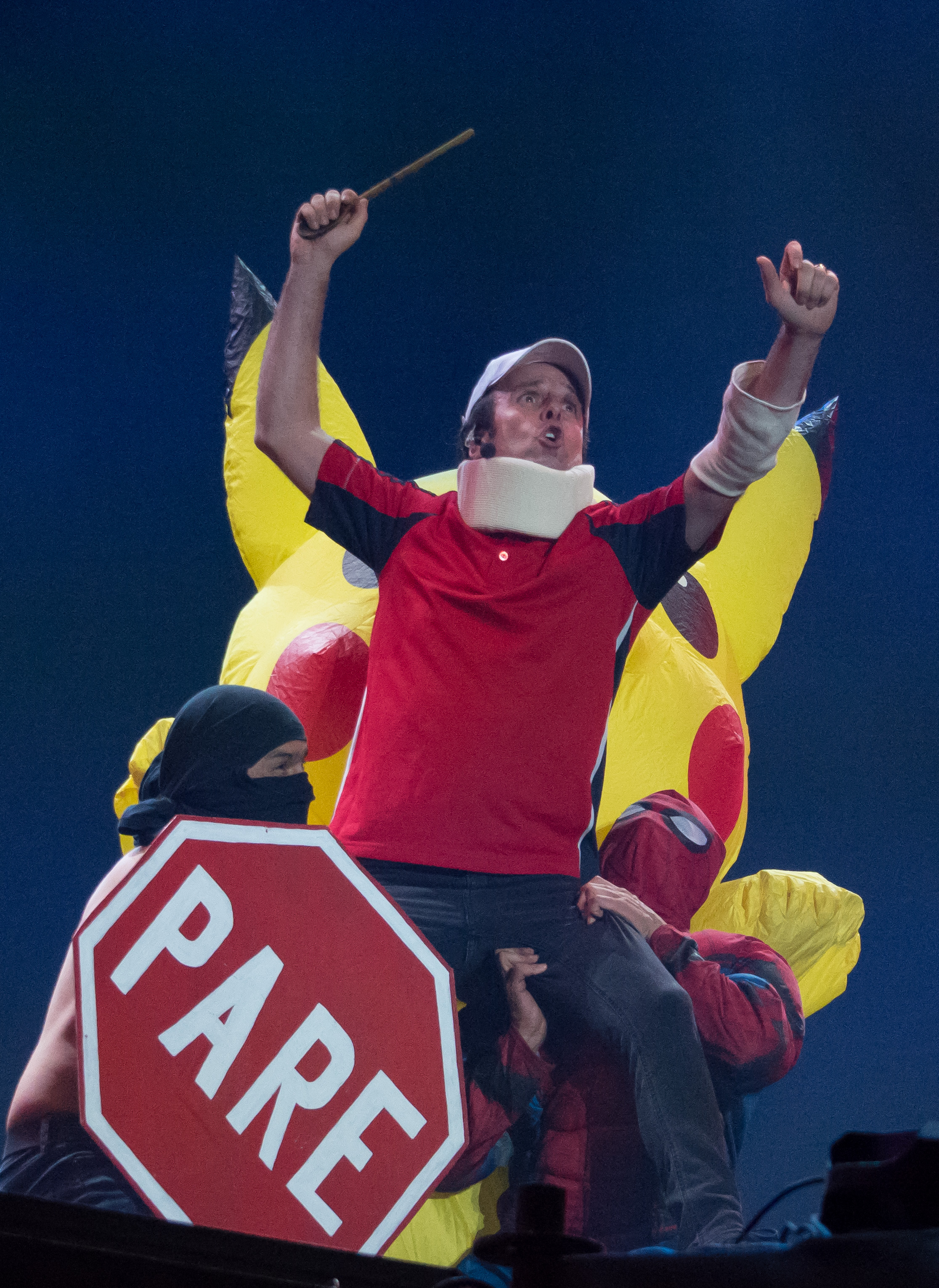
El comediante Stefan Kramer representando la «primera línea» en 2020, donde fue duramente criticado por políticos de derecha por «elogiar e idealizar» la violencia. Se puede observar, junto a Kramer, a la Tía Pikachú, al Estúpido y sensual Spider-Man y a Pareman.

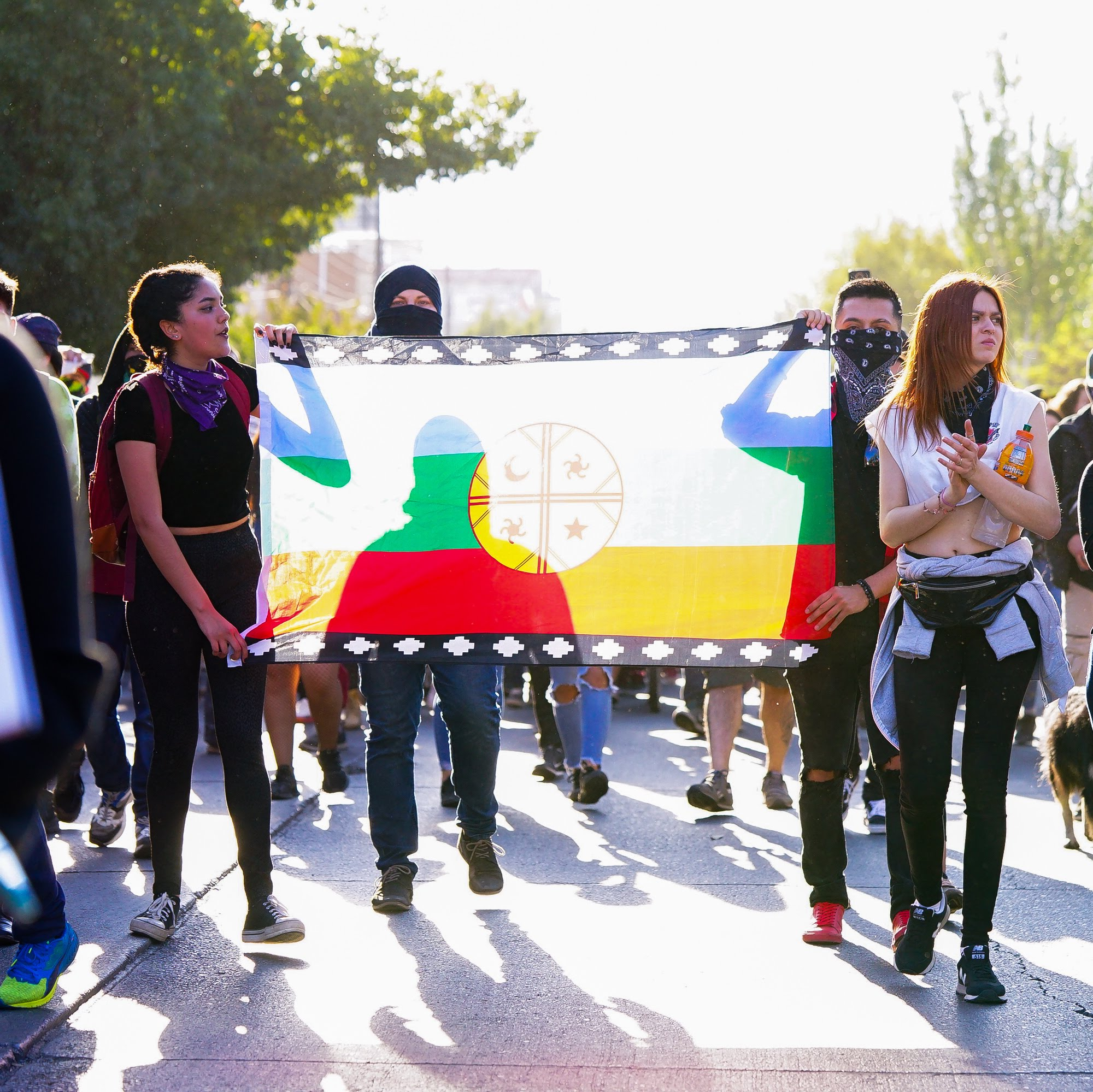
Manifestantes usando la Wenufoye.
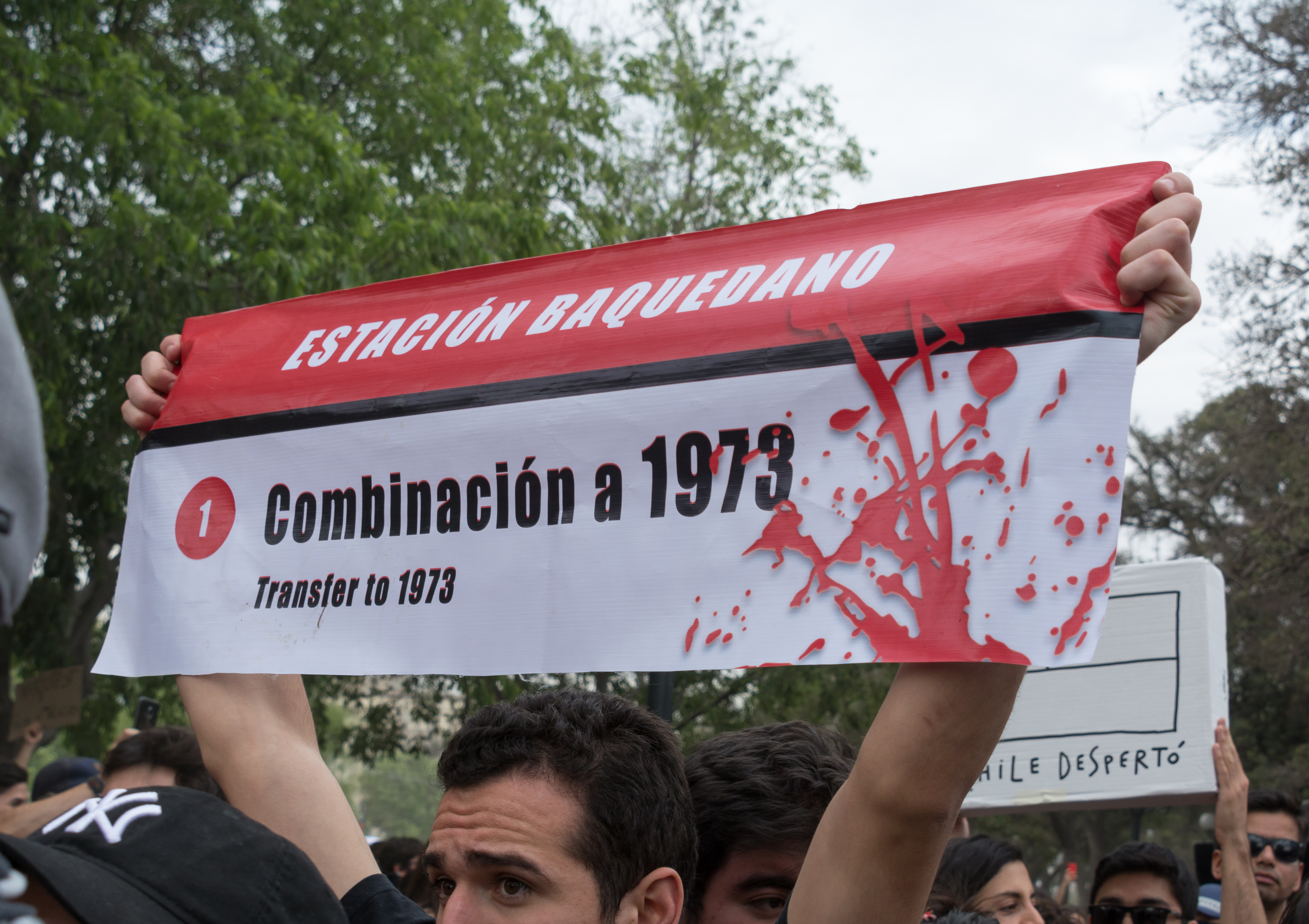
Pancarta haciendo referencia a los símbolos gráficos de la estación Baquedano.
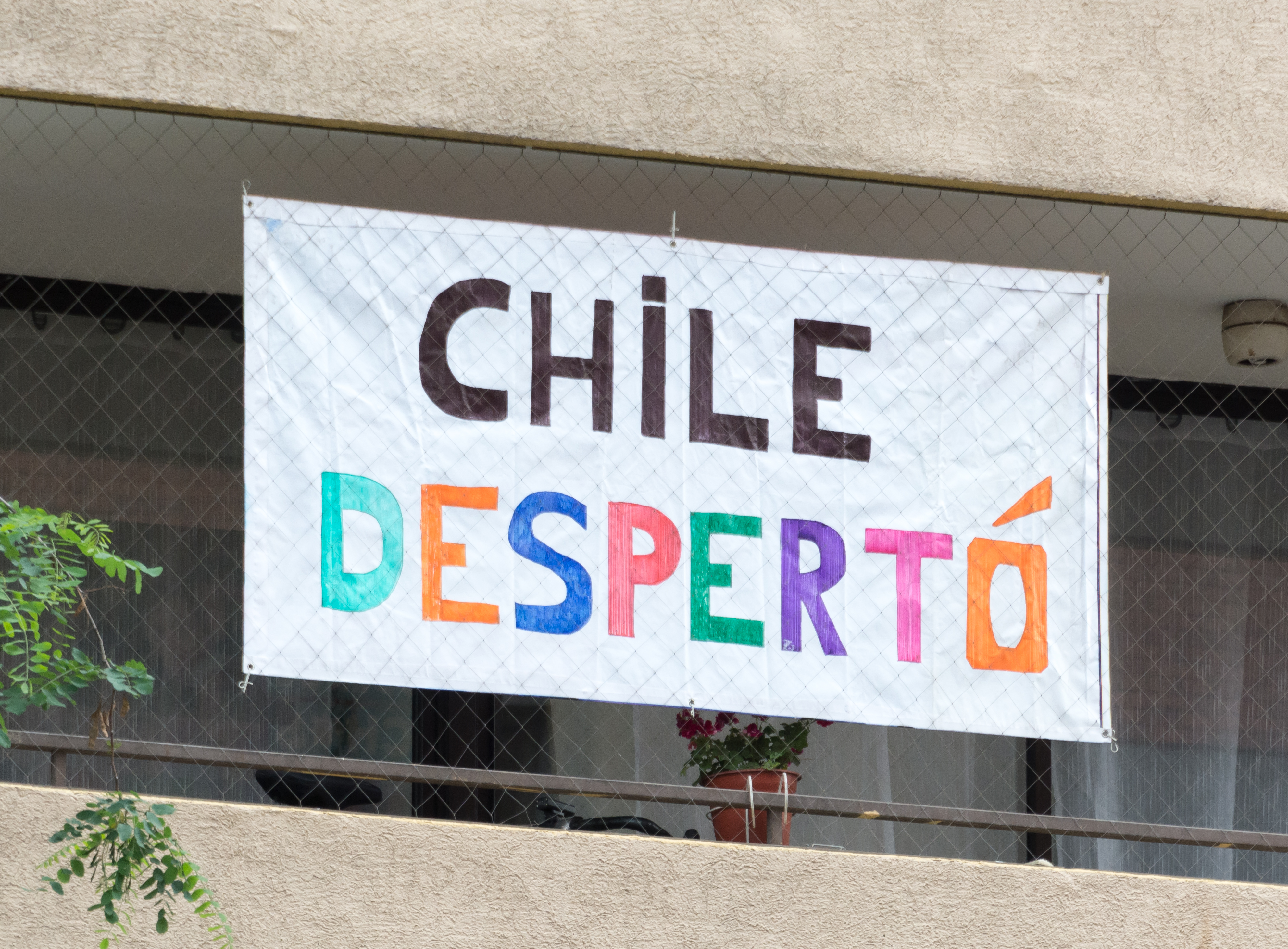
«Chile despertó», una de las frases más comunes durante las protestas.
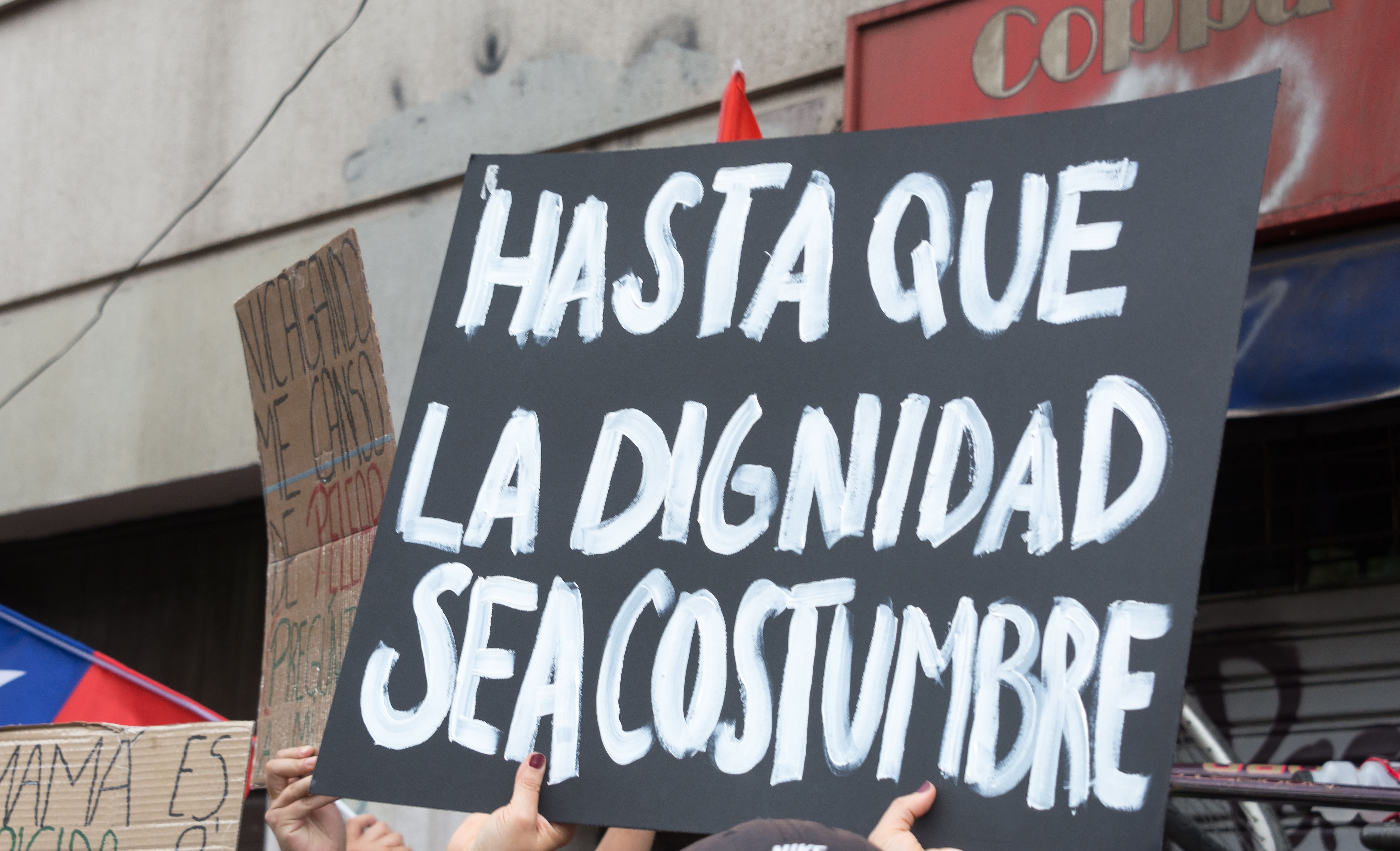
«Hasta que la dignidad sea costumbre», otra frase común durante las protestas